# Llista de sigles de tres lletres
A continuació es mostra una taula amb la llista de sigles de tres lletres de la A a la Z (només majúscules). No inclou caràcters amb accents, números ni altres símbols.
| Índex A B C D E F G H I J K L M N O P Q R S T U V W X Y Z |

## A
```
AAA
 
AAB
 
AAC
 
AAD
 
AAE
 
AAF
 
AAG
 
AAH
 
AAI
 
AAJ
 
AAK
 
AAL
 
AAM
 
AAN
 
AAO
 
AAP
 
AAQ
 
AAR
 
AAS
 
AAT
 
AAU
 
AAV
 
AAW
 
AAX
 
AAY
 
AAZ

ABA
 
ABB
 
ABC
 
ABD
 
ABE
 
ABF
 
ABG
 
ABH
 
ABI
 
ABJ
 
ABK
 
ABL
 
ABM
 
ABN
 
ABO
 
ABP
 
ABQ
 
ABR
 
ABS
 
ABT
 
ABU
 
ABV
 
ABW
 
ABX
 
ABY
 
ABZ

ACA
 
ACB
 
ACC
 
ACD
 
ACE
 
ACF
 
ACG
 
ACH
 
ACI
 
ACJ
 
ACK
 
ACL
 
ACM
 
ACN
 
ACO
 
ACP
 
ACQ
 
ACR
 
ACS
 
ACT
 
ACU
 
ACV
 
ACW
 
ACX
 
ACY
 
ACZ

ADA
 
ADB
 
ADC
 
ADD
 
ADE
 
ADF
 
ADG
 
ADH
 
ADI
 
ADJ
 
ADK
 
ADL
 
ADM
 
ADN
 
ADO
 
ADP
 
ADQ
 
ADR
 
ADS
 
ADT
 
ADU
 
ADV
 
ADW
 
ADX
 
ADY
 
ADZ

AEA
 
AEB
 
AEC
 
AED
 
AEE
 
AEF
 
AEG
 
AEH
 
AEI
 
AEJ
 
AEK
 
AEL
 
AEM
 
AEN
 
AEO
 
AEP
 
AEQ
 
AER
 
AES
 
AET
 
AEU
 
AEV
 
AEW
 
AEX
 
AEY
 
AEZ

AFA
 
AFB
 
AFC
 
AFD
 
AFE
 
AFF
 
AFG
 
AFH
 
AFI
 
AFJ
 
AFK
 
AFL
 
AFM
 
AFN
 
AFO
 
AFP
 
AFQ
 
AFR
 
AFS
 
AFT
 
AFU
 
AFV
 
AFW
 
AFX
 
AFY
 
AFZ

AGA
 
AGB
 
AGC
 
AGD
 
AGE
 
AGF
 
AGG
 
AGH
 
AGI
 
AGJ
 
AGK
 
AGL
 
AGM
 
AGN
 
AGO
 
AGP
 
AGQ
 
AGR
 
AGS
 
AGT
 
AGU
 
AGV
 
AGW
 
AGX
 
AGY
 
AGZ

AHA
 
AHB
 
AHC
 
AHD
 
AHE
 
AHF
 
AHG
 
AHH
 
AHI
 
AHJ
 
AHK
 
AHL
 
AHM
 
AHN
 
AHO
 
AHP
 
AHQ
 
AHR
 
AHS
 
AHT
 
AHU
 
AHV
 
AHW
 
AHX
 
AHY
 
AHZ

AIA
 
AIB
 
AIC
 
AID
 
AIE
 
AIF
 
AIG
 
AIH
 
AII
 
AIJ
 
AIK
 
AIL
 
AIM
 
AIN
 
AIO
 
AIP
 
AIQ
 
AIR
 
AIS
 
AIT
 
AIU
 
AIV
 
AIW
 
AIX
 
AIY
 
AIZ

AJA
 
AJB
 
AJC
 
AJD
 
AJE
 
AJF
 
AJG
 
AJH
 
AJI
 
AJJ
 
AJK
 
AJL
 
AJM
 
AJN
 
AJO
 
AJP
 
AJQ
 
AJR
 
AJS
 
AJT
 
AJU
 
AJV
 
AJW
 
AJX
 
AJY
 
AJZ

AKA
 
AKB
 
AKC
 
AKD
 
AKE
 
AKF
 
AKG
 
AKH
 
AKI
 
AKJ
 
AKK
 
AKL
 
AKM
 
AKN
 
AKO
 
AKP
 
AKQ
 
AKR
 
AKS
 
AKT
 
AKU
 
AKV
 
AKW
 
AKX
 
AKY
 
AKZ

ALA
 
ALB
 
ALC
 
ALD
 
ALE
 
ALF
 
ALG
 
ALH
 
ALI
 
ALJ
 
ALK
 
ALL
 
ALM
 
ALN
 
ALO
 
ALP
 
ALQ
 
ALR
 
ALS
 
ALT
 
ALU
 
ALV
 
ALW
 
ALX
 
ALY
 
ALZ

AMA
 
AMB
 
AMC
 
AMD
 
AME
 
AMF
 
AMG
 
AMH
 
AMI
 
AMJ
 
AMK
 
AML
 
AMM
 
AMN
 
AMO
 
AMP
 
AMQ
 
AMR
 
AMS
 
AMT
 
AMU
 
AMV
 
AMW
 
AMX
 
AMY
 
AMZ

ANA
 
ANB
 
ANC
 
AND
 
ANE
 
ANF
 
ANG
 
ANH
 
ANI
 
ANJ
 
ANK
 
ANL
 
ANM
 
ANN
 
ANO
 
ANP
 
ANQ
 
ANR
 
ANS
 
ANT
 
ANU
 
ANV
 
ANW
 
ANX
 
ANY
 
ANZ

AOA
 
AOB
 
AOC
 
AOD
 
AOE
 
AOF
 
AOG
 
AOH
 
AOI
 
AOJ
 
AOK
 
AOL
 
AOM
 
AON
 
AOO
 
AOP
 
AOQ
 
AOR
 
AOS
 
AOT
 
AOU
 
AOV
 
AOW
 
AOX
 
AOY
 
AOZ

APA
 
APB
 
APC
 
APD
 
APE
 
APF
 
APG
 
APH
 
API
 
APJ
 
APK
 
APL
 
APM
 
APN
 
APO
 
APP
 
APQ
 
APR
 
APS
 
APT
 
APU
 
APV
 
APW
 
APX
 
APY
 
APZ

AQA
 
AQB
 
AQC
 
AQD
 
AQE
 
AQF
 
AQG
 
AQH
 
AQI
 
AQJ
 
AQK
 
AQL
 
AQM
 
AQN
 
AQO
 
AQP
 
AQQ
 
AQR
 
AQS
 
AQT
 
AQU
 
AQV
 
AQW
 
AQX
 
AQY
 
AQZ

ARA
 
ARB
 
ARC
 
ARD
 
ARE
 
ARF
 
ARG
 
ARH
 
ARI
 
ARJ
 
ARK
 
ARL
 
ARM
 
ARN
 
ARO
 
ARP
 
ARQ
 
ARR
 
ARS
 
ART
 
ARU
 
ARV
 
ARW
 
ARX
 
ARY
 
ARZ

ASA
 
ASB
 
ASC
 
ASD
 
ASE
 
ASF
 
ASG
 
ASH
 
ASI
 
ASJ
 
ASK
 
ASL
 
ASM
 
ASN
 
ASO
 
ASP
 
ASQ
 
ASR
 
ASS
 
AST
 
ASU
 
ASV
 
ASW
 
ASX
 
ASY
 
ASZ

ATA
 
ATB
 
ATC
 
ATD
 
ATE
 
ATF
 
ATG
 
ATH
 
ATI
 
ATJ
 
ATK
 
ATL
 
ATM
 
ATN
 
ATO
 
ATP
 
ATQ
 
ATR
 
ATS
 
ATT
 
ATU
 
ATV
 
ATW
 
ATX
 
ATY
 
ATZ

AUA
 
AUB
 
AUC
 
AUD
 
AUE
 
AUF
 
AUG
 
AUH
 
AUI
 
AUJ
 
AUK
 
AUL
 
AUM
 
AUN
 
AUO
 
AUP
 
AUQ
 
AUR
 
AUS
 
AUT
 
AUU
 
AUV
 
AUW
 
AUX
 
AUY
 
AUZ

AVA
 
AVB
 
AVC
 
AVD
 
AVE
 
AVF
 
AVG
 
AVH
 
AVI
 
AVJ
 
AVK
 
AVL
 
AVM
 
AVN
 
AVO
 
AVP
 
AVQ
 
AVR
 
AVS
 
AVT
 
AVU
 
AVV
 
AVW
 
AVX
 
AVY
 
AVZ

AWA
 
AWB
 
AWC
 
AWD
 
AWE
 
AWF
 
AWG
 
AWH
 
AWI
 
AWJ
 
AWK
 
AWL
 
AWM
 
AWN
 
AWO
 
AWP
 
AWQ
 
AWR
 
AWS
 
AWT
 
AWU
 
AWV
 
AWW
 
AWX
 
AWY
 
AWZ

AXA
 
AXB
 
AXC
 
AXD
 
AXE
 
AXF
 
AXG
 
AXH
 
AXI
 
AXJ
 
AXK
 
AXL
 
AXM
 
AXN
 
AXO
 
AXP
 
AXQ
 
AXR
 
AXS
 
AXT
 
AXU
 
AXV
 
AXW
 
AXX
 
AXY
 
AXZ

AYA
 
AYB
 
AYC
 
AYD
 
AYE
 
AYF
 
AYG
 
AYH
 
AYI
 
AYJ
 
AYK
 
AYL
 
AYM
 
AYN
 
AYO
 
AYP
 
AYQ
 
AYR
 
AYS
 
AYT
 
AYU
 
AYV
 
AYW
 
AYX
 
AYY
 
AYZ

AZA
 
AZB
 
AZC
 
AZD
 
AZE
 
AZF
 
AZG
 
AZH
 
AZI
 
AZJ
 
AZK
 
AZL
 
AZM
 
AZN
 
AZO
 
AZP
 
AZQ
 
AZR
 
AZS
 
AZT
 
AZU
 
AZV
 
AZW
 
AZX
 
AZY
 
AZZ
```

## B
```
BAA
 
BAB
 
BAC
 
BAD
 
BAE
 
BAF
 
BAG
 
BAH
 
BAI
 
BAJ
 
BAK
 
BAL
 
BAM
 
BAN
 
BAO
 
BAP
 
BAQ
 
BAR
 
BAS
 
BAT
 
BAU
 
BAV
 
BAW
 
BAX
 
BAY
 
BAZ

BBA
 
BBB
 
BBC
 
BBD
 
BBE
 
BBF
 
BBG
 
BBH
 
BBI
 
BBJ
 
BBK
 
BBL
 
BBM
 
BBN
 
BBO
 
BBP
 
BBQ
 
BBR
 
BBS
 
BBT
 
BBU
 
BBV
 
BBW
 
BBX
 
BBY
 
BBZ

BCA
 
BCB
 
BCC
 
BCD
 
BCE
 
BCF
 
BCG
 
BCH
 
BCI
 
BCJ
 
BCK
 
BCL
 
BCM
 
BCN
 
BCO
 
BCP
 
BCQ
 
BCR
 
BCS
 
BCT
 
BCU
 
BCV
 
BCW
 
BCX
 
BCY
 
BCZ

BDA
 
BDB
 
BDC
 
BDD
 
BDE
 
BDF
 
BDG
 
BDH
 
BDI
 
BDJ
 
BDK
 
BDL
 
BDM
 
BDN
 
BDO
 
BDP
 
BDQ
 
BDR
 
BDS
 
BDT
 
BDU
 
BDV
 
BDW
 
BDX
 
BDY
 
BDZ

BEA
 
BEB
 
BEC
 
BED
 
BEE
 
BEF
 
BEG
 
BEH
 
BEI
 
BEJ
 
BEK
 
BEL
 
BEM
 
BEN
 
BEO
 
BEP
 
BEQ
 
BER
 
BES
 
BET
 
BEU
 
BEV
 
BEW
 
BEX
 
BEY
 
BEZ

BFA
 
BFB
 
BFC
 
BFD
 
BFE
 
BFF
 
BFG
 
BFH
 
BFI
 
BFJ
 
BFK
 
BFL
 
BFM
 
BFN
 
BFO
 
BFP
 
BFQ
 
BFR
 
BFS
 
BFT
 
BFU
 
BFV
 
BFW
 
BFX
 
BFY
 
BFZ

BGA
 
BGB
 
BGC
 
BGD
 
BGE
 
BGF
 
BGG
 
BGH
 
BGI
 
BGJ
 
BGK
 
BGL
 
BGM
 
BGN
 
BGO
 
BGP
 
BGQ
 
BGR
 
BGS
 
BGT
 
BGU
 
BGV
 
BGW
 
BGX
 
BGY
 
BGZ

BHA
 
BHB
 
BHC
 
BHD
 
BHE
 
BHF
 
BHG
 
BHH
 
BHI
 
BHJ
 
BHK
 
BHL
 
BHM
 
BHN
 
BHO
 
BHP
 
BHQ
 
BHR
 
BHS
 
BHT
 
BHU
 
BHV
 
BHW
 
BHX
 
BHY
 
BHZ

BIA
 
BIB
 
BIC
 
BID
 
BIE
 
BIF
 
BIG
 
BIH
 
BII
 
BIJ
 
BIK
 
BIL
 
BIM
 
BIN
 
BIO
 
BIP
 
BIQ
 
BIR
 
BIS
 
BIT
 
BIU
 
BIV
 
BIW
 
BIX
 
BIY
 
BIZ

BJA
 
BJB
 
BJC
 
BJD
 
BJE
 
BJF
 
BJG
 
BJH
 
BJI
 
BJJ
 
BJK
 
BJL
 
BJM
 
BJN
 
BJO
 
BJP
 
BJQ
 
BJR
 
BJS
 
BJT
 
BJU
 
BJV
 
BJW
 
BJX
 
BJY
 
BJZ

BKA
 
BKB
 
BKC
 
BKD
 
BKE
 
BKF
 
BKG
 
BKH
 
BKI
 
BKJ
 
BKK
 
BKL
 
BKM
 
BKN
 
BKO
 
BKP
 
BKQ
 
BKR
 
BKS
 
BKT
 
BKU
 
BKV
 
BKW
 
BKX
 
BKY
 
BKZ

BLA
 
BLB
 
BLC
 
BLD
 
BLE
 
BLF
 
BLG
 
BLH
 
BLI
 
BLJ
 
BLK
 
BLL
 
BLM
 
BLN
 
BLO
 
BLP
 
BLQ
 
BLR
 
BLS
 
BLT
 
BLU
 
BLV
 
BLW
 
BLX
 
BLY
 
BLZ

BMA
 
BMB
 
BMC
 
BMD
 
BME
 
BMF
 
BMG
 
BMH
 
BMI
 
BMJ
 
BMK
 
BML
 
BMM
 
BMN
 
BMO
 
BMP
 
BMQ
 
BMR
 
BMS
 
BMT
 
BMU
 
BMV
 
BMW
 
BMX
 
BMY
 
BMZ

BNA
 
BNB
 
BNC
 
BND
 
BNE
 
BNF
 
BNG
 
BNH
 
BNI
 
BNJ
 
BNK
 
BNL
 
BNM
 
BNN
 
BNO
 
BNP
 
BNQ
 
BNR
 
BNS
 
BNT
 
BNU
 
BNV
 
BNW
 
BNX
 
BNY
 
BNZ

BOA
 
BOB
 
BOC
 
BOD
 
BOE
 
BOF
 
BOG
 
BOH
 
BOI
 
BOJ
 
BOK
 
BOL
 
BOM
 
BON
 
BOO
 
BOP
 
BOQ
 
BOR
 
BOS
 
BOT
 
BOU
 
BOV
 
BOW
 
BOX
 
BOY
 
BOZ

BPA
 
BPB
 
BPC
 
BPD
 
BPE
 
BPF
 
BPG
 
BPH
 
BPI
 
BPJ
 
BPK
 
BPL
 
BPM
 
BPN
 
BPO
 
BPP
 
BPQ
 
BPR
 
BPS
 
BPT
 
BPU
 
BPV
 
BPW
 
BPX
 
BPY
 
BPZ

BQA
 
BQB
 
BQC
 
BQD
 
BQE
 
BQF
 
BQG
 
BQH
 
BQI
 
BQJ
 
BQK
 
BQL
 
BQM
 
BQN
 
BQO
 
BQP
 
BQQ
 
BQR
 
BQS
 
BQT
 
BQU
 
BQV
 
BQW
 
BQX
 
BQY
 
BQZ

BRA
 
BRB
 
BRC
 
BRD
 
BRE
 
BRF
 
BRG
 
BRH
 
BRI
 
BRJ
 
BRK
 
BRL
 
BRM
 
BRN
 
BRO
 
BRP
 
BRQ
 
BRR
 
BRS
 
BRT
 
BRU
 
BRV
 
BRW
 
BRX
 
BRY
 
BRZ

BSA
 
BSB
 
BSC
 
BSD
 
BSE
 
BSF
 
BSG
 
BSH
 
BSI
 
BSJ
 
BSK
 
BSL
 
BSM
 
BSN
 
BSO
 
BSP
 
BSQ
 
BSR
 
BSS
 
BST
 
BSU
 
BSV
 
BSW
 
BSX
 
BSY
 
BSZ

BTA
 
BTB
 
BTC
 
BTD
 
BTE
 
BTF
 
BTG
 
BTH
 
BTI
 
BTJ
 
BTK
 
BTL
 
BTM
 
BTN
 
BTO
 
BTP
 
BTQ
 
BTR
 
BTS
 
BTT
 
BTU
 
BTV
 
BTW
 
BTX
 
BTY
 
BTZ

BUA
 
BUB
 
BUC
 
BUD
 
BUE
 
BUF
 
BUG
 
BUH
 
BUI
 
BUJ
 
BUK
 
BUL
 
BUM
 
BUN
 
BUO
 
BUP
 
BUQ
 
BUR
 
BUS
 
BUT
 
BUU
 
BUV
 
BUW
 
BUX
 
BUY
 
BUZ

BVA
 
BVB
 
BVC
 
BVD
 
BVE
 
BVF
 
BVG
 
BVH
 
BVI
 
BVJ
 
BVK
 
BVL
 
BVM
 
BVN
 
BVO
 
BVP
 
BVQ
 
BVR
 
BVS
 
BVT
 
BVU
 
BVV
 
BVW
 
BVX
 
BVY
 
BVZ

BWA
 
BWB
 
BWC
 
BWD
 
BWE
 
BWF
 
BWG
 
BWH
 
BWI
 
BWJ
 
BWK
 
BWL
 
BWM
 
BWN
 
BWO
 
BWP
 
BWQ
 
BWR
 
BWS
 
BWT
 
BWU
 
BWV
 
BWW
 
BWX
 
BWY
 
BWZ

BXA
 
BXB
 
BXC
 
BXD
 
BXE
 
BXF
 
BXG
 
BXH
 
BXI
 
BXJ
 
BXK
 
BXL
 
BXM
 
BXN
 
BXO
 
BXP
 
BXQ
 
BXR
 
BXS
 
BXT
 
BXU
 
BXV
 
BXW
 
BXX
 
BXY
 
BXZ

BYA
 
BYB
 
BYC
 
BYD
 
BYE
 
BYF
 
BYG
 
BYH
 
BYI
 
BYJ
 
BYK
 
BYL
 
BYM
 
BYN
 
BYO
 
BYP
 
BYQ
 
BYR
 
BYS
 
BYT
 
BYU
 
BYV
 
BYW
 
BYX
 
BYY
 
BYZ

BZA
 
BZB
 
BZC
 
BZD
 
BZE
 
BZF
 
BZG
 
BZH
 
BZI
 
BZJ
 
BZK
 
BZL
 
BZM
 
BZN
 
BZO
 
BZP
 
BZQ
 
BZR
 
BZS
 
BZT
 
BZU
 
BZV
 
BZW
 
BZX
 
BZY
 
BZZ
```

## C
```
CAA
 
CAB
 
CAC
 
CAD
 
CAE
 
CAF
 
CAG
 
CAH
 
CAI
 
CAJ
 
CAK
 
CAL
 
CAM
 
CAN
 
CAO
 
CAP
 
CAQ
 
CAR
 
CAS
 
CAT
 
CAU
 
CAV
 
CAW
 
CAX
 
CAY
 
CAZ

CBA
 
CBB
 
CBC
 
CBD
 
CBE
 
CBF
 
CBG
 
CBH
 
CBI
 
CBJ
 
CBK
 
CBL
 
CBM
 
CBN
 
CBO
 
CBP
 
CBQ
 
CBR
 
CBS
 
CBT
 
CBU
 
CBV
 
CBW
 
CBX
 
CBY
 
CBZ

CCA
 
CCB
 
CCC
 
CCD
 
CCE
 
CCF
 
CCG
 
CCH
 
CCI
 
CCJ
 
CCK
 
CCL
 
CCM
 
CCN
 
CCO
 
CCP
 
CCQ
 
CCR
 
CCS
 
CCT
 
CCU
 
CCV
 
CCW
 
CCX
 
CCY
 
CCZ

CDA
 
CDB
 
CDC
 
CDD
 
CDE
 
CDF
 
CDG
 
CDH
 
CDI
 
CDJ
 
CDK
 
CDL
 
CDM
 
CDN
 
CDO
 
CDP
 
CDQ
 
CDR
 
CDS
 
CDT
 
CDU
 
CDV
 
CDW
 
CDX
 
CDY
 
CDZ

CEA
 
CEB
 
CEC
 
CED
 
CEE
 
CEF
 
CEG
 
CEH
 
CEI
 
CEJ
 
CEK
 
CEL
 
CEM
 
CEN
 
CEO
 
CEP
 
CEQ
 
CER
 
CES
 
CET
 
CEU
 
CEV
 
CEW
 
CEX
 
CEY
 
CEZ

CFA
 
CFB
 
CFC
 
CFD
 
CFE
 
CFF
 
CFG
 
CFH
 
CFI
 
CFJ
 
CFK
 
CFL
 
CFM
 
CFN
 
CFO
 
CFP
 
CFQ
 
CFR
 
CFS
 
CFT
 
CFU
 
CFV
 
CFW
 
CFX
 
CFY
 
CFZ

CGA
 
CGB
 
CGC
 
CGD
 
CGE
 
CGF
 
CGG
 
CGH
 
CGI
 
CGJ
 
CGK
 
CGL
 
CGM
 
CGN
 
CGO
 
CGP
 
CGQ
 
CGR
 
CGS
 
CGT
 
CGU
 
CGV
 
CGW
 
CGX
 
CGY
 
CGZ

CHA
 
CHB
 
CHC
 
CHD
 
CHE
 
CHF
 
CHG
 
CHH
 
CHI
 
CHJ
 
CHK
 
CHL
 
CHM
 
CHN
 
CHO
 
CHP
 
CHQ
 
CHR
 
CHS
 
CHT
 
CHU
 
CHV
 
CHW
 
CHX
 
CHY
 
CHZ

CIA
 
CIB
 
CIC
 
CID
 
CIE
 
CIF
 
CIG
 
CIH
 
CII
 
CIJ
 
CIK
 
CIL
 
CIM
 
CIN
 
CIO
 
CIP
 
CIQ
 
CIR
 
CIS
 
CIT
 
CIU
 
CIV
 
CIW
 
CIX
 
CIY
 
CIZ

CJA
 
CJB
 
CJC
 
CJD
 
CJE
 
CJF
 
CJG
 
CJH
 
CJI
 
CJJ
 
CJK
 
CJL
 
CJM
 
CJN
 
CJO
 
CJP
 
CJQ
 
CJR
 
CJS
 
CJT
 
CJU
 
CJV
 
CJW
 
CJX
 
CJY
 
CJZ

CKA
 
CKB
 
CKC
 
CKD
 
CKE
 
CKF
 
CKG
 
CKH
 
CKI
 
CKJ
 
CKK
 
CKL
 
CKM
 
CKN
 
CKO
 
CKP
 
CKQ
 
CKR
 
CKS
 
CKT
 
CKU
 
CKV
 
CKW
 
CKX
 
CKY
 
CKZ

CLA
 
CLB
 
CLC
 
CLD
 
CLE
 
CLF
 
CLG
 
CLH
 
CLI
 
CLJ
 
CLK
 
CLL
 
CLM
 
CLN
 
CLO
 
CLP
 
CLQ
 
CLR
 
CLS
 
CLT
 
CLU
 
CLV
 
CLW
 
CLX
 
CLY
 
CLZ

CMA
 
CMB
 
CMC
 
CMD
 
CME
 
CMF
 
CMG
 
CMH
 
CMI
 
CMJ
 
CMK
 
CML
 
CMM
 
CMN
 
CMO
 
CMP
 
CMQ
 
CMR
 
CMS
 
CMT
 
CMU
 
CMV
 
CMW
 
CMX
 
CMY
 
CMZ

CNA
 
CNB
 
CNC
 
CND
 
CNE
 
CNF
 
CNG
 
CNH
 
CNI
 
CNJ
 
CNK
 
CNL
 
CNM
 
CNN
 
CNO
 
CNP
 
CNQ
 
CNR
 
CNS
 
CNT
 
CNU
 
CNV
 
CNW
 
CNX
 
CNY
 
CNZ

COA
 
COB
 
COC
 
COD
 
COE
 
COF
 
COG
 
COH
 
COI
 
COJ
 
COK
 
COL
 
COM
 
CON
 
COO
 
COP
 
COQ
 
COR
 
COS
 
COT
 
COU
 
COV
 
COW
 
COX
 
COY
 
COZ

CPA
 
CPB
 
CPC
 
CPD
 
CPE
 
CPF
 
CPG
 
CPH
 
CPI
 
CPJ
 
CPK
 
CPL
 
CPM
 
CPN
 
CPO
 
CPP
 
CPQ
 
CPR
 
CPS
 
CPT
 
CPU
 
CPV
 
CPW
 
CPX
 
CPY
 
CPZ

CQA
 
CQB
 
CQC
 
CQD
 
CQE
 
CQF
 
CQG
 
CQH
 
CQI
 
CQJ
 
CQK
 
CQL
 
CQM
 
CQN
 
CQO
 
CQP
 
CQQ
 
CQR
 
CQS
 
CQT
 
CQU
 
CQV
 
CQW
 
CQX
 
CQY
 
CQZ

CRA
 
CRB
 
CRC
 
CRD
 
CRE
 
CRF
 
CRG
 
CRH
 
CRI
 
CRJ
 
CRK
 
CRL
 
CRM
 
CRN
 
CRO
 
CRP
 
CRQ
 
CRR
 
CRS
 
CRT
 
CRU
 
CRV
 
CRW
 
CRX
 
CRY
 
CRZ

CSA
 
CSB
 
CSC
 
CSD
 
CSE
 
CSF
 
CSG
 
CSH
 
CSI
 
CSJ
 
CSK
 
CSL
 
CSM
 
CSN
 
CSO
 
CSP
 
CSQ
 
CSR
 
CSS
 
CST
 
CSU
 
CSV
 
CSW
 
CSX
 
CSY
 
CSZ

CTA
 
CTB
 
CTC
 
CTD
 
CTE
 
CTF
 
CTG
 
CTH
 
CTI
 
CTJ
 
CTK
 
CTL
 
CTM
 
CTN
 
CTO
 
CTP
 
CTQ
 
CTR
 
CTS
 
CTT
 
CTU
 
CTV
 
CTW
 
CTX
 
CTY
 
CTZ

CUA
 
CUB
 
CUC
 
CUD
 
CUE
 
CUF
 
CUG
 
CUH
 
CUI
 
CUJ
 
CUK
 
CUL
 
CUM
 
CUN
 
CUO
 
CUP
 
CUQ
 
CUR
 
CUS
 
CUT
 
CUU
 
CUV
 
CUW
 
CUX
 
CUY
 
CUZ

CVA
 
CVB
 
CVC
 
CVD
 
CVE
 
CVF
 
CVG
 
CVH
 
CVI
 
CVJ
 
CVK
 
CVL
 
CVM
 
CVN
 
CVO
 
CVP
 
CVQ
 
CVR
 
CVS
 
CVT
 
CVU
 
CVV
 
CVW
 
CVX
 
CVY
 
CVZ

CWA
 
CWB
 
CWC
 
CWD
 
CWE
 
CWF
 
CWG
 
CWH
 
CWI
 
CWJ
 
CWK
 
CWL
 
CWM
 
CWN
 
CWO
 
CWP
 
CWQ
 
CWR
 
CWS
 
CWT
 
CWU
 
CWV
 
CWW
 
CWX
 
CWY
 
CWZ

CXA
 
CXB
 
CXC
 
CXD
 
CXE
 
CXF
 
CXG
 
CXH
 
CXI
 
CXJ
 
CXK
 
CXL
 
CXM
 
CXN
 
CXO
 
CXP
 
CXQ
 
CXR
 
CXS
 
CXT
 
CXU
 
CXV
 
CXW
 
CXX
 
CXY
 
CXZ

CYA
 
CYB
 
CYC
 
CYD
 
CYE
 
CYF
 
CYG
 
CYH
 
CYI
 
CYJ
 
CYK
 
CYL
 
CYM
 
CYN
 
CYO
 
CYP
 
CYQ
 
CYR
 
CYS
 
CYT
 
CYU
 
CYV
 
CYW
 
CYX
 
CYY
 
CYZ

CZA
 
CZB
 
CZC
 
CZD
 
CZE
 
CZF
 
CZG
 
CZH
 
CZI
 
CZJ
 
CZK
 
CZL
 
CZM
 
CZN
 
CZO
 
CZP
 
CZQ
 
CZR
 
CZS
 
CZT
 
CZU
 
CZV
 
CZW
 
CZX
 
CZY
 
CZZ
```

## D
```
DAA
 
DAB
 
DAC
 
DAD
 
DAE
 
DAF
 
DAG
 
DAH
 
DAI
 
DAJ
 
DAK
 
DAL
 
DAM
 
DAN
 
DAO
 
DAP
 
DAQ
 
DAR
 
DAS
 
DAT
 
DAU
 
DAV
 
DAW
 
DAX
 
DAY
 
DAZ

DBA
 
DBB
 
DBC
 
DBD
 
DBE
 
DBF
 
DBG
 
DBH
 
DBI
 
DBJ
 
DBK
 
DBL
 
DBM
 
DBN
 
DBO
 
DBP
 
DBQ
 
DBR
 
DBS
 
DBT
 
DBU
 
DBV
 
DBW
 
DBX
 
DBY
 
DBZ

DCA
 
DCB
 
DCC
 
DCD
 
DCE
 
DCF
 
DCG
 
DCH
 
DCI
 
DCJ
 
DCK
 
DCL
 
DCM
 
DCN
 
DCO
 
DCP
 
DCQ
 
DCR
 
DCS
 
DCT
 
DCU
 
DCV
 
DCW
 
DCX
 
DCY
 
DCZ

DDA
 
DDB
 
DDC
 
DDD
 
DDE
 
DDF
 
DDG
 
DDH
 
DDI
 
DDJ
 
DDK
 
DDL
 
DDM
 
DDN
 
DDO
 
DDP
 
DDQ
 
DDR
 
DDS
 
DDT
 
DDU
 
DDV
 
DDW
 
DDX
 
DDY
 
DDZ

DEA
 
DEB
 
DEC
 
DED
 
DEE
 
DEF
 
DEG
 
DEH
 
DEI
 
DEJ
 
DEK
 
DEL
 
DEM
 
DEN
 
DEO
 
DEP
 
DEQ
 
DER
 
DES
 
DET
 
DEU
 
DEV
 
DEW
 
DEX
 
DEY
 
DEZ

DFA
 
DFB
 
DFC
 
DFD
 
DFE
 
DFF
 
DFG
 
DFH
 
DFI
 
DFJ
 
DFK
 
DFL
 
DFM
 
DFN
 
DFO
 
DFP
 
DFQ
 
DFR
 
DFS
 
DFT
 
DFU
 
DFV
 
DFW
 
DFX
 
DFY
 
DFZ

DGA
 
DGB
 
DGC
 
DGD
 
DGE
 
DGF
 
DGG
 
DGH
 
DGI
 
DGJ
 
DGK
 
DGL
 
DGM
 
DGN
 
DGO
 
DGP
 
DGQ
 
DGR
 
DGS
 
DGT
 
DGU
 
DGV
 
DGW
 
DGX
 
DGY
 
DGZ

DHA
 
DHB
 
DHC
 
DHD
 
DHE
 
DHF
 
DHG
 
DHH
 
DHI
 
DHJ
 
DHK
 
DHL
 
DHM
 
DHN
 
DHO
 
DHP
 
DHQ
 
DHR
 
DHS
 
DHT
 
DHU
 
DHV
 
DHW
 
DHX
 
DHY
 
DHZ

DIA
 
DIB
 
DIC
 
DID
 
DIE
 
DIF
 
DIG
 
DIH
 
DII
 
DIJ
 
DIK
 
DIL
 
DIM
 
DIN
 
DIO
 
DIP
 
DIQ
 
DIR
 
DIS
 
DIT
 
DIU
 
DIV
 
DIW
 
DIX
 
DIY
 
DIZ

DJA
 
DJB
 
DJC
 
DJD
 
DJE
 
DJF
 
DJG
 
DJH
 
DJI
 
DJJ
 
DJK
 
DJL
 
DJM
 
DJN
 
DJO
 
DJP
 
DJQ
 
DJR
 
DJS
 
DJT
 
DJU
 
DJV
 
DJW
 
DJX
 
DJY
 
DJZ

DKA
 
DKB
 
DKC
 
DKD
 
DKE
 
DKF
 
DKG
 
DKH
 
DKI
 
DKJ
 
DKK
 
DKL
 
DKM
 
DKN
 
DKO
 
DKP
 
DKQ
 
DKR
 
DKS
 
DKT
 
DKU
 
DKV
 
DKW
 
DKX
 
DKY
 
DKZ

DLA
 
DLB
 
DLC
 
DLD
 
DLE
 
DLF
 
DLG
 
DLH
 
DLI
 
DLJ
 
DLK
 
DLL
 
DLM
 
DLN
 
DLO
 
DLP
 
DLQ
 
DLR
 
DLS
 
DLT
 
DLU
 
DLV
 
DLW
 
DLX
 
DLY
 
DLZ

DMA
 
DMB
 
DMC
 
DMD
 
DME
 
DMF
 
DMG
 
DMH
 
DMI
 
DMJ
 
DMK
 
DML
 
DMM
 
DMN
 
DMO
 
DMP
 
DMQ
 
DMR
 
DMS
 
DMT
 
DMU
 
DMV
 
DMW
 
DMX
 
DMY
 
DMZ

DNA
 
DNB
 
DNC
 
DND
 
DNE
 
DNF
 
DNG
 
DNH
 
DNI
 
DNJ
 
DNK
 
DNL
 
DNM
 
DNN
 
DNO
 
DNP
 
DNQ
 
DNR
 
DNS
 
DNT
 
DNU
 
DNV
 
DNW
 
DNX
 
DNY
 
DNZ

DOA
 
DOB
 
DOC
 
DOD
 
DOE
 
DOF
 
DOG
 
DOH
 
DOI
 
DOJ
 
DOK
 
DOL
 
DOM
 
DON
 
DOO
 
DOP
 
DOQ
 
DOR
 
DOS
 
DOT
 
DOU
 
DOV
 
DOW
 
DOX
 
DOY
 
DOZ

DPA
 
DPB
 
DPC
 
DPD
 
DPE
 
DPF
 
DPG
 
DPH
 
DPI
 
DPJ
 
DPK
 
DPL
 
DPM
 
DPN
 
DPO
 
DPP
 
DPQ
 
DPR
 
DPS
 
DPT
 
DPU
 
DPV
 
DPW
 
DPX
 
DPY
 
DPZ

DQA
 
DQB
 
DQC
 
DQD
 
DQE
 
DQF
 
DQG
 
DQH
 
DQI
 
DQJ
 
DQK
 
DQL
 
DQM
 
DQN
 
DQO
 
DQP
 
DQQ
 
DQR
 
DQS
 
DQT
 
DQU
 
DQV
 
DQW
 
DQX
 
DQY
 
DQZ

DRA
 
DRB
 
DRC
 
DRD
 
DRE
 
DRF
 
DRG
 
DRH
 
DRI
 
DRJ
 
DRK
 
DRL
 
DRM
 
DRN
 
DRO
 
DRP
 
DRQ
 
DRR
 
DRS
 
DRT
 
DRU
 
DRV
 
DRW
 
DRX
 
DRY
 
DRZ

DSA
 
DSB
 
DSC
 
DSD
 
DSE
 
DSF
 
DSG
 
DSH
 
DSI
 
DSJ
 
DSK
 
DSL
 
DSM
 
DSN
 
DSO
 
DSP
 
DSQ
 
DSR
 
DSS
 
DST
 
DSU
 
DSV
 
DSW
 
DSX
 
DSY
 
DSZ

DTA
 
DTB
 
DTC
 
DTD
 
DTE
 
DTF
 
DTG
 
DTH
 
DTI
 
DTJ
 
DTK
 
DTL
 
DTM
 
DTN
 
DTO
 
DTP
 
DTQ
 
DTR
 
DTS
 
DTT
 
DTU
 
DTV
 
DTW
 
DTX
 
DTY
 
DTZ

DUA
 
DUB
 
DUC
 
DUD
 
DUE
 
DUF
 
DUG
 
DUH
 
DUI
 
DUJ
 
DUK
 
DUL
 
DUM
 
DUN
 
DUO
 
DUP
 
DUQ
 
DUR
 
DUS
 
DUT
 
DUU
 
DUV
 
DUW
 
DUX
 
DUY
 
DUZ

DVA
 
DVB
 
DVC
 
DVD
 
DVE
 
DVF
 
DVG
 
DVH
 
DVI
 
DVJ
 
DVK
 
DVL
 
DVM
 
DVN
 
DVO
 
DVP
 
DVQ
 
DVR
 
DVS
 
DVT
 
DVU
 
DVV
 
DVW
 
DVX
 
DVY
 
DVZ

DWA
 
DWB
 
DWC
 
DWD
 
DWE
 
DWF
 
DWG
 
DWH
 
DWI
 
DWJ
 
DWK
 
DWL
 
DWM
 
DWN
 
DWO
 
DWP
 
DWQ
 
DWR
 
DWS
 
DWT
 
DWU
 
DWV
 
DWW
 
DWX
 
DWY
 
DWZ

DXA
 
DXB
 
DXC
 
DXD
 
DXE
 
DXF
 
DXG
 
DXH
 
DXI
 
DXJ
 
DXK
 
DXL
 
DXM
 
DXN
 
DXO
 
DXP
 
DXQ
 
DXR
 
DXS
 
DXT
 
DXU
 
DXV
 
DXW
 
DXX
 
DXY
 
DXZ

DYA
 
DYB
 
DYC
 
DYD
 
DYE
 
DYF
 
DYG
 
DYH
 
DYI
 
DYJ
 
DYK
 
DYL
 
DYM
 
DYN
 
DYO
 
DYP
 
DYQ
 
DYR
 
DYS
 
DYT
 
DYU
 
DYV
 
DYW
 
DYX
 
DYY
 
DYZ

DZA
 
DZB
 
DZC
 
DZD
 
DZE
 
DZF
 
DZG
 
DZH
 
DZI
 
DZJ
 
DZK
 
DZL
 
DZM
 
DZN
 
DZO
 
DZP
 
DZQ
 
DZR
 
DZS
 
DZT
 
DZU
 
DZV
 
DZW
 
DZX
 
DZY
 
DZZ
```

## E
```
EAA
 
EAB
 
EAC
 
EAD
 
EAE
 
EAF
 
EAG
 
EAH
 
EAI
 
EAJ
 
EAK
 
EAL
 
EAM
 
EAN
 
EAO
 
EAP
 
EAQ
 
EAR
 
EAS
 
EAT
 
EAU
 
EAV
 
EAW
 
EAX
 
EAY
 
EAZ

EBA
 
EBB
 
EBC
 
EBD
 
EBE
 
EBF
 
EBG
 
EBH
 
EBI
 
EBJ
 
EBK
 
EBL
 
EBM
 
EBN
 
EBO
 
EBP
 
EBQ
 
EBR
 
EBS
 
EBT
 
EBU
 
EBV
 
EBW
 
EBX
 
EBY
 
EBZ

ECA
 
ECB
 
ECC
 
ECD
 
ECE
 
ECF
 
ECG
 
ECH
 
ECI
 
ECJ
 
ECK
 
ECL
 
ECM
 
ECN
 
ECO
 
ECP
 
ECQ
 
ECR
 
ECS
 
ECT
 
ECU
 
ECV
 
ECW
 
ECX
 
ECY
 
ECZ

EDA
 
EDB
 
EDC
 
EDD
 
EDE
 
EDF
 
EDG
 
EDH
 
EDI
 
EDJ
 
EDK
 
EDL
 
EDM
 
EDN
 
EDO
 
EDP
 
EDQ
 
EDR
 
EDS
 
EDT
 
EDU
 
EDV
 
EDW
 
EDX
 
EDY
 
EDZ

EEA
 
EEB
 
EEC
 
EED
 
EEE
 
EEF
 
EEG
 
EEH
 
EEI
 
EEJ
 
EEK
 
EEL
 
EEM
 
EEN
 
EEO
 
EEP
 
EEQ
 
EER
 
EES
 
EET
 
EEU
 
EEV
 
EEW
 
EEX
 
EEY
 
EEZ

EFA
 
EFB
 
EFC
 
EFD
 
EFE
 
EFF
 
EFG
 
EFH
 
EFI
 
EFJ
 
EFK
 
EFL
 
EFM
 
EFN
 
EFO
 
EFP
 
EFQ
 
EFR
 
EFS
 
EFT
 
EFU
 
EFV
 
EFW
 
EFX
 
EFY
 
EFZ

EGA
 
EGB
 
EGC
 
EGD
 
EGE
 
EGF
 
EGG
 
EGH
 
EGI
 
EGJ
 
EGK
 
EGL
 
EGM
 
EGN
 
EGO
 
EGP
 
EGQ
 
EGR
 
EGS
 
EGT
 
EGU
 
EGV
 
EGW
 
EGX
 
EGY
 
EGZ

EHA
 
EHB
 
EHC
 
EHD
 
EHE
 
EHF
 
EHG
 
EHH
 
EHI
 
EHJ
 
EHK
 
EHL
 
EHM
 
EHN
 
EHO
 
EHP
 
EHQ
 
EHR
 
EHS
 
EHT
 
EHU
 
EHV
 
EHW
 
EHX
 
EHY
 
EHZ

EIA
 
EIB
 
EIC
 
EID
 
EIE
 
EIF
 
EIG
 
EIH
 
EII
 
EIJ
 
EIK
 
EIL
 
EIM
 
EIN
 
EIO
 
EIP
 
EIQ
 
EIR
 
EIS
 
EIT
 
EIU
 
EIV
 
EIW
 
EIX
 
EIY
 
EIZ

EJA
 
EJB
 
EJC
 
EJD
 
EJE
 
EJF
 
EJG
 
EJH
 
EJI
 
EJJ
 
EJK
 
EJL
 
EJM
 
EJN
 
EJO
 
EJP
 
EJQ
 
EJR
 
EJS
 
EJT
 
EJU
 
EJV
 
EJW
 
EJX
 
EJY
 
EJZ

EKA
 
EKB
 
EKC
 
EKD
 
EKE
 
EKF
 
EKG
 
EKH
 
EKI
 
EKJ
 
EKK
 
EKL
 
EKM
 
EKN
 
EKO
 
EKP
 
EKQ
 
EKR
 
EKS
 
EKT
 
EKU
 
EKV
 
EKW
 
EKX
 
EKY
 
EKZ

ELA
 
ELB
 
ELC
 
ELD
 
ELE
 
ELF
 
ELG
 
ELH
 
ELI
 
ELJ
 
ELK
 
ELL
 
ELM
 
ELN
 
ELO
 
ELP
 
ELQ
 
ELR
 
ELS
 
ELT
 
ELU
 
ELV
 
ELW
 
ELX
 
ELY
 
ELZ

EMA
 
EMB
 
EMC
 
EMD
 
EME
 
EMF
 
EMG
 
EMH
 
EMI
 
EMJ
 
EMK
 
EML
 
EMM
 
EMN
 
EMO
 
EMP
 
EMQ
 
EMR
 
EMS
 
EMT
 
EMU
 
EMV
 
EMW
 
EMX
 
EMY
 
EMZ

ENA
 
ENB
 
ENC
 
END
 
ENE
 
ENF
 
ENG
 
ENH
 
ENI
 
ENJ
 
ENK
 
ENL
 
ENM
 
ENN
 
ENO
 
ENP
 
ENQ
 
ENR
 
ENS
 
ENT
 
ENU
 
ENV
 
ENW
 
ENX
 
ENY
 
ENZ

EOA
 
EOB
 
EOC
 
EOD
 
EOE
 
EOF
 
EOG
 
EOH
 
EOI
 
EOJ
 
EOK
 
EOL
 
EOM
 
EON
 
EOO
 
EOP
 
EOQ
 
EOR
 
EOS
 
EOT
 
EOU
 
EOV
 
EOW
 
EOX
 
EOY
 
EOZ

EPA
 
EPB
 
EPC
 
EPD
 
EPE
 
EPF
 
EPG
 
EPH
 
EPI
 
EPJ
 
EPK
 
EPL
 
EPM
 
EPN
 
EPO
 
EPP
 
EPQ
 
EPR
 
EPS
 
EPT
 
EPU
 
EPV
 
EPW
 
EPX
 
EPY
 
EPZ

EQA
 
EQB
 
EQC
 
EQD
 
EQE
 
EQF
 
EQG
 
EQH
 
EQI
 
EQJ
 
EQK
 
EQL
 
EQM
 
EQN
 
EQO
 
EQP
 
EQQ
 
EQR
 
EQS
 
EQT
 
EQU
 
EQV
 
EQW
 
EQX
 
EQY
 
EQZ

ERA
 
ERB
 
ERC
 
ERD
 
ERE
 
ERF
 
ERG
 
ERH
 
ERI
 
ERJ
 
ERK
 
ERL
 
ERM
 
ERN
 
ERO
 
ERP
 
ERQ
 
ERR
 
ERS
 
ERT
 
ERU
 
ERV
 
ERW
 
ERX
 
ERY
 
ERZ

ESA
 
ESB
 
ESC
 
ESD
 
ESE
 
ESF
 
ESG
 
ESH
 
ESI
 
ESJ
 
ESK
 
ESL
 
ESM
 
ESN
 
ESO
 
ESP
 
ESQ
 
ESR
 
ESS
 
EST
 
ESU
 
ESV
 
ESW
 
ESX
 
ESY
 
ESZ

ETA
 
ETB
 
ETC
 
ETD
 
ETE
 
ETF
 
ETG
 
ETH
 
ETI
 
ETJ
 
ETK
 
ETL
 
ETM
 
ETN
 
ETO
 
ETP
 
ETQ
 
ETR
 
ETS
 
ETT
 
ETU
 
ETV
 
ETW
 
ETX
 
ETY
 
ETZ

EUA
 
EUB
 
EUC
 
EUD
 
EUE
 
EUF
 
EUG
 
EUH
 
EUI
 
EUJ
 
EUK
 
EUL
 
EUM
 
EUN
 
EUO
 
EUP
 
EUQ
 
EUR
 
EUS
 
EUT
 
EUU
 
EUV
 
EUW
 
EUX
 
EUY
 
EUZ

EVA
 
EVB
 
EVC
 
EVD
 
EVE
 
EVF
 
EVG
 
EVH
 
EVI
 
EVJ
 
EVK
 
EVL
 
EVM
 
EVN
 
EVO
 
EVP
 
EVQ
 
EVR
 
EVS
 
EVT
 
EVU
 
EVV
 
EVW
 
EVX
 
EVY
 
EVZ

EWA
 
EWB
 
EWC
 
EWD
 
EWE
 
EWF
 
EWG
 
EWH
 
EWI
 
EWJ
 
EWK
 
EWL
 
EWM
 
EWN
 
EWO
 
EWP
 
EWQ
 
EWR
 
EWS
 
EWT
 
EWU
 
EWV
 
EWW
 
EWX
 
EWY
 
EWZ

EXA
 
EXB
 
EXC
 
EXD
 
EXE
 
EXF
 
EXG
 
EXH
 
EXI
 
EXJ
 
EXK
 
EXL
 
EXM
 
EXN
 
EXO
 
EXP
 
EXQ
 
EXR
 
EXS
 
EXT
 
EXU
 
EXV
 
EXW
 
EXX
 
EXY
 
EXZ

EYA
 
EYB
 
EYC
 
EYD
 
EYE
 
EYF
 
EYG
 
EYH
 
EYI
 
EYJ
 
EYK
 
EYL
 
EYM
 
EYN
 
EYO
 
EYP
 
EYQ
 
EYR
 
EYS
 
EYT
 
EYU
 
EYV
 
EYW
 
EYX
 
EYY
 
EYZ

EZA
 
EZB
 
EZC
 
EZD
 
EZE
 
EZF
 
EZG
 
EZH
 
EZI
 
EZJ
 
EZK
 
EZL
 
EZM
 
EZN
 
EZO
 
EZP
 
EZQ
 
EZR
 
EZS
 
EZT
 
EZU
 
EZV
 
EZW
 
EZX
 
EZY
 
EZZ
```

## F
```
FAA
 
FAB
 
FAC
 
FAD
 
FAE
 
FAF
 
FAG
 
FAH
 
FAI
 
FAJ
 
FAK
 
FAL
 
FAM
 
FAN
 
FAO
 
FAP
 
FAQ
 
FAR
 
FAS
 
FAT
 
FAU
 
FAV
 
FAW
 
FAX
 
FAY
 
FAZ

FBA
 
FBB
 
FBC
 
FBD
 
FBE
 
FBF
 
FBG
 
FBH
 
FBI
 
FBJ
 
FBK
 
FBL
 
FBM
 
FBN
 
FBO
 
FBP
 
FBQ
 
FBR
 
FBS
 
FBT
 
FBU
 
FBV
 
FBW
 
FBX
 
FBY
 
FBZ

FCA
 
FCB
 
FCC
 
FCD
 
FCE
 
FCF
 
FCG
 
FCH
 
FCI
 
FCJ
 
FCK
 
FCL
 
FCM
 
FCN
 
FCO
 
FCP
 
FCQ
 
FCR
 
FCS
 
FCT
 
FCU
 
FCV
 
FCW
 
FCX
 
FCY
 
FCZ

FDA
 
FDB
 
FDC
 
FDD
 
FDE
 
FDF
 
FDG
 
FDH
 
FDI
 
FDJ
 
FDK
 
FDL
 
FDM
 
FDN
 
FDO
 
FDP
 
FDQ
 
FDR
 
FDS
 
FDT
 
FDU
 
FDV
 
FDW
 
FDX
 
FDY
 
FDZ

FEA
 
FEB
 
FEC
 
FED
 
FEE
 
FEF
 
FEG
 
FEH
 
FEI
 
FEJ
 
FEK
 
FEL
 
FEM
 
FEN
 
FEO
 
FEP
 
FEQ
 
FER
 
FES
 
FET
 
FEU
 
FEV
 
FEW
 
FEX
 
FEY
 
FEZ

FFA
 
FFB
 
FFC
 
FFD
 
FFE
 
FFF
 
FFG
 
FFH
 
FFI
 
FFJ
 
FFK
 
FFL
 
FFM
 
FFN
 
FFO
 
FFP
 
FFQ
 
FFR
 
FFS
 
FFT
 
FFU
 
FFV
 
FFW
 
FFX
 
FFY
 
FFZ

FGA
 
FGB
 
FGC
 
FGD
 
FGE
 
FGF
 
FGG
 
FGH
 
FGI
 
FGJ
 
FGK
 
FGL
 
FGM
 
FGN
 
FGO
 
FGP
 
FGQ
 
FGR
 
FGS
 
FGT
 
FGU
 
FGV
 
FGW
 
FGX
 
FGY
 
FGZ

FHA
 
FHB
 
FHC
 
FHD
 
FHE
 
FHF
 
FHG
 
FHH
 
FHI
 
FHJ
 
FHK
 
FHL
 
FHM
 
FHN
 
FHO
 
FHP
 
FHQ
 
FHR
 
FHS
 
FHT
 
FHU
 
FHV
 
FHW
 
FHX
 
FHY
 
FHZ

FIA
 
FIB
 
FIC
 
FID
 
FIE
 
FIF
 
FIG
 
FIH
 
FII
 
FIJ
 
FIK
 
FIL
 
FIM
 
FIN
 
FIO
 
FIP
 
FIQ
 
FIR
 
FIS
 
FIT
 
FIU
 
FIV
 
FIW
 
FIX
 
FIY
 
FIZ

FJA
 
FJB
 
FJC
 
FJD
 
FJE
 
FJF
 
FJG
 
FJH
 
FJI
 
FJJ
 
FJK
 
FJL
 
FJM
 
FJN
 
FJO
 
FJP
 
FJQ
 
FJR
 
FJS
 
FJT
 
FJU
 
FJV
 
FJW
 
FJX
 
FJY
 
FJZ

FKA
 
FKB
 
FKC
 
FKD
 
FKE
 
FKF
 
FKG
 
FKH
 
FKI
 
FKJ
 
FKK
 
FKL
 
FKM
 
FKN
 
FKO
 
FKP
 
FKQ
 
FKR
 
FKS
 
FKT
 
FKU
 
FKV
 
FKW
 
FKX
 
FKY
 
FKZ

FLA
 
FLB
 
FLC
 
FLD
 
FLE
 
FLF
 
FLG
 
FLH
 
FLI
 
FLJ
 
FLK
 
FLL
 
FLM
 
FLN
 
FLO
 
FLP
 
FLQ
 
FLR
 
FLS
 
FLT
 
FLU
 
FLV
 
FLW
 
FLX
 
FLY
 
FLZ

FMA
 
FMB
 
FMC
 
FMD
 
FME
 
FMF
 
FMG
 
FMH
 
FMI
 
FMJ
 
FMK
 
FML
 
FMM
 
FMN
 
FMO
 
FMP
 
FMQ
 
FMR
 
FMS
 
FMT
 
FMU
 
FMV
 
FMW
 
FMX
 
FMY
 
FMZ

FNA
 
FNB
 
FNC
 
FND
 
FNE
 
FNF
 
FNG
 
FNH
 
FNI
 
FNJ
 
FNK
 
FNL
 
FNM
 
FNN
 
FNO
 
FNP
 
FNQ
 
FNR
 
FNS
 
FNT
 
FNU
 
FNV
 
FNW
 
FNX
 
FNY
 
FNZ

FOA
 
FOB
 
FOC
 
FOD
 
FOE
 
FOF
 
FOG
 
FOH
 
FOI
 
FOJ
 
FOK
 
FOL
 
FOM
 
FON
 
FOO
 
FOP
 
FOQ
 
FOR
 
FOS
 
FOT
 
FOU
 
FOV
 
FOW
 
FOX
 
FOY
 
FOZ

FPA
 
FPB
 
FPC
 
FPD
 
FPE
 
FPF
 
FPG
 
FPH
 
FPI
 
FPJ
 
FPK
 
FPL
 
FPM
 
FPN
 
FPO
 
FPP
 
FPQ
 
FPR
 
FPS
 
FPT
 
FPU
 
FPV
 
FPW
 
FPX
 
FPY
 
FPZ

FQA
 
FQB
 
FQC
 
FQD
 
FQE
 
FQF
 
FQG
 
FQH
 
FQI
 
FQJ
 
FQK
 
FQL
 
FQM
 
FQN
 
FQO
 
FQP
 
FQQ
 
FQR
 
FQS
 
FQT
 
FQU
 
FQV
 
FQW
 
FQX
 
FQY
 
FQZ

FRA
 
FRB
 
FRC
 
FRD
 
FRE
 
FRF
 
FRG
 
FRH
 
FRI
 
FRJ
 
FRK
 
FRL
 
FRM
 
FRN
 
FRO
 
FRP
 
FRQ
 
FRR
 
FRS
 
FRT
 
FRU
 
FRV
 
FRW
 
FRX
 
FRY
 
FRZ

FSA
 
FSB
 
FSC
 
FSD
 
FSE
 
FSF
 
FSG
 
FSH
 
FSI
 
FSJ
 
FSK
 
FSL
 
FSM
 
FSN
 
FSO
 
FSP
 
FSQ
 
FSR
 
FSS
 
FST
 
FSU
 
FSV
 
FSW
 
FSX
 
FSY
 
FSZ

FTA
 
FTB
 
FTC
 
FTD
 
FTE
 
FTF
 
FTG
 
FTH
 
FTI
 
FTJ
 
FTK
 
FTL
 
FTM
 
FTN
 
FTO
 
FTP
 
FTQ
 
FTR
 
FTS
 
FTT
 
FTU
 
FTV
 
FTW
 
FTX
 
FTY
 
FTZ

FUA
 
FUB
 
FUC
 
FUD
 
FUE
 
FUF
 
FUG
 
FUH
 
FUI
 
FUJ
 
FUK
 
FUL
 
FUM
 
FUN
 
FUO
 
FUP
 
FUQ
 
FUR
 
FUS
 
FUT
 
FUU
 
FUV
 
FUW
 
FUX
 
FUY
 
FUZ

FVA
 
FVB
 
FVC
 
FVD
 
FVE
 
FVF
 
FVG
 
FVH
 
FVI
 
FVJ
 
FVK
 
FVL
 
FVM
 
FVN
 
FVO
 
FVP
 
FVQ
 
FVR
 
FVS
 
FVT
 
FVU
 
FVV
 
FVW
 
FVX
 
FVY
 
FVZ

FWA
 
FWB
 
FWC
 
FWD
 
FWE
 
FWF
 
FWG
 
FWH
 
FWI
 
FWJ
 
FWK
 
FWL
 
FWM
 
FWN
 
FWO
 
FWP
 
FWQ
 
FWR
 
FWS
 
FWT
 
FWU
 
FWV
 
FWW
 
FWX
 
FWY
 
FWZ

FXA
 
FXB
 
FXC
 
FXD
 
FXE
 
FXF
 
FXG
 
FXH
 
FXI
 
FXJ
 
FXK
 
FXL
 
FXM
 
FXN
 
FXO
 
FXP
 
FXQ
 
FXR
 
FXS
 
FXT
 
FXU
 
FXV
 
FXW
 
FXX
 
FXY
 
FXZ

FYA
 
FYB
 
FYC
 
FYD
 
FYE
 
FYF
 
FYG
 
FYH
 
FYI
 
FYJ
 
FYK
 
FYL
 
FYM
 
FYN
 
FYO
 
FYP
 
FYQ
 
FYR
 
FYS
 
FYT
 
FYU
 
FYV
 
FYW
 
FYX
 
FYY
 
FYZ

FZA
 
FZB
 
FZC
 
FZD
 
FZE
 
FZF
 
FZG
 
FZH
 
FZI
 
FZJ
 
FZK
 
FZL
 
FZM
 
FZN
 
FZO
 
FZP
 
FZQ
 
FZR
 
FZS
 
FZT
 
FZU
 
FZV
 
FZW
 
FZX
 
FZY
 
FZZ
```

## G
```
GAA
 
GAB
 
GAC
 
GAD
 
GAE
 
GAF
 
GAG
 
GAH
 
GAI
 
GAJ
 
GAK
 
GAL
 
GAM
 
GAN
 
GAO
 
GAP
 
GAQ
 
GAR
 
GAS
 
GAT
 
GAU
 
GAV
 
GAW
 
GAX
 
GAY
 
GAZ

GBA
 
GBB
 
GBC
 
GBD
 
GBE
 
GBF
 
GBG
 
GBH
 
GBI
 
GBJ
 
GBK
 
GBL
 
GBM
 
GBN
 
GBO
 
GBP
 
GBQ
 
GBR
 
GBS
 
GBT
 
GBU
 
GBV
 
GBW
 
GBX
 
GBY
 
GBZ

GCA
 
GCB
 
GCC
 
GCD
 
GCE
 
GCF
 
GCG
 
GCH
 
GCI
 
GCJ
 
GCK
 
GCL
 
GCM
 
GCN
 
GCO
 
GCP
 
GCQ
 
GCR
 
GCS
 
GCT
 
GCU
 
GCV
 
GCW
 
GCX
 
GCY
 
GCZ

GDA
 
GDB
 
GDC
 
GDD
 
GDE
 
GDF
 
GDG
 
GDH
 
GDI
 
GDJ
 
GDK
 
GDL
 
GDM
 
GDN
 
GDO
 
GDP
 
GDQ
 
GDR
 
GDS
 
GDT
 
GDU
 
GDV
 
GDW
 
GDX
 
GDY
 
GDZ

GEA
 
GEB
 
GEC
 
GED
 
GEE
 
GEF
 
GEG
 
GEH
 
GEI
 
GEJ
 
GEK
 
GEL
 
GEM
 
GEN
 
GEO
 
GEP
 
GEQ
 
GER
 
GES
 
GET
 
GEU
 
GEV
 
GEW
 
GEX
 
GEY
 
GEZ

GFA
 
GFB
 
GFC
 
GFD
 
GFE
 
GFF
 
GFG
 
GFH
 
GFI
 
GFJ
 
GFK
 
GFL
 
GFM
 
GFN
 
GFO
 
GFP
 
GFQ
 
GFR
 
GFS
 
GFT
 
GFU
 
GFV
 
GFW
 
GFX
 
GFY
 
GFZ

GGA
 
GGB
 
GGC
 
GGD
 
GGE
 
GGF
 
GGG
 
GGH
 
GGI
 
GGJ
 
GGK
 
GGL
 
GGM
 
GGN
 
GGO
 
GGP
 
GGQ
 
GGR
 
GGS
 
GGT
 
GGU
 
GGV
 
GGW
 
GGX
 
GGY
 
GGZ

GHA
 
GHB
 
GHC
 
GHD
 
GHE
 
GHF
 
GHG
 
GHH
 
GHI
 
GHJ
 
GHK
 
GHL
 
GHM
 
GHN
 
GHO
 
GHP
 
GHQ
 
GHR
 
GHS
 
GHT
 
GHU
 
GHV
 
GHW
 
GHX
 
GHY
 
GHZ

GIA
 
GIB
 
GIC
 
GID
 
GIE
 
GIF
 
GIG
 
GIH
 
GII
 
GIJ
 
GIK
 
GIL
 
GIM
 
GIN
 
GIO
 
GIP
 
GIQ
 
GIR
 
GIS
 
GIT
 
GIU
 
GIV
 
GIW
 
GIX
 
GIY
 
GIZ

GJA
 
GJB
 
GJC
 
GJD
 
GJE
 
GJF
 
GJG
 
GJH
 
GJI
 
GJJ
 
GJK
 
GJL
 
GJM
 
GJN
 
GJO
 
GJP
 
GJQ
 
GJR
 
GJS
 
GJT
 
GJU
 
GJV
 
GJW
 
GJX
 
GJY
 
GJZ

GKA
 
GKB
 
GKC
 
GKD
 
GKE
 
GKF
 
GKG
 
GKH
 
GKI
 
GKJ
 
GKK
 
GKL
 
GKM
 
GKN
 
GKO
 
GKP
 
GKQ
 
GKR
 
GKS
 
GKT
 
GKU
 
GKV
 
GKW
 
GKX
 
GKY
 
GKZ

GLA
 
GLB
 
GLC
 
GLD
 
GLE
 
GLF
 
GLG
 
GLH
 
GLI
 
GLJ
 
GLK
 
GLL
 
GLM
 
GLN
 
GLO
 
GLP
 
GLQ
 
GLR
 
GLS
 
GLT
 
GLU
 
GLV
 
GLW
 
GLX
 
GLY
 
GLZ

GMA
 
GMB
 
GMC
 
GMD
 
GME
 
GMF
 
GMG
 
GMH
 
GMI
 
GMJ
 
GMK
 
GML
 
GMM
 
GMN
 
GMO
 
GMP
 
GMQ
 
GMR
 
GMS
 
GMT
 
GMU
 
GMV
 
GMW
 
GMX
 
GMY
 
GMZ

GNA
 
GNB
 
GNC
 
GND
 
GNE
 
GNF
 
GNG
 
GNH
 
GNI
 
GNJ
 
GNK
 
GNL
 
GNM
 
GNN
 
GNO
 
GNP
 
GNQ
 
GNR
 
GNS
 
GNT
 
GNU
 
GNV
 
GNW
 
GNX
 
GNY
 
GNZ

GOA
 
GOB
 
GOC
 
GOD
 
GOE
 
GOF
 
GOG
 
GOH
 
GOI
 
GOJ
 
GOK
 
GOL
 
GOM
 
GON
 
GOO
 
GOP
 
GOQ
 
GOR
 
GOS
 
GOT
 
GOU
 
GOV
 
GOW
 
GOX
 
GOY
 
GOZ

GPA
 
GPB
 
GPC
 
GPD
 
GPE
 
GPF
 
GPG
 
GPH
 
GPI
 
GPJ
 
GPK
 
GPL
 
GPM
 
GPN
 
GPO
 
GPP
 
GPQ
 
GPR
 
GPS
 
GPT
 
GPU
 
GPV
 
GPW
 
GPX
 
GPY
 
GPZ

GQA
 
GQB
 
GQC
 
GQD
 
GQE
 
GQF
 
GQG
 
GQH
 
GQI
 
GQJ
 
GQK
 
GQL
 
GQM
 
GQN
 
GQO
 
GQP
 
GQQ
 
GQR
 
GQS
 
GQT
 
GQU
 
GQV
 
GQW
 
GQX
 
GQY
 
GQZ

GRA
 
GRB
 
GRC
 
GRD
 
GRE
 
GRF
 
GRG
 
GRH
 
GRI
 
GRJ
 
GRK
 
GRL
 
GRM
 
GRN
 
GRO
 
GRP
 
GRQ
 
GRR
 
GRS
 
GRT
 
GRU
 
GRV
 
GRW
 
GRX
 
GRY
 
GRZ

GSA
 
GSB
 
GSC
 
GSD
 
GSE
 
GSF
 
GSG
 
GSH
 
GSI
 
GSJ
 
GSK
 
GSL
 
GSM
 
GSN
 
GSO
 
GSP
 
GSQ
 
GSR
 
GSS
 
GST
 
GSU
 
GSV
 
GSW
 
GSX
 
GSY
 
GSZ

GTA
 
GTB
 
GTC
 
GTD
 
GTE
 
GTF
 
GTG
 
GTH
 
GTI
 
GTJ
 
GTK
 
GTL
 
GTM
 
GTN
 
GTO
 
GTP
 
GTQ
 
GTR
 
GTS
 
GTT
 
GTU
 
GTV
 
GTW
 
GTX
 
GTY
 
GTZ

GUA
 
GUB
 
GUC
 
GUD
 
GUE
 
GUF
 
GUG
 
GUH
 
GUI
 
GUJ
 
GUK
 
GUL
 
GUM
 
GUN
 
GUO
 
GUP
 
GUQ
 
GUR
 
GUS
 
GUT
 
GUU
 
GUV
 
GUW
 
GUX
 
GUY
 
GUZ

GVA
 
GVB
 
GVC
 
GVD
 
GVE
 
GVF
 
GVG
 
GVH
 
GVI
 
GVJ
 
GVK
 
GVL
 
GVM
 
GVN
 
GVO
 
GVP
 
GVQ
 
GVR
 
GVS
 
GVT
 
GVU
 
GVV
 
GVW
 
GVX
 
GVY
 
GVZ

GWA
 
GWB
 
GWC
 
GWD
 
GWE
 
GWF
 
GWG
 
GWH
 
GWI
 
GWJ
 
GWK
 
GWL
 
GWM
 
GWN
 
GWO
 
GWP
 
GWQ
 
GWR
 
GWS
 
GWT
 
GWU
 
GWV
 
GWW
 
GWX
 
GWY
 
GWZ

GXA
 
GXB
 
GXC
 
GXD
 
GXE
 
GXF
 
GXG
 
GXH
 
GXI
 
GXJ
 
GXK
 
GXL
 
GXM
 
GXN
 
GXO
 
GXP
 
GXQ
 
GXR
 
GXS
 
GXT
 
GXU
 
GXV
 
GXW
 
GXX
 
GXY
 
GXZ

GYA
 
GYB
 
GYC
 
GYD
 
GYE
 
GYF
 
GYG
 
GYH
 
GYI
 
GYJ
 
GYK
 
GYL
 
GYM
 
GYN
 
GYO
 
GYP
 
GYQ
 
GYR
 
GYS
 
GYT
 
GYU
 
GYV
 
GYW
 
GYX
 
GYY
 
GYZ

GZA
 
GZB
 
GZC
 
GZD
 
GZE
 
GZF
 
GZG
 
GZH
 
GZI
 
GZJ
 
GZK
 
GZL
 
GZM
 
GZN
 
GZO
 
GZP
 
GZQ
 
GZR
 
GZS
 
GZT
 
GZU
 
GZV
 
GZW
 
GZX
 
GZY
 
GZZ
```

## H
```
HAA
 
HAB
 
HAC
 
HAD
 
HAE
 
HAF
 
HAG
 
HAH
 
HAI
 
HAJ
 
HAK
 
HAL
 
HAM
 
HAN
 
HAO
 
HAP
 
HAQ
 
HAR
 
HAS
 
HAT
 
HAU
 
HAV
 
HAW
 
HAX
 
HAY
 
HAZ

HBA
 
HBB
 
HBC
 
HBD
 
HBE
 
HBF
 
HBG
 
HBH
 
HBI
 
HBJ
 
HBK
 
HBL
 
HBM
 
HBN
 
HBO
 
HBP
 
HBQ
 
HBR
 
HBS
 
HBT
 
HBU
 
HBV
 
HBW
 
HBX
 
HBY
 
HBZ

HCA
 
HCB
 
HCC
 
HCD
 
HCE
 
HCF
 
HCG
 
HCH
 
HCI
 
HCJ
 
HCK
 
HCL
 
HCM
 
HCN
 
HCO
 
HCP
 
HCQ
 
HCR
 
HCS
 
HCT
 
HCU
 
HCV
 
HCW
 
HCX
 
HCY
 
HCZ

HDA
 
HDB
 
HDC
 
HDD
 
HDE
 
HDF
 
HDG
 
HDH
 
HDI
 
HDJ
 
HDK
 
HDL
 
HDM
 
HDN
 
HDO
 
HDP
 
HDQ
 
HDR
 
HDS
 
HDT
 
HDU
 
HDV
 
HDW
 
HDX
 
HDY
 
HDZ

HEA
 
HEB
 
HEC
 
HED
 
HEE
 
HEF
 
HEG
 
HEH
 
HEI
 
HEJ
 
HEK
 
HEL
 
HEM
 
HEN
 
HEO
 
HEP
 
HEQ
 
HER
 
HES
 
HET
 
HEU
 
HEV
 
HEW
 
HEX
 
HEY
 
HEZ

HFA
 
HFB
 
HFC
 
HFD
 
HFE
 
HFF
 
HFG
 
HFH
 
HFI
 
HFJ
 
HFK
 
HFL
 
HFM
 
HFN
 
HFO
 
HFP
 
HFQ
 
HFR
 
HFS
 
HFT
 
HFU
 
HFV
 
HFW
 
HFX
 
HFY
 
HFZ

HGA
 
HGB
 
HGC
 
HGD
 
HGE
 
HGF
 
HGG
 
HGH
 
HGI
 
HGJ
 
HGK
 
HGL
 
HGM
 
HGN
 
HGO
 
HGP
 
HGQ
 
HGR
 
HGS
 
HGT
 
HGU
 
HGV
 
HGW
 
HGX
 
HGY
 
HGZ

HHA
 
HHB
 
HHC
 
HHD
 
HHE
 
HHF
 
HHG
 
HHH
 
HHI
 
HHJ
 
HHK
 
HHL
 
HHM
 
HHN
 
HHO
 
HHP
 
HHQ
 
HHR
 
HHS
 
HHT
 
HHU
 
HHV
 
HHW
 
HHX
 
HHY
 
HHZ

HIA
 
HIB
 
HIC
 
HID
 
HIE
 
HIF
 
HIG
 
HIH
 
HII
 
HIJ
 
HIK
 
HIL
 
HIM
 
HIN
 
HIO
 
HIP
 
HIQ
 
HIR
 
HIS
 
HIT
 
HIU
 
HIV
 
HIW
 
HIX
 
HIY
 
HIZ

HJA
 
HJB
 
HJC
 
HJD
 
HJE
 
HJF
 
HJG
 
HJH
 
HJI
 
HJJ
 
HJK
 
HJL
 
HJM
 
HJN
 
HJO
 
HJP
 
HJQ
 
HJR
 
HJS
 
HJT
 
HJU
 
HJV
 
HJW
 
HJX
 
HJY
 
HJZ

HKA
 
HKB
 
HKC
 
HKD
 
HKE
 
HKF
 
HKG
 
HKH
 
HKI
 
HKJ
 
HKK
 
HKL
 
HKM
 
HKN
 
HKO
 
HKP
 
HKQ
 
HKR
 
HKS
 
HKT
 
HKU
 
HKV
 
HKW
 
HKX
 
HKY
 
HKZ

HLA
 
HLB
 
HLC
 
HLD
 
HLE
 
HLF
 
HLG
 
HLH
 
HLI
 
HLJ
 
HLK
 
HLL
 
HLM
 
HLN
 
HLO
 
HLP
 
HLQ
 
HLR
 
HLS
 
HLT
 
HLU
 
HLV
 
HLW
 
HLX
 
HLY
 
HLZ

HMA
 
HMB
 
HMC
 
HMD
 
HME
 
HMF
 
HMG
 
HMH
 
HMI
 
HMJ
 
HMK
 
HML
 
HMM
 
HMN
 
HMO
 
HMP
 
HMQ
 
HMR
 
HMS
 
HMT
 
HMU
 
HMV
 
HMW
 
HMX
 
HMY
 
HMZ

HNA
 
HNB
 
HNC
 
HND
 
HNE
 
HNF
 
HNG
 
HNH
 
HNI
 
HNJ
 
HNK
 
HNL
 
HNM
 
HNN
 
HNO
 
HNP
 
HNQ
 
HNR
 
HNS
 
HNT
 
HNU
 
HNV
 
HNW
 
HNX
 
HNY
 
HNZ

HOA
 
HOB
 
HOC
 
HOD
 
HOE
 
HOF
 
HOG
 
HOH
 
HOI
 
HOJ
 
HOK
 
HOL
 
HOM
 
HON
 
HOO
 
HOP
 
HOQ
 
HOR
 
HOS
 
HOT
 
HOU
 
HOV
 
HOW
 
HOX
 
HOY
 
HOZ

HPA
 
HPB
 
HPC
 
HPD
 
HPE
 
HPF
 
HPG
 
HPH
 
HPI
 
HPJ
 
HPK
 
HPL
 
HPM
 
HPN
 
HPO
 
HPP
 
HPQ
 
HPR
 
HPS
 
HPT
 
HPU
 
HPV
 
HPW
 
HPX
 
HPY
 
HPZ

HQA
 
HQB
 
HQC
 
HQD
 
HQE
 
HQF
 
HQG
 
HQH
 
HQI
 
HQJ
 
HQK
 
HQL
 
HQM
 
HQN
 
HQO
 
HQP
 
HQQ
 
HQR
 
HQS
 
HQT
 
HQU
 
HQV
 
HQW
 
HQX
 
HQY
 
HQZ

HRA
 
HRB
 
HRC
 
HRD
 
HRE
 
HRF
 
HRG
 
HRH
 
HRI
 
HRJ
 
HRK
 
HRL
 
HRM
 
HRN
 
HRO
 
HRP
 
HRQ
 
HRR
 
HRS
 
HRT
 
HRU
 
HRV
 
HRW
 
HRX
 
HRY
 
HRZ

HSA
 
HSB
 
HSC
 
HSD
 
HSE
 
HSF
 
HSG
 
HSH
 
HSI
 
HSJ
 
HSK
 
HSL
 
HSM
 
HSN
 
HSO
 
HSP
 
HSQ
 
HSR
 
HSS
 
HST
 
HSU
 
HSV
 
HSW
 
HSX
 
HSY
 
HSZ

HTA
 
HTB
 
HTC
 
HTD
 
HTE
 
HTF
 
HTG
 
HTH
 
HTI
 
HTJ
 
HTK
 
HTL
 
HTM
 
HTN
 
HTO
 
HTP
 
HTQ
 
HTR
 
HTS
 
HTT
 
HTU
 
HTV
 
HTW
 
HTX
 
HTY
 
HTZ

HUA
 
HUB
 
HUC
 
HUD
 
HUE
 
HUF
 
HUG
 
HUH
 
HUI
 
HUJ
 
HUK
 
HUL
 
HUM
 
HUN
 
HUO
 
HUP
 
HUQ
 
HUR
 
HUS
 
HUT
 
HUU
 
HUV
 
HUW
 
HUX
 
HUY
 
HUZ

HVA
 
HVB
 
HVC
 
HVD
 
HVE
 
HVF
 
HVG
 
HVH
 
HVI
 
HVJ
 
HVK
 
HVL
 
HVM
 
HVN
 
HVO
 
HVP
 
HVQ
 
HVR
 
HVS
 
HVT
 
HVU
 
HVV
 
HVW
 
HVX
 
HVY
 
HVZ

HWA
 
HWB
 
HWC
 
HWD
 
HWE
 
HWF
 
HWG
 
HWH
 
HWI
 
HWJ
 
HWK
 
HWL
 
HWM
 
HWN
 
HWO
 
HWP
 
HWQ
 
HWR
 
HWS
 
HWT
 
HWU
 
HWV
 
HWW
 
HWX
 
HWY
 
HWZ

HXA
 
HXB
 
HXC
 
HXD
 
HXE
 
HXF
 
HXG
 
HXH
 
HXI
 
HXJ
 
HXK
 
HXL
 
HXM
 
HXN
 
HXO
 
HXP
 
HXQ
 
HXR
 
HXS
 
HXT
 
HXU
 
HXV
 
HXW
 
HXX
 
HXY
 
HXZ

HYA
 
HYB
 
HYC
 
HYD
 
HYE
 
HYF
 
HYG
 
HYH
 
HYI
 
HYJ
 
HYK
 
HYL
 
HYM
 
HYN
 
HYO
 
HYP
 
HYQ
 
HYR
 
HYS
 
HYT
 
HYU
 
HYV
 
HYW
 
HYX
 
HYY
 
HYZ

HZA
 
HZB
 
HZC
 
HZD
 
HZE
 
HZF
 
HZG
 
HZH
 
HZI
 
HZJ
 
HZK
 
HZL
 
HZM
 
HZN
 
HZO
 
HZP
 
HZQ
 
HZR
 
HZS
 
HZT
 
HZU
 
HZV
 
HZW
 
HZX
 
HZY
 
HZZ
```

## I
```
IAA
 
IAB
 
IAC
 
IAD
 
IAE
 
IAF
 
IAG
 
IAH
 
IAI
 
IAJ
 
IAK
 
IAL
 
IAM
 
IAN
 
IAO
 
IAP
 
IAQ
 
IAR
 
IAS
 
IAT
 
IAU
 
IAV
 
IAW
 
IAX
 
IAY
 
IAZ

IBA
 
IBB
 
IBC
 
IBD
 
IBE
 
IBF
 
IBG
 
IBH
 
IBI
 
IBJ
 
IBK
 
IBL
 
IBM
 
IBN
 
IBO
 
IBP
 
IBQ
 
IBR
 
IBS
 
IBT
 
IBU
 
IBV
 
IBW
 
IBX
 
IBY
 
IBZ

ICA
 
ICB
 
ICC
 
ICD
 
ICE
 
ICF
 
ICG
 
ICH
 
ICI
 
ICJ
 
ICK
 
ICL
 
ICM
 
ICN
 
ICO
 
ICP
 
ICQ
 
ICR
 
ICS
 
ICT
 
ICU
 
ICV
 
ICW
 
ICX
 
ICY
 
ICZ

IDA
 
IDB
 
IDC
 
IDD
 
IDE
 
IDF
 
IDG
 
IDH
 
IDI
 
IDJ
 
IDK
 
IDL
 
IDM
 
IDN
 
IDO
 
IDP
 
IDQ
 
IDR
 
IDS
 
IDT
 
IDU
 
IDV
 
IDW
 
IDX
 
IDY
 
IDZ

IEA
 
IEB
 
IEC
 
IED
 
IEE
 
IEF
 
IEG
 
IEH
 
IEI
 
IEJ
 
IEK
 
IEL
 
IEM
 
IEN
 
IEO
 
IEP
 
IEQ
 
IER
 
IES
 
IET
 
IEU
 
IEV
 
IEW
 
IEX
 
IEY
 
IEZ

IFA
 
IFB
 
IFC
 
IFD
 
IFE
 
IFF
 
IFG
 
IFH
 
IFI
 
IFJ
 
IFK
 
IFL
 
IFM
 
IFN
 
IFO
 
IFP
 
IFQ
 
IFR
 
IFS
 
IFT
 
IFU
 
IFV
 
IFW
 
IFX
 
IFY
 
IFZ

IGA
 
IGB
 
IGC
 
IGD
 
IGE
 
IGF
 
IGG
 
IGH
 
IGI
 
IGJ
 
IGK
 
IGL
 
IGM
 
IGN
 
IGO
 
IGP
 
IGQ
 
IGR
 
IGS
 
IGT
 
IGU
 
IGV
 
IGW
 
IGX
 
IGY
 
IGZ

IHA
 
IHB
 
IHC
 
IHD
 
IHE
 
IHF
 
IHG
 
IHH
 
IHI
 
IHJ
 
IHK
 
IHL
 
IHM
 
IHN
 
IHO
 
IHP
 
IHQ
 
IHR
 
IHS
 
IHT
 
IHU
 
IHV
 
IHW
 
IHX
 
IHY
 
IHZ

IIA
 
IIB
 
IIC
 
IID
 
IIE
 
IIF
 
IIG
 
IIH
 
III
 
IIJ
 
IIK
 
IIL
 
IIM
 
IIN
 
IIO
 
IIP
 
IIQ
 
IIR
 
IIS
 
IIT
 
IIU
 
IIV
 
IIW
 
IIX
 
IIY
 
IIZ

IJA
 
IJB
 
IJC
 
IJD
 
IJE
 
IJF
 
IJG
 
IJH
 
IJI
 
IJJ
 
IJK
 
IJL
 
IJM
 
IJN
 
IJO
 
IJP
 
IJQ
 
IJR
 
IJS
 
IJT
 
IJU
 
IJV
 
IJW
 
IJX
 
IJY
 
IJZ

IKA
 
IKB
 
IKC
 
IKD
 
IKE
 
IKF
 
IKG
 
IKH
 
IKI
 
IKJ
 
IKK
 
IKL
 
IKM
 
IKN
 
IKO
 
IKP
 
IKQ
 
IKR
 
IKS
 
IKT
 
IKU
 
IKV
 
IKW
 
IKX
 
IKY
 
IKZ

ILA
 
ILB
 
ILC
 
ILD
 
ILE
 
ILF
 
ILG
 
ILH
 
ILI
 
ILJ
 
ILK
 
ILL
 
ILM
 
ILN
 
ILO
 
ILP
 
ILQ
 
ILR
 
ILS
 
ILT
 
ILU
 
ILV
 
ILW
 
ILX
 
ILY
 
ILZ

IMA
 
IMB
 
IMC
 
IMD
 
IME
 
IMF
 
IMG
 
IMH
 
IMI
 
IMJ
 
IMK
 
IML
 
IMM
 
IMN
 
IMO
 
IMP
 
IMQ
 
IMR
 
IMS
 
IMT
 
IMU
 
IMV
 
IMW
 
IMX
 
IMY
 
IMZ

INA
 
INB
 
INC
 
IND
 
INE
 
INF
 
ING
 
INH
 
INI
 
INJ
 
INK
 
INL
 
INM
 
INN
 
INO
 
INP
 
INQ
 
INR
 
INS
 
INT
 
INU
 
INV
 
INW
 
INX
 
INY
 
INZ

IOA
 
IOB
 
IOC
 
IOD
 
IOE
 
IOF
 
IOG
 
IOH
 
IOI
 
IOJ
 
IOK
 
IOL
 
IOM
 
ION
 
IOO
 
IOP
 
IOQ
 
IOR
 
IOS
 
IOT
 
IOU
 
IOV
 
IOW
 
IOX
 
IOY
 
IOZ

IPA
 
IPB
 
IPC
 
IPD
 
IPE
 
IPF
 
IPG
 
IPH
 
IPI
 
IPJ
 
IPK
 
IPL
 
IPM
 
IPN
 
IPO
 
IPP
 
IPQ
 
IPR
 
IPS
 
IPT
 
IPU
 
IPV
 
IPW
 
IPX
 
IPY
 
IPZ

IQA
 
IQB
 
IQC
 
IQD
 
IQE
 
IQF
 
IQG
 
IQH
 
IQI
 
IQJ
 
IQK
 
IQL
 
IQM
 
IQN
 
IQO
 
IQP
 
IQQ
 
IQR
 
IQS
 
IQT
 
IQU
 
IQV
 
IQW
 
IQX
 
IQY
 
IQZ

IRA
 
IRB
 
IRC
 
IRD
 
IRE
 
IRF
 
IRG
 
IRH
 
IRI
 
IRJ
 
IRK
 
IRL
 
IRM
 
IRN
 
IRO
 
IRP
 
IRQ
 
IRR
 
IRS
 
IRT
 
IRU
 
IRV
 
IRW
 
IRX
 
IRY
 
IRZ

ISA
 
ISB
 
ISC
 
ISD
 
ISE
 
ISF
 
ISG
 
ISH
 
ISI
 
ISJ
 
ISK
 
ISL
 
ISM
 
ISN
 
ISO
 
ISP
 
ISQ
 
ISR
 
ISS
 
IST
 
ISU
 
ISV
 
ISW
 
ISX
 
ISY
 
ISZ

ITA
 
ITB
 
ITC
 
ITD
 
ITE
 
ITF
 
ITG
 
ITH
 
ITI
 
ITJ
 
ITK
 
ITL
 
ITM
 
ITN
 
ITO
 
ITP
 
ITQ
 
ITR
 
ITS
 
ITT
 
ITU
 
ITV
 
ITW
 
ITX
 
ITY
 
ITZ

IUA
 
IUB
 
IUC
 
IUD
 
IUE
 
IUF
 
IUG
 
IUH
 
IUI
 
IUJ
 
IUK
 
IUL
 
IUM
 
IUN
 
IUO
 
IUP
 
IUQ
 
IUR
 
IUS
 
IUT
 
IUU
 
IUV
 
IUW
 
IUX
 
IUY
 
IUZ

IVA
 
IVB
 
IVC
 
IVD
 
IVE
 
IVF
 
IVG
 
IVH
 
IVI
 
IVJ
 
IVK
 
IVL
 
IVM
 
IVN
 
IVO
 
IVP
 
IVQ
 
IVR
 
IVS
 
IVT
 
IVU
 
IVV
 
IVW
 
IVX
 
IVY
 
IVZ

IWA
 
IWB
 
IWC
 
IWD
 
IWE
 
IWF
 
IWG
 
IWH
 
IWI
 
IWJ
 
IWK
 
IWL
 
IWM
 
IWN
 
IWO
 
IWP
 
IWQ
 
IWR
 
IWS
 
IWT
 
IWU
 
IWV
 
IWW
 
IWX
 
IWY
 
IWZ

IXA
 
IXB
 
IXC
 
IXD
 
IXE
 
IXF
 
IXG
 
IXH
 
IXI
 
IXJ
 
IXK
 
IXL
 
IXM
 
IXN
 
IXO
 
IXP
 
IXQ
 
IXR
 
IXS
 
IXT
 
IXU
 
IXV
 
IXW
 
IXX
 
IXY
 
IXZ

IYA
 
IYB
 
IYC
 
IYD
 
IYE
 
IYF
 
IYG
 
IYH
 
IYI
 
IYJ
 
IYK
 
IYL
 
IYM
 
IYN
 
IYO
 
IYP
 
IYQ
 
IYR
 
IYS
 
IYT
 
IYU
 
IYV
 
IYW
 
IYX
 
IYY
 
IYZ

IZA
 
IZB
 
IZC
 
IZD
 
IZE
 
IZF
 
IZG
 
IZH
 
IZI
 
IZJ
 
IZK
 
IZL
 
IZM
 
IZN
 
IZO
 
IZP
 
IZQ
 
IZR
 
IZS
 
IZT
 
IZU
 
IZV
 
IZW
 
IZX
 
IZY
 
IZZ
```

## J
```
JAA
 
JAB
 
JAC
 
JAD
 
JAE
 
JAF
 
JAG
 
JAH
 
JAI
 
JAJ
 
JAK
 
JAL
 
JAM
 
JAN
 
JAO
 
JAP
 
JAQ
 
JAR
 
JAS
 
JAT
 
JAU
 
JAV
 
JAW
 
JAX
 
JAY
 
JAZ

JBA
 
JBB
 
JBC
 
JBD
 
JBE
 
JBF
 
JBG
 
JBH
 
JBI
 
JBJ
 
JBK
 
JBL
 
JBM
 
JBN
 
JBO
 
JBP
 
JBQ
 
JBR
 
JBS
 
JBT
 
JBU
 
JBV
 
JBW
 
JBX
 
JBY
 
JBZ

JCA
 
JCB
 
JCC
 
JCD
 
JCE
 
JCF
 
JCG
 
JCH
 
JCI
 
JCJ
 
JCK
 
JCL
 
JCM
 
JCN
 
JCO
 
JCP
 
JCQ
 
JCR
 
JCS
 
JCT
 
JCU
 
JCV
 
JCW
 
JCX
 
JCY
 
JCZ

JDA
 
JDB
 
JDC
 
JDD
 
JDE
 
JDF
 
JDG
 
JDH
 
JDI
 
JDJ
 
JDK
 
JDL
 
JDM
 
JDN
 
JDO
 
JDP
 
JDQ
 
JDR
 
JDS
 
JDT
 
JDU
 
JDV
 
JDW
 
JDX
 
JDY
 
JDZ

JEA
 
JEB
 
JEC
 
JED
 
JEE
 
JEF
 
JEG
 
JEH
 
JEI
 
JEJ
 
JEK
 
JEL
 
JEM
 
JEN
 
JEO
 
JEP
 
JEQ
 
JER
 
JES
 
JET
 
JEU
 
JEV
 
JEW
 
JEX
 
JEY
 
JEZ

JFA
 
JFB
 
JFC
 
JFD
 
JFE
 
JFF
 
JFG
 
JFH
 
JFI
 
JFJ
 
JFK
 
JFL
 
JFM
 
JFN
 
JFO
 
JFP
 
JFQ
 
JFR
 
JFS
 
JFT
 
JFU
 
JFV
 
JFW
 
JFX
 
JFY
 
JFZ

JGA
 
JGB
 
JGC
 
JGD
 
JGE
 
JGF
 
JGG
 
JGH
 
JGI
 
JGJ
 
JGK
 
JGL
 
JGM
 
JGN
 
JGO
 
JGP
 
JGQ
 
JGR
 
JGS
 
JGT
 
JGU
 
JGV
 
JGW
 
JGX
 
JGY
 
JGZ

JHA
 
JHB
 
JHC
 
JHD
 
JHE
 
JHF
 
JHG
 
JHH
 
JHI
 
JHJ
 
JHK
 
JHL
 
JHM
 
JHN
 
JHO
 
JHP
 
JHQ
 
JHR
 
JHS
 
JHT
 
JHU
 
JHV
 
JHW
 
JHX
 
JHY
 
JHZ

JIA
 
JIB
 
JIC
 
JID
 
JIE
 
JIF
 
JIG
 
JIH
 
JII
 
JIJ
 
JIK
 
JIL
 
JIM
 
JIN
 
JIO
 
JIP
 
JIQ
 
JIR
 
JIS
 
JIT
 
JIU
 
JIV
 
JIW
 
JIX
 
JIY
 
JIZ

JJA
 
JJB
 
JJC
 
JJD
 
JJE
 
JJF
 
JJG
 
JJH
 
JJI
 
JJJ
 
JJK
 
JJL
 
JJM
 
JJN
 
JJO
 
JJP
 
JJQ
 
JJR
 
JJS
 
JJT
 
JJU
 
JJV
 
JJW
 
JJX
 
JJY
 
JJZ

JKA
 
JKB
 
JKC
 
JKD
 
JKE
 
JKF
 
JKG
 
JKH
 
JKI
 
JKJ
 
JKK
 
JKL
 
JKM
 
JKN
 
JKO
 
JKP
 
JKQ
 
JKR
 
JKS
 
JKT
 
JKU
 
JKV
 
JKW
 
JKX
 
JKY
 
JKZ

JLA
 
JLB
 
JLC
 
JLD
 
JLE
 
JLF
 
JLG
 
JLH
 
JLI
 
JLJ
 
JLK
 
JLL
 
JLM
 
JLN
 
JLO
 
JLP
 
JLQ
 
JLR
 
JLS
 
JLT
 
JLU
 
JLV
 
JLW
 
JLX
 
JLY
 
JLZ

JMA
 
JMB
 
JMC
 
JMD
 
JME
 
JMF
 
JMG
 
JMH
 
JMI
 
JMJ
 
JMK
 
JML
 
JMM
 
JMN
 
JMO
 
JMP
 
JMQ
 
JMR
 
JMS
 
JMT
 
JMU
 
JMV
 
JMW
 
JMX
 
JMY
 
JMZ

JNA
 
JNB
 
JNC
 
JND
 
JNE
 
JNF
 
JNG
 
JNH
 
JNI
 
JNJ
 
JNK
 
JNL
 
JNM
 
JNN
 
JNO
 
JNP
 
JNQ
 
JNR
 
JNS
 
JNT
 
JNU
 
JNV
 
JNW
 
JNX
 
JNY
 
JNZ

JOA
 
JOB
 
JOC
 
JOD
 
JOE
 
JOF
 
JOG
 
JOH
 
JOI
 
JOJ
 
JOK
 
JOL
 
JOM
 
JON
 
JOO
 
JOP
 
JOQ
 
JOR
 
JOS
 
JOT
 
JOU
 
JOV
 
JOW
 
JOX
 
JOY
 
JOZ

JPA
 
JPB
 
JPC
 
JPD
 
JPE
 
JPF
 
JPG
 
JPH
 
JPI
 
JPJ
 
JPK
 
JPL
 
JPM
 
JPN
 
JPO
 
JPP
 
JPQ
 
JPR
 
JPS
 
JPT
 
JPU
 
JPV
 
JPW
 
JPX
 
JPY
 
JPZ

JQA
 
JQB
 
JQC
 
JQD
 
JQE
 
JQF
 
JQG
 
JQH
 
JQI
 
JQJ
 
JQK
 
JQL
 
JQM
 
JQN
 
JQO
 
JQP
 
JQQ
 
JQR
 
JQS
 
JQT
 
JQU
 
JQV
 
JQW
 
JQX
 
JQY
 
JQZ

JRA
 
JRB
 
JRC
 
JRD
 
JRE
 
JRF
 
JRG
 
JRH
 
JRI
 
JRJ
 
JRK
 
JRL
 
JRM
 
JRN
 
JRO
 
JRP
 
JRQ
 
JRR
 
JRS
 
JRT
 
JRU
 
JRV
 
JRW
 
JRX
 
JRY
 
JRZ

JSA
 
JSB
 
JSC
 
JSD
 
JSE
 
JSF
 
JSG
 
JSH
 
JSI
 
JSJ
 
JSK
 
JSL
 
JSM
 
JSN
 
JSO
 
JSP
 
JSQ
 
JSR
 
JSS
 
JST
 
JSU
 
JSV
 
JSW
 
JSX
 
JSY
 
JSZ

JTA
 
JTB
 
JTC
 
JTD
 
JTE
 
JTF
 
JTG
 
JTH
 
JTI
 
JTJ
 
JTK
 
JTL
 
JTM
 
JTN
 
JTO
 
JTP
 
JTQ
 
JTR
 
JTS
 
JTT
 
JTU
 
JTV
 
JTW
 
JTX
 
JTY
 
JTZ

JUA
 
JUB
 
JUC
 
JUD
 
JUE
 
JUF
 
JUG
 
JUH
 
JUI
 
JUJ
 
JUK
 
JUL
 
JUM
 
JUN
 
JUO
 
JUP
 
JUQ
 
JUR
 
JUS
 
JUT
 
JUU
 
JUV
 
JUW
 
JUX
 
JUY
 
JUZ

JVA
 
JVB
 
JVC
 
JVD
 
JVE
 
JVF
 
JVG
 
JVH
 
JVI
 
JVJ
 
JVK
 
JVL
 
JVM
 
JVN
 
JVO
 
JVP
 
JVQ
 
JVR
 
JVS
 
JVT
 
JVU
 
JVV
 
JVW
 
JVX
 
JVY
 
JVZ

JWA
 
JWB
 
JWC
 
JWD
 
JWE
 
JWF
 
JWG
 
JWH
 
JWI
 
JWJ
 
JWK
 
JWL
 
JWM
 
JWN
 
JWO
 
JWP
 
JWQ
 
JWR
 
JWS
 
JWT
 
JWU
 
JWV
 
JWW
 
JWX
 
JWY
 
JWZ

JXA
 
JXB
 
JXC
 
JXD
 
JXE
 
JXF
 
JXG
 
JXH
 
JXI
 
JXJ
 
JXK
 
JXL
 
JXM
 
JXN
 
JXO
 
JXP
 
JXQ
 
JXR
 
JXS
 
JXT
 
JXU
 
JXV
 
JXW
 
JXX
 
JXY
 
JXZ

JYA
 
JYB
 
JYC
 
JYD
 
JYE
 
JYF
 
JYG
 
JYH
 
JYI
 
JYJ
 
JYK
 
JYL
 
JYM
 
JYN
 
JYO
 
JYP
 
JYQ
 
JYR
 
JYS
 
JYT
 
JYU
 
JYV
 
JYW
 
JYX
 
JYY
 
JYZ

JZA
 
JZB
 
JZC
 
JZD
 
JZE
 
JZF
 
JZG
 
JZH
 
JZI
 
JZJ
 
JZK
 
JZL
 
JZM
 
JZN
 
JZO
 
JZP
 
JZQ
 
JZR
 
JZS
 
JZT
 
JZU
 
JZV
 
JZW
 
JZX
 
JZY
 
JZZ
```

## K
```
KAA
 
KAB
 
KAC
 
KAD
 
KAE
 
KAF
 
KAG
 
KAH
 
KAI
 
KAJ
 
KAK
 
KAL
 
KAM
 
KAN
 
KAO
 
KAP
 
KAQ
 
KAR
 
KAS
 
KAT
 
KAU
 
KAV
 
KAW
 
KAX
 
KAY
 
KAZ

KBA
 
KBB
 
KBC
 
KBD
 
KBE
 
KBF
 
KBG
 
KBH
 
KBI
 
KBJ
 
KBK
 
KBL
 
KBM
 
KBN
 
KBO
 
KBP
 
KBQ
 
KBR
 
KBS
 
KBT
 
KBU
 
KBV
 
KBW
 
KBX
 
KBY
 
KBZ

KCA
 
KCB
 
KCC
 
KCD
 
KCE
 
KCF
 
KCG
 
KCH
 
KCI
 
KCJ
 
KCK
 
KCL
 
KCM
 
KCN
 
KCO
 
KCP
 
KCQ
 
KCR
 
KCS
 
KCT
 
KCU
 
KCV
 
KCW
 
KCX
 
KCY
 
KCZ

KDA
 
KDB
 
KDC
 
KDD
 
KDE
 
KDF
 
KDG
 
KDH
 
KDI
 
KDJ
 
KDK
 
KDL
 
KDM
 
KDN
 
KDO
 
KDP
 
KDQ
 
KDR
 
KDS
 
KDT
 
KDU
 
KDV
 
KDW
 
KDX
 
KDY
 
KDZ

KEA
 
KEB
 
KEC
 
KED
 
KEE
 
KEF
 
KEG
 
KEH
 
KEI
 
KEJ
 
KEK
 
KEL
 
KEM
 
KEN
 
KEO
 
KEP
 
KEQ
 
KER
 
KES
 
KET
 
KEU
 
KEV
 
KEW
 
KEX
 
KEY
 
KEZ

KFA
 
KFB
 
KFC
 
KFD
 
KFE
 
KFF
 
KFG
 
KFH
 
KFI
 
KFJ
 
KFK
 
KFL
 
KFM
 
KFN
 
KFO
 
KFP
 
KFQ
 
KFR
 
KFS
 
KFT
 
KFU
 
KFV
 
KFW
 
KFX
 
KFY
 
KFZ

KGA
 
KGB
 
KGC
 
KGD
 
KGE
 
KGF
 
KGG
 
KGH
 
KGI
 
KGJ
 
KGK
 
KGL
 
KGM
 
KGN
 
KGO
 
KGP
 
KGQ
 
KGR
 
KGS
 
KGT
 
KGU
 
KGV
 
KGW
 
KGX
 
KGY
 
KGZ

KHA
 
KHB
 
KHC
 
KHD
 
KHE
 
KHF
 
KHG
 
KHH
 
KHI
 
KHJ
 
KHK
 
KHL
 
KHM
 
KHN
 
KHO
 
KHP
 
KHQ
 
KHR
 
KHS
 
KHT
 
KHU
 
KHV
 
KHW
 
KHX
 
KHY
 
KHZ

KIA
 
KIB
 
KIC
 
KID
 
KIE
 
KIF
 
KIG
 
KIH
 
KII
 
KIJ
 
KIK
 
KIL
 
KIM
 
KIN
 
KIO
 
KIP
 
KIQ
 
KIR
 
KIS
 
KIT
 
KIU
 
KIV
 
KIW
 
KIX
 
KIY
 
KIZ

KJA
 
KJB
 
KJC
 
KJD
 
KJE
 
KJF
 
KJG
 
KJH
 
KJI
 
KJJ
 
KJK
 
KJL
 
KJM
 
KJN
 
KJO
 
KJP
 
KJQ
 
KJR
 
KJS
 
KJT
 
KJU
 
KJV
 
KJW
 
KJX
 
KJY
 
KJZ

KKA
 
KKB
 
KKC
 
KKD
 
KKE
 
KKF
 
KKG
 
KKH
 
KKI
 
KKJ
 
KKK
 
KKL
 
KKM
 
KKN
 
KKO
 
KKP
 
KKQ
 
KKR
 
KKS
 
KKT
 
KKU
 
KKV
 
KKW
 
KKX
 
KKY
 
KKZ

KLA
 
KLB
 
KLC
 
KLD
 
KLE
 
KLF
 
KLG
 
KLH
 
KLI
 
KLJ
 
KLK
 
KLL
 
KLM
 
KLN
 
KLO
 
KLP
 
KLQ
 
KLR
 
KLS
 
KLT
 
KLU
 
KLV
 
KLW
 
KLX
 
KLY
 
KLZ

KMA
 
KMB
 
KMC
 
KMD
 
KME
 
KMF
 
KMG
 
KMH
 
KMI
 
KMJ
 
KMK
 
KML
 
KMM
 
KMN
 
KMO
 
KMP
 
KMQ
 
KMR
 
KMS
 
KMT
 
KMU
 
KMV
 
KMW
 
KMX
 
KMY
 
KMZ

KNA
 
KNB
 
KNC
 
KND
 
KNE
 
KNF
 
KNG
 
KNH
 
KNI
 
KNJ
 
KNK
 
KNL
 
KNM
 
KNN
 
KNO
 
KNP
 
KNQ
 
KNR
 
KNS
 
KNT
 
KNU
 
KNV
 
KNW
 
KNX
 
KNY
 
KNZ

KOA
 
KOB
 
KOC
 
KOD
 
KOE
 
KOF
 
KOG
 
KOH
 
KOI
 
KOJ
 
KOK
 
KOL
 
KOM
 
KON
 
KOO
 
KOP
 
KOQ
 
KOR
 
KOS
 
KOT
 
KOU
 
KOV
 
KOW
 
KOX
 
KOY
 
KOZ

KPA
 
KPB
 
KPC
 
KPD
 
KPE
 
KPF
 
KPG
 
KPH
 
KPI
 
KPJ
 
KPK
 
KPL
 
KPM
 
KPN
 
KPO
 
KPP
 
KPQ
 
KPR
 
KPS
 
KPT
 
KPU
 
KPV
 
KPW
 
KPX
 
KPY
 
KPZ

KQA
 
KQB
 
KQC
 
KQD
 
KQE
 
KQF
 
KQG
 
KQH
 
KQI
 
KQJ
 
KQK
 
KQL
 
KQM
 
KQN
 
KQO
 
KQP
 
KQQ
 
KQR
 
KQS
 
KQT
 
KQU
 
KQV
 
KQW
 
KQX
 
KQY
 
KQZ

KRA
 
KRB
 
KRC
 
KRD
 
KRE
 
KRF
 
KRG
 
KRH
 
KRI
 
KRJ
 
KRK
 
KRL
 
KRM
 
KRN
 
KRO
 
KRP
 
KRQ
 
KRR
 
KRS
 
KRT
 
KRU
 
KRV
 
KRW
 
KRX
 
KRY
 
KRZ

KSA
 
KSB
 
KSC
 
KSD
 
KSE
 
KSF
 
KSG
 
KSH
 
KSI
 
KSJ
 
KSK
 
KSL
 
KSM
 
KSN
 
KSO
 
KSP
 
KSQ
 
KSR
 
KSS
 
KST
 
KSU
 
KSV
 
KSW
 
KSX
 
KSY
 
KSZ

KTA
 
KTB
 
KTC
 
KTD
 
KTE
 
KTF
 
KTG
 
KTH
 
KTI
 
KTJ
 
KTK
 
KTL
 
KTM
 
KTN
 
KTO
 
KTP
 
KTQ
 
KTR
 
KTS
 
KTT
 
KTU
 
KTV
 
KTW
 
KTX
 
KTY
 
KTZ

KUA
 
KUB
 
KUC
 
KUD
 
KUE
 
KUF
 
KUG
 
KUH
 
KUI
 
KUJ
 
KUK
 
KUL
 
KUM
 
KUN
 
KUO
 
KUP
 
KUQ
 
KUR
 
KUS
 
KUT
 
KUU
 
KUV
 
KUW
 
KUX
 
KUY
 
KUZ

KVA
 
KVB
 
KVC
 
KVD
 
KVE
 
KVF
 
KVG
 
KVH
 
KVI
 
KVJ
 
KVK
 
KVL
 
KVM
 
KVN
 
KVO
 
KVP
 
KVQ
 
KVR
 
KVS
 
KVT
 
KVU
 
KVV
 
KVW
 
KVX
 
KVY
 
KVZ

KWA
 
KWB
 
KWC
 
KWD
 
KWE
 
KWF
 
KWG
 
KWH
 
KWI
 
KWJ
 
KWK
 
KWL
 
KWM
 
KWN
 
KWO
 
KWP
 
KWQ
 
KWR
 
KWS
 
KWT
 
KWU
 
KWV
 
KWW
 
KWX
 
KWY
 
KWZ

KXA
 
KXB
 
KXC
 
KXD
 
KXE
 
KXF
 
KXG
 
KXH
 
KXI
 
KXJ
 
KXK
 
KXL
 
KXM
 
KXN
 
KXO
 
KXP
 
KXQ
 
KXR
 
KXS
 
KXT
 
KXU
 
KXV
 
KXW
 
KXX
 
KXY
 
KXZ

KYA
 
KYB
 
KYC
 
KYD
 
KYE
 
KYF
 
KYG
 
KYH
 
KYI
 
KYJ
 
KYK
 
KYL
 
KYM
 
KYN
 
KYO
 
KYP
 
KYQ
 
KYR
 
KYS
 
KYT
 
KYU
 
KYV
 
KYW
 
KYX
 
KYY
 
KYZ

KZA
 
KZB
 
KZC
 
KZD
 
KZE
 
KZF
 
KZG
 
KZH
 
KZI
 
KZJ
 
KZK
 
KZL
 
KZM
 
KZN
 
KZO
 
KZP
 
KZQ
 
KZR
 
KZS
 
KZT
 
KZU
 
KZV
 
KZW
 
KZX
 
KZY
 
KZZ
```

## L
```
LAA
 
LAB
 
LAC
 
LAD
 
LAE
 
LAF
 
LAG
 
LAH
 
LAI
 
LAJ
 
LAK
 
LAL
 
LAM
 
LAN
 
LAO
 
LAP
 
LAQ
 
LAR
 
LAS
 
LAT
 
LAU
 
LAV
 
LAW
 
LAX
 
LAY
 
LAZ

LBA
 
LBB
 
LBC
 
LBD
 
LBE
 
LBF
 
LBG
 
LBH
 
LBI
 
LBJ
 
LBK
 
LBL
 
LBM
 
LBN
 
LBO
 
LBP
 
LBQ
 
LBR
 
LBS
 
LBT
 
LBU
 
LBV
 
LBW
 
LBX
 
LBY
 
LBZ

LCA
 
LCB
 
LCC
 
LCD
 
LCE
 
LCF
 
LCG
 
LCH
 
LCI
 
LCJ
 
LCK
 
LCL
 
LCM
 
LCN
 
LCO
 
LCP
 
LCQ
 
LCR
 
LCS
 
LCT
 
LCU
 
LCV
 
LCW
 
LCX
 
LCY
 
LCZ

LDA
 
LDB
 
LDC
 
LDD
 
LDE
 
LDF
 
LDG
 
LDH
 
LDI
 
LDJ
 
LDK
 
LDL
 
LDM
 
LDN
 
LDO
 
LDP
 
LDQ
 
LDR
 
LDS
 
LDT
 
LDU
 
LDV
 
LDW
 
LDX
 
LDY
 
LDZ

LEA
 
LEB
 
LEC
 
LED
 
LEE
 
LEF
 
LEG
 
LEH
 
LEI
 
LEJ
 
LEK
 
LEL
 
LEM
 
LEN
 
LEO
 
LEP
 
LEQ
 
LER
 
LES
 
LET
 
LEU
 
LEV
 
LEW
 
LEX
 
LEY
 
LEZ

LFA
 
LFB
 
LFC
 
LFD
 
LFE
 
LFF
 
LFG
 
LFH
 
LFI
 
LFJ
 
LFK
 
LFL
 
LFM
 
LFN
 
LFO
 
LFP
 
LFQ
 
LFR
 
LFS
 
LFT
 
LFU
 
LFV
 
LFW
 
LFX
 
LFY
 
LFZ

LGA
 
LGB
 
LGC
 
LGD
 
LGE
 
LGF
 
LGG
 
LGH
 
LGI
 
LGJ
 
LGK
 
LGL
 
LGM
 
LGN
 
LGO
 
LGP
 
LGQ
 
LGR
 
LGS
 
LGT
 
LGU
 
LGV
 
LGW
 
LGX
 
LGY
 
LGZ

LHA
 
LHB
 
LHC
 
LHD
 
LHE
 
LHF
 
LHG
 
LHH
 
LHI
 
LHJ
 
LHK
 
LHL
 
LHM
 
LHN
 
LHO
 
LHP
 
LHQ
 
LHR
 
LHS
 
LHT
 
LHU
 
LHV
 
LHW
 
LHX
 
LHY
 
LHZ

LIA
 
LIB
 
LIC
 
LID
 
LIE
 
LIF
 
LIG
 
LIH
 
LII
 
LIJ
 
LIK
 
LIL
 
LIM
 
LIN
 
LIO
 
LIP
 
LIQ
 
LIR
 
LIS
 
LIT
 
LIU
 
LIV
 
LIW
 
LIX
 
LIY
 
LIZ

LJA
 
LJB
 
LJC
 
LJD
 
LJE
 
LJF
 
LJG
 
LJH
 
LJI
 
LJJ
 
LJK
 
LJL
 
LJM
 
LJN
 
LJO
 
LJP
 
LJQ
 
LJR
 
LJS
 
LJT
 
LJU
 
LJV
 
LJW
 
LJX
 
LJY
 
LJZ

LKA
 
LKB
 
LKC
 
LKD
 
LKE
 
LKF
 
LKG
 
LKH
 
LKI
 
LKJ
 
LKK
 
LKL
 
LKM
 
LKN
 
LKO
 
LKP
 
LKQ
 
LKR
 
LKS
 
LKT
 
LKU
 
LKV
 
LKW
 
LKX
 
LKY
 
LKZ

LLA
 
LLB
 
LLC
 
LLD
 
LLE
 
LLF
 
LLG
 
LLH
 
LLI
 
LLJ
 
LLK
 
LLL
 
LLM
 
LLN
 
LLO
 
LLP
 
LLQ
 
LLR
 
LLS
 
LLT
 
LLU
 
LLV
 
LLW
 
LLX
 
LLY
 
LLZ

LMA
 
LMB
 
LMC
 
LMD
 
LME
 
LMF
 
LMG
 
LMH
 
LMI
 
LMJ
 
LMK
 
LML
 
LMM
 
LMN
 
LMO
 
LMP
 
LMQ
 
LMR
 
LMS
 
LMT
 
LMU
 
LMV
 
LMW
 
LMX
 
LMY
 
LMZ

LNA
 
LNB
 
LNC
 
LND
 
LNE
 
LNF
 
LNG
 
LNH
 
LNI
 
LNJ
 
LNK
 
LNL
 
LNM
 
LNN
 
LNO
 
LNP
 
LNQ
 
LNR
 
LNS
 
LNT
 
LNU
 
LNV
 
LNW
 
LNX
 
LNY
 
LNZ

LOA
 
LOB
 
LOC
 
LOD
 
LOE
 
LOF
 
LOG
 
LOH
 
LOI
 
LOJ
 
LOK
 
LOL
 
LOM
 
LON
 
LOO
 
LOP
 
LOQ
 
LOR
 
LOS
 
LOT
 
LOU
 
LOV
 
LOW
 
LOX
 
LOY
 
LOZ

LPA
 
LPB
 
LPC
 
LPD
 
LPE
 
LPF
 
LPG
 
LPH
 
LPI
 
LPJ
 
LPK
 
LPL
 
LPM
 
LPN
 
LPO
 
LPP
 
LPQ
 
LPR
 
LPS
 
LPT
 
LPU
 
LPV
 
LPW
 
LPX
 
LPY
 
LPZ

LQA
 
LQB
 
LQC
 
LQD
 
LQE
 
LQF
 
LQG
 
LQH
 
LQI
 
LQJ
 
LQK
 
LQL
 
LQM
 
LQN
 
LQO
 
LQP
 
LQQ
 
LQR
 
LQS
 
LQT
 
LQU
 
LQV
 
LQW
 
LQX
 
LQY
 
LQZ

LRA
 
LRB
 
LRC
 
LRD
 
LRE
 
LRF
 
LRG
 
LRH
 
LRI
 
LRJ
 
LRK
 
LRL
 
LRM
 
LRN
 
LRO
 
LRP
 
LRQ
 
LRR
 
LRS
 
LRT
 
LRU
 
LRV
 
LRW
 
LRX
 
LRY
 
LRZ

LSA
 
LSB
 
LSC
 
LSD
 
LSE
 
LSF
 
LSG
 
LSH
 
LSI
 
LSJ
 
LSK
 
LSL
 
LSM
 
LSN
 
LSO
 
LSP
 
LSQ
 
LSR
 
LSS
 
LST
 
LSU
 
LSV
 
LSW
 
LSX
 
LSY
 
LSZ

LTA
 
LTB
 
LTC
 
LTD
 
LTE
 
LTF
 
LTG
 
LTH
 
LTI
 
LTJ
 
LTK
 
LTL
 
LTM
 
LTN
 
LTO
 
LTP
 
LTQ
 
LTR
 
LTS
 
LTT
 
LTU
 
LTV
 
LTW
 
LTX
 
LTY
 
LTZ

LUA
 
LUB
 
LUC
 
LUD
 
LUE
 
LUF
 
LUG
 
LUH
 
LUI
 
LUJ
 
LUK
 
LUL
 
LUM
 
LUN
 
LUO
 
LUP
 
LUQ
 
LUR
 
LUS
 
LUT
 
LUU
 
LUV
 
LUW
 
LUX
 
LUY
 
LUZ

LVA
 
LVB
 
LVC
 
LVD
 
LVE
 
LVF
 
LVG
 
LVH
 
LVI
 
LVJ
 
LVK
 
LVL
 
LVM
 
LVN
 
LVO
 
LVP
 
LVQ
 
LVR
 
LVS
 
LVT
 
LVU
 
LVV
 
LVW
 
LVX
 
LVY
 
LVZ

LWA
 
LWB
 
LWC
 
LWD
 
LWE
 
LWF
 
LWG
 
LWH
 
LWI
 
LWJ
 
LWK
 
LWL
 
LWM
 
LWN
 
LWO
 
LWP
 
LWQ
 
LWR
 
LWS
 
LWT
 
LWU
 
LWV
 
LWW
 
LWX
 
LWY
 
LWZ

LXA
 
LXB
 
LXC
 
LXD
 
LXE
 
LXF
 
LXG
 
LXH
 
LXI
 
LXJ
 
LXK
 
LXL
 
LXM
 
LXN
 
LXO
 
LXP
 
LXQ
 
LXR
 
LXS
 
LXT
 
LXU
 
LXV
 
LXW
 
LXX
 
LXY
 
LXZ

LYA
 
LYB
 
LYC
 
LYD
 
LYE
 
LYF
 
LYG
 
LYH
 
LYI
 
LYJ
 
LYK
 
LYL
 
LYM
 
LYN
 
LYO
 
LYP
 
LYQ
 
LYR
 
LYS
 
LYT
 
LYU
 
LYV
 
LYW
 
LYX
 
LYY
 
LYZ

LZA
 
LZB
 
LZC
 
LZD
 
LZE
 
LZF
 
LZG
 
LZH
 
LZI
 
LZJ
 
LZK
 
LZL
 
LZM
 
LZN
 
LZO
 
LZP
 
LZQ
 
LZR
 
LZS
 
LZT
 
LZU
 
LZV
 
LZW
 
LZX
 
LZY
 
LZZ
```

## M
```
MAA
 
MAB
 
MAC
 
MAD
 
MAE
 
MAF
 
MAG
 
MAH
 
MAI
 
MAJ
 
MAK
 
MAL
 
MAM
 
MAN
 
MAO
 
MAP
 
MAQ
 
MAR
 
MAS
 
MAT
 
MAU
 
MAV
 
MAW
 
MAX
 
MAY
 
MAZ

MBA
 
MBB
 
MBC
 
MBD
 
MBE
 
MBF
 
MBG
 
MBH
 
MBI
 
MBJ
 
MBK
 
MBL
 
MBM
 
MBN
 
MBO
 
MBP
 
MBQ
 
MBR
 
MBS
 
MBT
 
MBU
 
MBV
 
MBW
 
MBX
 
MBY
 
MBZ

MCA
 
MCB
 
MCC
 
MCD
 
MCE
 
MCF
 
MCG
 
MCH
 
MCI
 
MCJ
 
MCK
 
MCL
 
MCM
 
MCN
 
MCO
 
MCP
 
MCQ
 
MCR
 
MCS
 
MCT
 
MCU
 
MCV
 
MCW
 
MCX
 
MCY
 
MCZ

MDA
 
MDB
 
MDC
 
MDD
 
MDE
 
MDF
 
MDG
 
MDH
 
MDI
 
MDJ
 
MDK
 
MDL
 
MDM
 
MDN
 
MDO
 
MDP
 
MDQ
 
MDR
 
MDS
 
MDT
 
MDU
 
MDV
 
MDW
 
MDX
 
MDY
 
MDZ

MEA
 
MEB
 
MEC
 
MED
 
MEE
 
MEF
 
MEG
 
MEH
 
MEI
 
MEJ
 
MEK
 
MEL
 
MEM
 
MEN
 
MEO
 
MEP
 
MEQ
 
MER
 
MES
 
MET
 
MEU
 
MEV
 
MEW
 
MEX
 
MEY
 
MEZ

MFA
 
MFB
 
MFC
 
MFD
 
MFE
 
MFF
 
MFG
 
MFH
 
MFI
 
MFJ
 
MFK
 
MFL
 
MFM
 
MFN
 
MFO
 
MFP
 
MFQ
 
MFR
 
MFS
 
MFT
 
MFU
 
MFV
 
MFW
 
MFX
 
MFY
 
MFZ

MGA
 
MGB
 
MGC
 
MGD
 
MGE
 
MGF
 
MGG
 
MGH
 
MGI
 
MGJ
 
MGK
 
MGL
 
MGM
 
MGN
 
MGO
 
MGP
 
MGQ
 
MGR
 
MGS
 
MGT
 
MGU
 
MGV
 
MGW
 
MGX
 
MGY
 
MGZ

MHA
 
MHB
 
MHC
 
MHD
 
MHE
 
MHF
 
MHG
 
MHH
 
MHI
 
MHJ
 
MHK
 
MHL
 
MHM
 
MHN
 
MHO
 
MHP
 
MHQ
 
MHR
 
MHS
 
MHT
 
MHU
 
MHV
 
MHW
 
MHX
 
MHY
 
MHZ

MIA
 
MIB
 
MIC
 
MID
 
MIE
 
MIF
 
MIG
 
MIH
 
MII
 
MIJ
 
MIK
 
MIL
 
MIM
 
MIN
 
MIO
 
MIP
 
MIQ
 
MIR
 
MIS
 
MIT
 
MIU
 
MIV
 
MIW
 
MIX
 
MIY
 
MIZ

MJA
 
MJB
 
MJC
 
MJD
 
MJE
 
MJF
 
MJG
 
MJH
 
MJI
 
MJJ
 
MJK
 
MJL
 
MJM
 
MJN
 
MJO
 
MJP
 
MJQ
 
MJR
 
MJS
 
MJT
 
MJU
 
MJV
 
MJW
 
MJX
 
MJY
 
MJZ

MKA
 
MKB
 
MKC
 
MKD
 
MKE
 
MKF
 
MKG
 
MKH
 
MKI
 
MKJ
 
MKK
 
MKL
 
MKM
 
MKN
 
MKO
 
MKP
 
MKQ
 
MKR
 
MKS
 
MKT
 
MKU
 
MKV
 
MKW
 
MKX
 
MKY
 
MKZ

MLA
 
MLB
 
MLC
 
MLD
 
MLE
 
MLF
 
MLG
 
MLH
 
MLI
 
MLJ
 
MLK
 
MLL
 
MLM
 
MLN
 
MLO
 
MLP
 
MLQ
 
MLR
 
MLS
 
MLT
 
MLU
 
MLV
 
MLW
 
MLX
 
MLY
 
MLZ

MMA
 
MMB
 
MMC
 
MMD
 
MME
 
MMF
 
MMG
 
MMH
 
MMI
 
MMJ
 
MMK
 
MML
 
MMM
 
MMN
 
MMO
 
MMP
 
MMQ
 
MMR
 
MMS
 
MMT
 
MMU
 
MMV
 
MMW
 
MMX
 
MMY
 
MMZ

MNA
 
MNB
 
MNC
 
MND
 
MNE
 
MNF
 
MNG
 
MNH
 
MNI
 
MNJ
 
MNK
 
MNL
 
MNM
 
MNN
 
MNO
 
MNP
 
MNQ
 
MNR
 
MNS
 
MNT
 
MNU
 
MNV
 
MNW
 
MNX
 
MNY
 
MNZ

MOA
 
MOB
 
MOC
 
MOD
 
MOE
 
MOF
 
MOG
 
MOH
 
MOI
 
MOJ
 
MOK
 
MOL
 
MOM
 
MON
 
MOO
 
MOP
 
MOQ
 
MOR
 
MOS
 
MOT
 
MOU
 
MOV
 
MOW
 
MOX
 
MOY
 
MOZ

MPA
 
MPB
 
MPC
 
MPD
 
MPE
 
MPF
 
MPG
 
MPH
 
MPI
 
MPJ
 
MPK
 
MPL
 
MPM
 
MPN
 
MPO
 
MPP
 
MPQ
 
MPR
 
MPS
 
MPT
 
MPU
 
MPV
 
MPW
 
MPX
 
MPY
 
MPZ

MQA
 
MQB
 
MQC
 
MQD
 
MQE
 
MQF
 
MQG
 
MQH
 
MQI
 
MQJ
 
MQK
 
MQL
 
MQM
 
MQN
 
MQO
 
MQP
 
MQQ
 
MQR
 
MQS
 
MQT
 
MQU
 
MQV
 
MQW
 
MQX
 
MQY
 
MQZ

MRA
 
MRB
 
MRC
 
MRD
 
MRE
 
MRF
 
MRG
 
MRH
 
MRI
 
MRJ
 
MRK
 
MRL
 
MRM
 
MRN
 
MRO
 
MRP
 
MRQ
 
MRR
 
MRS
 
MRT
 
MRU
 
MRV
 
MRW
 
MRX
 
MRY
 
MRZ

MSA
 
MSB
 
MSC
 
MSD
 
MSE
 
MSF
 
MSG
 
MSH
 
MSI
 
MSJ
 
MSK
 
MSL
 
MSM
 
MSN
 
MSO
 
MSP
 
MSQ
 
MSR
 
MSS
 
MST
 
MSU
 
MSV
 
MSW
 
MSX
 
MSY
 
MSZ

MTA
 
MTB
 
MTC
 
MTD
 
MTE
 
MTF
 
MTG
 
MTH
 
MTI
 
MTJ
 
MTK
 
MTL
 
MTM
 
MTN
 
MTO
 
MTP
 
MTQ
 
MTR
 
MTS
 
MTT
 
MTU
 
MTV
 
MTW
 
MTX
 
MTY
 
MTZ

MUA
 
MUB
 
MUC
 
MUD
 
MUE
 
MUF
 
MUG
 
MUH
 
MUI
 
MUJ
 
MUK
 
MUL
 
MUM
 
MUN
 
MUO
 
MUP
 
MUQ
 
MUR
 
MUS
 
MUT
 
MUU
 
MUV
 
MUW
 
MUX
 
MUY
 
MUZ

MVA
 
MVB
 
MVC
 
MVD
 
MVE
 
MVF
 
MVG
 
MVH
 
MVI
 
MVJ
 
MVK
 
MVL
 
MVM
 
MVN
 
MVO
 
MVP
 
MVQ
 
MVR
 
MVS
 
MVT
 
MVU
 
MVV
 
MVW
 
MVX
 
MVY
 
MVZ

MWA
 
MWB
 
MWC
 
MWD
 
MWE
 
MWF
 
MWG
 
MWH
 
MWI
 
MWJ
 
MWK
 
MWL
 
MWM
 
MWN
 
MWO
 
MWP
 
MWQ
 
MWR
 
MWS
 
MWT
 
MWU
 
MWV
 
MWW
 
MWX
 
MWY
 
MWZ

MXA
 
MXB
 
MXC
 
MXD
 
MXE
 
MXF
 
MXG
 
MXH
 
MXI
 
MXJ
 
MXK
 
MXL
 
MXM
 
MXN
 
MXO
 
MXP
 
MXQ
 
MXR
 
MXS
 
MXT
 
MXU
 
MXV
 
MXW
 
MXX
 
MXY
 
MXZ

MYA
 
MYB
 
MYC
 
MYD
 
MYE
 
MYF
 
MYG
 
MYH
 
MYI
 
MYJ
 
MYK
 
MYL
 
MYM
 
MYN
 
MYO
 
MYP
 
MYQ
 
MYR
 
MYS
 
MYT
 
MYU
 
MYV
 
MYW
 
MYX
 
MYY
 
MYZ

MZA
 
MZB
 
MZC
 
MZD
 
MZE
 
MZF
 
MZG
 
MZH
 
MZI
 
MZJ
 
MZK
 
MZL
 
MZM
 
MZN
 
MZO
 
MZP
 
MZQ
 
MZR
 
MZS
 
MZT
 
MZU
 
MZV
 
MZW
 
MZX
 
MZY
 
MZZ
```

## N
```
NAA
 
NAB
 
NAC
 
NAD
 
NAE
 
NAF
 
NAG
 
NAH
 
NAI
 
NAJ
 
NAK
 
NAL
 
NAM
 
NAN
 
NAO
 
NAP
 
NAQ
 
NAR
 
NAS
 
NAT
 
NAU
 
NAV
 
NAW
 
NAX
 
NAY
 
NAZ

NBA
 
NBB
 
NBC
 
NBD
 
NBE
 
NBF
 
NBG
 
NBH
 
NBI
 
NBJ
 
NBK
 
NBL
 
NBM
 
NBN
 
NBO
 
NBP
 
NBQ
 
NBR
 
NBS
 
NBT
 
NBU
 
NBV
 
NBW
 
NBX
 
NBY
 
NBZ

NCA
 
NCB
 
NCC
 
NCD
 
NCE
 
NCF
 
NCG
 
NCH
 
NCI
 
NCJ
 
NCK
 
NCL
 
NCM
 
NCN
 
NCO
 
NCP
 
NCQ
 
NCR
 
NCS
 
NCT
 
NCU
 
NCV
 
NCW
 
NCX
 
NCY
 
NCZ

NDA
 
NDB
 
NDC
 
NDD
 
NDE
 
NDF
 
NDG
 
NDH
 
NDI
 
NDJ
 
NDK
 
NDL
 
NDM
 
NDN
 
NDO
 
NDP
 
NDQ
 
NDR
 
NDS
 
NDT
 
NDU
 
NDV
 
NDW
 
NDX
 
NDY
 
NDZ

NEA
 
NEB
 
NEC
 
NED
 
NEE
 
NEF
 
NEG
 
NEH
 
NEI
 
NEJ
 
NEK
 
NEL
 
NEM
 
NEN
 
NEO
 
NEP
 
NEQ
 
NER
 
NES
 
NET
 
NEU
 
NEV
 
NEW
 
NEX
 
NEY
 
NEZ

NFA
 
NFB
 
NFC
 
NFD
 
NFE
 
NFF
 
NFG
 
NFH
 
NFI
 
NFJ
 
NFK
 
NFL
 
NFM
 
NFN
 
NFO
 
NFP
 
NFQ
 
NFR
 
NFS
 
NFT
 
NFU
 
NFV
 
NFW
 
NFX
 
NFY
 
NFZ

NGA
 
NGB
 
NGC
 
NGD
 
NGE
 
NGF
 
NGG
 
NGH
 
NGI
 
NGJ
 
NGK
 
NGL
 
NGM
 
NGN
 
NGO
 
NGP
 
NGQ
 
NGR
 
NGS
 
NGT
 
NGU
 
NGV
 
NGW
 
NGX
 
NGY
 
NGZ

NHA
 
NHB
 
NHC
 
NHD
 
NHE
 
NHF
 
NHG
 
NHH
 
NHI
 
NHJ
 
NHK
 
NHL
 
NHM
 
NHN
 
NHO
 
NHP
 
NHQ
 
NHR
 
NHS
 
NHT
 
NHU
 
NHV
 
NHW
 
NHX
 
NHY
 
NHZ

NIA
 
NIB
 
NIC
 
NID
 
NIE
 
NIF
 
NIG
 
NIH
 
NII
 
NIJ
 
NIK
 
NIL
 
NIM
 
NIN
 
NIO
 
NIP
 
NIQ
 
NIR
 
NIS
 
NIT
 
NIU
 
NIV
 
NIW
 
NIX
 
NIY
 
NIZ

NJA
 
NJB
 
NJC
 
NJD
 
NJE
 
NJF
 
NJG
 
NJH
 
NJI
 
NJJ
 
NJK
 
NJL
 
NJM
 
NJN
 
NJO
 
NJP
 
NJQ
 
NJR
 
NJS
 
NJT
 
NJU
 
NJV
 
NJW
 
NJX
 
NJY
 
NJZ

NKA
 
NKB
 
NKC
 
NKD
 
NKE
 
NKF
 
NKG
 
NKH
 
NKI
 
NKJ
 
NKK
 
NKL
 
NKM
 
NKN
 
NKO
 
NKP
 
NKQ
 
NKR
 
NKS
 
NKT
 
NKU
 
NKV
 
NKW
 
NKX
 
NKY
 
NKZ

NLA
 
NLB
 
NLC
 
NLD
 
NLE
 
NLF
 
NLG
 
NLH
 
NLI
 
NLJ
 
NLK
 
NLL
 
NLM
 
NLN
 
NLO
 
NLP
 
NLQ
 
NLR
 
NLS
 
NLT
 
NLU
 
NLV
 
NLW
 
NLX
 
NLY
 
NLZ

NMA
 
NMB
 
NMC
 
NMD
 
NME
 
NMF
 
NMG
 
NMH
 
NMI
 
NMJ
 
NMK
 
NML
 
NMM
 
NMN
 
NMO
 
NMP
 
NMQ
 
NMR
 
NMS
 
NMT
 
NMU
 
NMV
 
NMW
 
NMX
 
NMY
 
NMZ

NNA
 
NNB
 
NNC
 
NND
 
NNE
 
NNF
 
NNG
 
NNH
 
NNI
 
NNJ
 
NNK
 
NNL
 
NNM
 
NNN
 
NNO
 
NNP
 
NNQ
 
NNR
 
NNS
 
NNT
 
NNU
 
NNV
 
NNW
 
NNX
 
NNY
 
NNZ

NOA
 
NOB
 
NOC
 
NOD
 
NOE
 
NOF
 
NOG
 
NOH
 
NOI
 
NOJ
 
NOK
 
NOL
 
NOM
 
NON
 
NOO
 
NOP
 
NOQ
 
NOR
 
NOS
 
NOT
 
NOU
 
NOV
 
NOW
 
NOX
 
NOY
 
NOZ

NPA
 
NPB
 
NPC
 
NPD
 
NPE
 
NPF
 
NPG
 
NPH
 
NPI
 
NPJ
 
NPK
 
NPL
 
NPM
 
NPN
 
NPO
 
NPP
 
NPQ
 
NPR
 
NPS
 
NPT
 
NPU
 
NPV
 
NPW
 
NPX
 
NPY
 
NPZ

NQA
 
NQB
 
NQC
 
NQD
 
NQE
 
NQF
 
NQG
 
NQH
 
NQI
 
NQJ
 
NQK
 
NQL
 
NQM
 
NQN
 
NQO
 
NQP
 
NQQ
 
NQR
 
NQS
 
NQT
 
NQU
 
NQV
 
NQW
 
NQX
 
NQY
 
NQZ

NRA
 
NRB
 
NRC
 
NRD
 
NRE
 
NRF
 
NRG
 
NRH
 
NRI
 
NRJ
 
NRK
 
NRL
 
NRM
 
NRN
 
NRO
 
NRP
 
NRQ
 
NRR
 
NRS
 
NRT
 
NRU
 
NRV
 
NRW
 
NRX
 
NRY
 
NRZ

NSA
 
NSB
 
NSC
 
NSD
 
NSE
 
NSF
 
NSG
 
NSH
 
NSI
 
NSJ
 
NSK
 
NSL
 
NSM
 
NSN
 
NSO
 
NSP
 
NSQ
 
NSR
 
NSS
 
NST
 
NSU
 
NSV
 
NSW
 
NSX
 
NSY
 
NSZ

NTA
 
NTB
 
NTC
 
NTD
 
NTE
 
NTF
 
NTG
 
NTH
 
NTI
 
NTJ
 
NTK
 
NTL
 
NTM
 
NTN
 
NTO
 
NTP
 
NTQ
 
NTR
 
NTS
 
NTT
 
NTU
 
NTV
 
NTW
 
NTX
 
NTY
 
NTZ

NUA
 
NUB
 
NUC
 
NUD
 
NUE
 
NUF
 
NUG
 
NUH
 
NUI
 
NUJ
 
NUK
 
NUL
 
NUM
 
NUN
 
NUO
 
NUP
 
NUQ
 
NUR
 
NUS
 
NUT
 
NUU
 
NUV
 
NUW
 
NUX
 
NUY
 
NUZ

NVA
 
NVB
 
NVC
 
NVD
 
NVE
 
NVF
 
NVG
 
NVH
 
NVI
 
NVJ
 
NVK
 
NVL
 
NVM
 
NVN
 
NVO
 
NVP
 
NVQ
 
NVR
 
NVS
 
NVT
 
NVU
 
NVV
 
NVW
 
NVX
 
NVY
 
NVZ

NWA
 
NWB
 
NWC
 
NWD
 
NWE
 
NWF
 
NWG
 
NWH
 
NWI
 
NWJ
 
NWK
 
NWL
 
NWM
 
NWN
 
NWO
 
NWP
 
NWQ
 
NWR
 
NWS
 
NWT
 
NWU
 
NWV
 
NWW
 
NWX
 
NWY
 
NWZ

NXA
 
NXB
 
NXC
 
NXD
 
NXE
 
NXF
 
NXG
 
NXH
 
NXI
 
NXJ
 
NXK
 
NXL
 
NXM
 
NXN
 
NXO
 
NXP
 
NXQ
 
NXR
 
NXS
 
NXT
 
NXU
 
NXV
 
NXW
 
NXX
 
NXY
 
NXZ

NYA
 
NYB
 
NYC
 
NYD
 
NYE
 
NYF
 
NYG
 
NYH
 
NYI
 
NYJ
 
NYK
 
NYL
 
NYM
 
NYN
 
NYO
 
NYP
 
NYQ
 
NYR
 
NYS
 
NYT
 
NYU
 
NYV
 
NYW
 
NYX
 
NYY
 
NYZ

NZA
 
NZB
 
NZC
 
NZD
 
NZE
 
NZF
 
NZG
 
NZH
 
NZI
 
NZJ
 
NZK
 
NZL
 
NZM
 
NZN
 
NZO
 
NZP
 
NZQ
 
NZR
 
NZS
 
NZT
 
NZU
 
NZV
 
NZW
 
NZX
 
NZY
 
NZZ
```

## O
```
OAA
 
OAB
 
OAC
 
OAD
 
OAE
 
OAF
 
OAG
 
OAH
 
OAI
 
OAJ
 
OAK
 
OAL
 
OAM
 
OAN
 
OAO
 
OAP
 
OAQ
 
OAR
 
OAS
 
OAT
 
OAU
 
OAV
 
OAW
 
OAX
 
OAY
 
OAZ

OBA
 
OBB
 
OBC
 
OBD
 
OBE
 
OBF
 
OBG
 
OBH
 
OBI
 
OBJ
 
OBK
 
OBL
 
OBM
 
OBN
 
OBO
 
OBP
 
OBQ
 
OBR
 
OBS
 
OBT
 
OBU
 
OBV
 
OBW
 
OBX
 
OBY
 
OBZ

OCA
 
OCB
 
OCC
 
OCD
 
OCE
 
OCF
 
OCG
 
OCH
 
OCI
 
OCJ
 
OCK
 
OCL
 
OCM
 
OCN
 
OCO
 
OCP
 
OCQ
 
OCR
 
OCS
 
OCT
 
OCU
 
OCV
 
OCW
 
OCX
 
OCY
 
OCZ

ODA
 
ODB
 
ODC
 
ODD
 
ODE
 
ODF
 
ODG
 
ODH
 
ODI
 
ODJ
 
ODK
 
ODL
 
ODM
 
ODN
 
ODO
 
ODP
 
ODQ
 
ODR
 
ODS
 
ODT
 
ODU
 
ODV
 
ODW
 
ODX
 
ODY
 
ODZ

OEA
 
OEB
 
OEC
 
OED
 
OEE
 
OEF
 
OEG
 
OEH
 
OEI
 
OEJ
 
OEK
 
OEL
 
OEM
 
OEN
 
OEO
 
OEP
 
OEQ
 
OER
 
OES
 
OET
 
OEU
 
OEV
 
OEW
 
OEX
 
OEY
 
OEZ

OFA
 
OFB
 
OFC
 
OFD
 
OFE
 
OFF
 
OFG
 
OFH
 
OFI
 
OFJ
 
OFK
 
OFL
 
OFM
 
OFN
 
OFO
 
OFP
 
OFQ
 
OFR
 
OFS
 
OFT
 
OFU
 
OFV
 
OFW
 
OFX
 
OFY
 
OFZ

OGA
 
OGB
 
OGC
 
OGD
 
OGE
 
OGF
 
OGG
 
OGH
 
OGI
 
OGJ
 
OGK
 
OGL
 
OGM
 
OGN
 
OGO
 
OGP
 
OGQ
 
OGR
 
OGS
 
OGT
 
OGU
 
OGV
 
OGW
 
OGX
 
OGY
 
OGZ

OHA
 
OHB
 
OHC
 
OHD
 
OHE
 
OHF
 
OHG
 
OHH
 
OHI
 
OHJ
 
OHK
 
OHL
 
OHM
 
OHN
 
OHO
 
OHP
 
OHQ
 
OHR
 
OHS
 
OHT
 
OHU
 
OHV
 
OHW
 
OHX
 
OHY
 
OHZ

OIA
 
OIB
 
OIC
 
OID
 
OIE
 
OIF
 
OIG
 
OIH
 
OII
 
OIJ
 
OIK
 
OIL
 
OIM
 
OIN
 
OIO
 
OIP
 
OIQ
 
OIR
 
OIS
 
OIT
 
OIU
 
OIV
 
OIW
 
OIX
 
OIY
 
OIZ

OJA
 
OJB
 
OJC
 
OJD
 
OJE
 
OJF
 
OJG
 
OJH
 
OJI
 
OJJ
 
OJK
 
OJL
 
OJM
 
OJN
 
OJO
 
OJP
 
OJQ
 
OJR
 
OJS
 
OJT
 
OJU
 
OJV
 
OJW
 
OJX
 
OJY
 
OJZ

OKA
 
OKB
 
OKC
 
OKD
 
OKE
 
OKF
 
OKG
 
OKH
 
OKI
 
OKJ
 
OKK
 
OKL
 
OKM
 
OKN
 
OKO
 
OKP
 
OKQ
 
OKR
 
OKS
 
OKT
 
OKU
 
OKV
 
OKW
 
OKX
 
OKY
 
OKZ

OLA
 
OLB
 
OLC
 
OLD
 
OLE
 
OLF
 
OLG
 
OLH
 
OLI
 
OLJ
 
OLK
 
OLL
 
OLM
 
OLN
 
OLO
 
OLP
 
OLQ
 
OLR
 
OLS
 
OLT
 
OLU
 
OLV
 
OLW
 
OLX
 
OLY
 
OLZ

OMA
 
OMB
 
OMC
 
OMD
 
OME
 
OMF
 
OMG
 
OMH
 
OMI
 
OMJ
 
OMK
 
OML
 
OMM
 
OMN
 
OMO
 
OMP
 
OMQ
 
OMR
 
OMS
 
OMT
 
OMU
 
OMV
 
OMW
 
OMX
 
OMY
 
OMZ

ONA
 
ONB
 
ONC
 
OND
 
ONE
 
ONF
 
ONG
 
ONH
 
ONI
 
ONJ
 
ONK
 
ONL
 
ONM
 
ONN
 
ONO
 
ONP
 
ONQ
 
ONR
 
ONS
 
ONT
 
ONU
 
ONV
 
ONW
 
ONX
 
ONY
 
ONZ

OOA
 
OOB
 
OOC
 
OOD
 
OOE
 
OOF
 
OOG
 
OOH
 
OOI
 
OOJ
 
OOK
 
OOL
 
OOM
 
OON
 
OOO
 
OOP
 
OOQ
 
OOR
 
OOS
 
OOT
 
OOU
 
OOV
 
OOW
 
OOX
 
OOY
 
OOZ

OPA
 
OPB
 
OPC
 
OPD
 
OPE
 
OPF
 
OPG
 
OPH
 
OPI
 
OPJ
 
OPK
 
OPL
 
OPM
 
OPN
 
OPO
 
OPP
 
OPQ
 
OPR
 
OPS
 
OPT
 
OPU
 
OPV
 
OPW
 
OPX
 
OPY
 
OPZ

OQA
 
OQB
 
OQC
 
OQD
 
OQE
 
OQF
 
OQG
 
OQH
 
OQI
 
OQJ
 
OQK
 
OQL
 
OQM
 
OQN
 
OQO
 
OQP
 
OQQ
 
OQR
 
OQS
 
OQT
 
OQU
 
OQV
 
OQW
 
OQX
 
OQY
 
OQZ

ORA
 
ORB
 
ORC
 
ORD
 
ORE
 
ORF
 
ORG
 
ORH
 
ORI
 
ORJ
 
ORK
 
ORL
 
ORM
 
ORN
 
ORO
 
ORP
 
ORQ
 
ORR
 
ORS
 
ORT
 
ORU
 
ORV
 
ORW
 
ORX
 
ORY
 
ORZ

OSA
 
OSB
 
OSC
 
OSD
 
OSE
 
OSF
 
OSG
 
OSH
 
OSI
 
OSJ
 
OSK
 
OSL
 
OSM
 
OSN
 
OSO
 
OSP
 
OSQ
 
OSR
 
OSS
 
OST
 
OSU
 
OSV
 
OSW
 
OSX
 
OSY
 
OSZ

OTA
 
OTB
 
OTC
 
OTD
 
OTE
 
OTF
 
OTG
 
OTH
 
OTI
 
OTJ
 
OTK
 
OTL
 
OTM
 
OTN
 
OTO
 
OTP
 
OTQ
 
OTR
 
OTS
 
OTT
 
OTU
 
OTV
 
OTW
 
OTX
 
OTY
 
OTZ

OUA
 
OUB
 
OUC
 
OUD
 
OUE
 
OUF
 
OUG
 
OUH
 
OUI
 
OUJ
 
OUK
 
OUL
 
OUM
 
OUN
 
OUO
 
OUP
 
OUQ
 
OUR
 
OUS
 
OUT
 
OUU
 
OUV
 
OUW
 
OUX
 
OUY
 
OUZ

OVA
 
OVB
 
OVC
 
OVD
 
OVE
 
OVF
 
OVG
 
OVH
 
OVI
 
OVJ
 
OVK
 
OVL
 
OVM
 
OVN
 
OVO
 
OVP
 
OVQ
 
OVR
 
OVS
 
OVT
 
OVU
 
OVV
 
OVW
 
OVX
 
OVY
 
OVZ

OWA
 
OWB
 
OWC
 
OWD
 
OWE
 
OWF
 
OWG
 
OWH
 
OWI
 
OWJ
 
OWK
 
OWL
 
OWM
 
OWN
 
OWO
 
OWP
 
OWQ
 
OWR
 
OWS
 
OWT
 
OWU
 
OWV
 
OWW
 
OWX
 
OWY
 
OWZ

OXA
 
OXB
 
OXC
 
OXD
 
OXE
 
OXF
 
OXG
 
OXH
 
OXI
 
OXJ
 
OXK
 
OXL
 
OXM
 
OXN
 
OXO
 
OXP
 
OXQ
 
OXR
 
OXS
 
OXT
 
OXU
 
OXV
 
OXW
 
OXX
 
OXY
 
OXZ

OYA
 
OYB
 
OYC
 
OYD
 
OYE
 
OYF
 
OYG
 
OYH
 
OYI
 
OYJ
 
OYK
 
OYL
 
OYM
 
OYN
 
OYO
 
OYP
 
OYQ
 
OYR
 
OYS
 
OYT
 
OYU
 
OYV
 
OYW
 
OYX
 
OYY
 
OYZ

OZA
 
OZB
 
OZC
 
OZD
 
OZE
 
OZF
 
OZG
 
OZH
 
OZI
 
OZJ
 
OZK
 
OZL
 
OZM
 
OZN
 
OZO
 
OZP
 
OZQ
 
OZR
 
OZS
 
OZT
 
OZU
 
OZV
 
OZW
 
OZX
 
OZY
 
OZZ
```

## P
```
PAA
 
PAB
 
PAC
 
PAD
 
PAE
 
PAF
 
PAG
 
PAH
 
PAI
 
PAJ
 
PAK
 
PAL
 
PAM
 
PAN
 
PAO
 
PAP
 
PAQ
 
PAR
 
PAS
 
PAT
 
PAU
 
PAV
 
PAW
 
PAX
 
PAY
 
PAZ

PBA
 
PBB
 
PBC
 
PBD
 
PBE
 
PBF
 
PBG
 
PBH
 
PBI
 
PBJ
 
PBK
 
PBL
 
PBM
 
PBN
 
PBO
 
PBP
 
PBQ
 
PBR
 
PBS
 
PBT
 
PBU
 
PBV
 
PBW
 
PBX
 
PBY
 
PBZ

PCA
 
PCB
 
PCC
 
PCD
 
PCE
 
PCF
 
PCG
 
PCH
 
PCI
 
PCJ
 
PCK
 
PCL
 
PCM
 
PCN
 
PCO
 
PCP
 
PCQ
 
PCR
 
PCS
 
PCT
 
PCU
 
PCV
 
PCW
 
PCX
 
PCY
 
PCZ

PDA
 
PDB
 
PDC
 
PDD
 
PDE
 
PDF
 
PDG
 
PDH
 
PDI
 
PDJ
 
PDK
 
PDL
 
PDM
 
PDN
 
PDO
 
PDP
 
PDQ
 
PDR
 
PDS
 
PDT
 
PDU
 
PDV
 
PDW
 
PDX
 
PDY
 
PDZ

PEA
 
PEB
 
PEC
 
PED
 
PEE
 
PEF
 
PEG
 
PEH
 
PEI
 
PEJ
 
PEK
 
PEL
 
PEM
 
PEN
 
PEO
 
PEP
 
PEQ
 
PER
 
PES
 
PET
 
PEU
 
PEV
 
PEW
 
PEX
 
PEY
 
PEZ

PFA
 
PFB
 
PFC
 
PFD
 
PFE
 
PFF
 
PFG
 
PFH
 
PFI
 
PFJ
 
PFK
 
PFL
 
PFM
 
PFN
 
PFO
 
PFP
 
PFQ
 
PFR
 
PFS
 
PFT
 
PFU
 
PFV
 
PFW
 
PFX
 
PFY
 
PFZ

PGA
 
PGB
 
PGC
 
PGD
 
PGE
 
PGF
 
PGG
 
PGH
 
PGI
 
PGJ
 
PGK
 
PGL
 
PGM
 
PGN
 
PGO
 
PGP
 
PGQ
 
PGR
 
PGS
 
PGT
 
PGU
 
PGV
 
PGW
 
PGX
 
PGY
 
PGZ

PHA
 
PHB
 
PHC
 
PHD
 
PHE
 
PHF
 
PHG
 
PHH
 
PHI
 
PHJ
 
PHK
 
PHL
 
PHM
 
PHN
 
PHO
 
PHP
 
PHQ
 
PHR
 
PHS
 
PHT
 
PHU
 
PHV
 
PHW
 
PHX
 
PHY
 
PHZ

PIA
 
PIB
 
PIC
 
PID
 
PIE
 
PIF
 
PIG
 
PIH
 
PII
 
PIJ
 
PIK
 
PIL
 
PIM
 
PIN
 
PIO
 
PIP
 
PIQ
 
PIR
 
PIS
 
PIT
 
PIU
 
PIV
 
PIW
 
PIX
 
PIY
 
PIZ

PJA
 
PJB
 
PJC
 
PJD
 
PJE
 
PJF
 
PJG
 
PJH
 
PJI
 
PJJ
 
PJK
 
PJL
 
PJM
 
PJN
 
PJO
 
PJP
 
PJQ
 
PJR
 
PJS
 
PJT
 
PJU
 
PJV
 
PJW
 
PJX
 
PJY
 
PJZ

PKA
 
PKB
 
PKC
 
PKD
 
PKE
 
PKF
 
PKG
 
PKH
 
PKI
 
PKJ
 
PKK
 
PKL
 
PKM
 
PKN
 
PKO
 
PKP
 
PKQ
 
PKR
 
PKS
 
PKT
 
PKU
 
PKV
 
PKW
 
PKX
 
PKY
 
PKZ

PLA
 
PLB
 
PLC
 
PLD
 
PLE
 
PLF
 
PLG
 
PLH
 
PLI
 
PLJ
 
PLK
 
PLL
 
PLM
 
PLN
 
PLO
 
PLP
 
PLQ
 
PLR
 
PLS
 
PLT
 
PLU
 
PLV
 
PLW
 
PLX
 
PLY
 
PLZ

PMA
 
PMB
 
PMC
 
PMD
 
PME
 
PMF
 
PMG
 
PMH
 
PMI
 
PMJ
 
PMK
 
PML
 
PMM
 
PMN
 
PMO
 
PMP
 
PMQ
 
PMR
 
PMS
 
PMT
 
PMU
 
PMV
 
PMW
 
PMX
 
PMY
 
PMZ

PNA
 
PNB
 
PNC
 
PND
 
PNE
 
PNF
 
PNG
 
PNH
 
PNI
 
PNJ
 
PNK
 
PNL
 
PNM
 
PNN
 
PNO
 
PNP
 
PNQ
 
PNR
 
PNS
 
PNT
 
PNU
 
PNV
 
PNW
 
PNX
 
PNY
 
PNZ

POA
 
POB
 
POC
 
POD
 
POE
 
POF
 
POG
 
POH
 
POI
 
POJ
 
POK
 
POL
 
POM
 
PON
 
POO
 
POP
 
POQ
 
POR
 
POS
 
POT
 
POU
 
POV
 
POW
 
POX
 
POY
 
POZ

PPA
 
PPB
 
PPC
 
PPD
 
PPE
 
PPF
 
PPG
 
PPH
 
PPI
 
PPJ
 
PPK
 
PPL
 
PPM
 
PPN
 
PPO
 
PPP
 
PPQ
 
PPR
 
PPS
 
PPT
 
PPU
 
PPV
 
PPW
 
PPX
 
PPY
 
PPZ

PQA
 
PQB
 
PQC
 
PQD
 
PQE
 
PQF
 
PQG
 
PQH
 
PQI
 
PQJ
 
PQK
 
PQL
 
PQM
 
PQN
 
PQO
 
PQP
 
PQQ
 
PQR
 
PQS
 
PQT
 
PQU
 
PQV
 
PQW
 
PQX
 
PQY
 
PQZ

PRA
 
PRB
 
PRC
 
PRD
 
PRE
 
PRF
 
PRG
 
PRH
 
PRI
 
PRJ
 
PRK
 
PRL
 
PRM
 
PRN
 
PRO
 
PRP
 
PRQ
 
PRR
 
PRS
 
PRT
 
PRU
 
PRV
 
PRW
 
PRX
 
PRY
 
PRZ

PSA
 
PSB
 
PSC
 
PSD
 
PSE
 
PSF
 
PSG
 
PSH
 
PSI
 
PSJ
 
PSK
 
PSL
 
PSM
 
PSN
 
PSO
 
PSP
 
PSQ
 
PSR
 
PSS
 
PST
 
PSU
 
PSV
 
PSW
 
PSX
 
PSY
 
PSZ

PTA
 
PTB
 
PTC
 
PTD
 
PTE
 
PTF
 
PTG
 
PTH
 
PTI
 
PTJ
 
PTK
 
PTL
 
PTM
 
PTN
 
PTO
 
PTP
 
PTQ
 
PTR
 
PTS
 
PTT
 
PTU
 
PTV
 
PTW
 
PTX
 
PTY
 
PTZ

PUA
 
PUB
 
PUC
 
PUD
 
PUE
 
PUF
 
PUG
 
PUH
 
PUI
 
PUJ
 
PUK
 
PUL
 
PUM
 
PUN
 
PUO
 
PUP
 
PUQ
 
PUR
 
PUS
 
PUT
 
PUU
 
PUV
 
PUW
 
PUX
 
PUY
 
PUZ

PVA
 
PVB
 
PVC
 
PVD
 
PVE
 
PVF
 
PVG
 
PVH
 
PVI
 
PVJ
 
PVK
 
PVL
 
PVM
 
PVN
 
PVO
 
PVP
 
PVQ
 
PVR
 
PVS
 
PVT
 
PVU
 
PVV
 
PVW
 
PVX
 
PVY
 
PVZ

PWA
 
PWB
 
PWC
 
PWD
 
PWE
 
PWF
 
PWG
 
PWH
 
PWI
 
PWJ
 
PWK
 
PWL
 
PWM
 
PWN
 
PWO
 
PWP
 
PWQ
 
PWR
 
PWS
 
PWT
 
PWU
 
PWV
 
PWW
 
PWX
 
PWY
 
PWZ

PXA
 
PXB
 
PXC
 
PXD
 
PXE
 
PXF
 
PXG
 
PXH
 
PXI
 
PXJ
 
PXK
 
PXL
 
PXM
 
PXN
 
PXO
 
PXP
 
PXQ
 
PXR
 
PXS
 
PXT
 
PXU
 
PXV
 
PXW
 
PXX
 
PXY
 
PXZ

PYA
 
PYB
 
PYC
 
PYD
 
PYE
 
PYF
 
PYG
 
PYH
 
PYI
 
PYJ
 
PYK
 
PYL
 
PYM
 
PYN
 
PYO
 
PYP
 
PYQ
 
PYR
 
PYS
 
PYT
 
PYU
 
PYV
 
PYW
 
PYX
 
PYY
 
PYZ

PZA
 
PZB
 
PZC
 
PZD
 
PZE
 
PZF
 
PZG
 
PZH
 
PZI
 
PZJ
 
PZK
 
PZL
 
PZM
 
PZN
 
PZO
 
PZP
 
PZQ
 
PZR
 
PZS
 
PZT
 
PZU
 
PZV
 
PZW
 
PZX
 
PZY
 
PZZ
```

## Q
```
QAA
 
QAB
 
QAC
 
QAD
 
QAE
 
QAF
 
QAG
 
QAH
 
QAI
 
QAJ
 
QAK
 
QAL
 
QAM
 
QAN
 
QAO
 
QAP
 
QAQ
 
QAR
 
QAS
 
QAT
 
QAU
 
QAV
 
QAW
 
QAX
 
QAY
 
QAZ

QBA
 
QBB
 
QBC
 
QBD
 
QBE
 
QBF
 
QBG
 
QBH
 
QBI
 
QBJ
 
QBK
 
QBL
 
QBM
 
QBN
 
QBO
 
QBP
 
QBQ
 
QBR
 
QBS
 
QBT
 
QBU
 
QBV
 
QBW
 
QBX
 
QBY
 
QBZ

QCA
 
QCB
 
QCC
 
QCD
 
QCE
 
QCF
 
QCG
 
QCH
 
QCI
 
QCJ
 
QCK
 
QCL
 
QCM
 
QCN
 
QCO
 
QCP
 
QCQ
 
QCR
 
QCS
 
QCT
 
QCU
 
QCV
 
QCW
 
QCX
 
QCY
 
QCZ

QDA
 
QDB
 
QDC
 
QDD
 
QDE
 
QDF
 
QDG
 
QDH
 
QDI
 
QDJ
 
QDK
 
QDL
 
QDM
 
QDN
 
QDO
 
QDP
 
QDQ
 
QDR
 
QDS
 
QDT
 
QDU
 
QDV
 
QDW
 
QDX
 
QDY
 
QDZ

QEA
 
QEB
 
QEC
 
QED
 
QEE
 
QEF
 
QEG
 
QEH
 
QEI
 
QEJ
 
QEK
 
QEL
 
QEM
 
QEN
 
QEO
 
QEP
 
QEQ
 
QER
 
QES
 
QET
 
QEU
 
QEV
 
QEW
 
QEX
 
QEY
 
QEZ

QFA
 
QFB
 
QFC
 
QFD
 
QFE
 
QFF
 
QFG
 
QFH
 
QFI
 
QFJ
 
QFK
 
QFL
 
QFM
 
QFN
 
QFO
 
QFP
 
QFQ
 
QFR
 
QFS
 
QFT
 
QFU
 
QFV
 
QFW
 
QFX
 
QFY
 
QFZ

QGA
 
QGB
 
QGC
 
QGD
 
QGE
 
QGF
 
QGG
 
QGH
 
QGI
 
QGJ
 
QGK
 
QGL
 
QGM
 
QGN
 
QGO
 
QGP
 
QGQ
 
QGR
 
QGS
 
QGT
 
QGU
 
QGV
 
QGW
 
QGX
 
QGY
 
QGZ

QHA
 
QHB
 
QHC
 
QHD
 
QHE
 
QHF
 
QHG
 
QHH
 
QHI
 
QHJ
 
QHK
 
QHL
 
QHM
 
QHN
 
QHO
 
QHP
 
QHQ
 
QHR
 
QHS
 
QHT
 
QHU
 
QHV
 
QHW
 
QHX
 
QHY
 
QHZ

QIA
 
QIB
 
QIC
 
QID
 
QIE
 
QIF
 
QIG
 
QIH
 
QII
 
QIJ
 
QIK
 
QIL
 
QIM
 
QIN
 
QIO
 
QIP
 
QIQ
 
QIR
 
QIS
 
QIT
 
QIU
 
QIV
 
QIW
 
QIX
 
QIY
 
QIZ

QJA
 
QJB
 
QJC
 
QJD
 
QJE
 
QJF
 
QJG
 
QJH
 
QJI
 
QJJ
 
QJK
 
QJL
 
QJM
 
QJN
 
QJO
 
QJP
 
QJQ
 
QJR
 
QJS
 
QJT
 
QJU
 
QJV
 
QJW
 
QJX
 
QJY
 
QJZ

QKA
 
QKB
 
QKC
 
QKD
 
QKE
 
QKF
 
QKG
 
QKH
 
QKI
 
QKJ
 
QKK
 
QKL
 
QKM
 
QKN
 
QKO
 
QKP
 
QKQ
 
QKR
 
QKS
 
QKT
 
QKU
 
QKV
 
QKW
 
QKX
 
QKY
 
QKZ

QLA
 
QLB
 
QLC
 
QLD
 
QLE
 
QLF
 
QLG
 
QLH
 
QLI
 
QLJ
 
QLK
 
QLL
 
QLM
 
QLN
 
QLO
 
QLP
 
QLQ
 
QLR
 
QLS
 
QLT
 
QLU
 
QLV
 
QLW
 
QLX
 
QLY
 
QLZ

QMA
 
QMB
 
QMC
 
QMD
 
QME
 
QMF
 
QMG
 
QMH
 
QMI
 
QMJ
 
QMK
 
QML
 
QMM
 
QMN
 
QMO
 
QMP
 
QMQ
 
QMR
 
QMS
 
QMT
 
QMU
 
QMV
 
QMW
 
QMX
 
QMY
 
QMZ

QNA
 
QNB
 
QNC
 
QND
 
QNE
 
QNF
 
QNG
 
QNH
 
QNI
 
QNJ
 
QNK
 
QNL
 
QNM
 
QNN
 
QNO
 
QNP
 
QNQ
 
QNR
 
QNS
 
QNT
 
QNU
 
QNV
 
QNW
 
QNX
 
QNY
 
QNZ

QOA
 
QOB
 
QOC
 
QOD
 
QOE
 
QOF
 
QOG
 
QOH
 
QOI
 
QOJ
 
QOK
 
QOL
 
QOM
 
QON
 
QOO
 
QOP
 
QOQ
 
QOR
 
QOS
 
QOT
 
QOU
 
QOV
 
QOW
 
QOX
 
QOY
 
QOZ

QPA
 
QPB
 
QPC
 
QPD
 
QPE
 
QPF
 
QPG
 
QPH
 
QPI
 
QPJ
 
QPK
 
QPL
 
QPM
 
QPN
 
QPO
 
QPP
 
QPQ
 
QPR
 
QPS
 
QPT
 
QPU
 
QPV
 
QPW
 
QPX
 
QPY
 
QPZ

QQA
 
QQB
 
QQC
 
QQD
 
QQE
 
QQF
 
QQG
 
QQH
 
QQI
 
QQJ
 
QQK
 
QQL
 
QQM
 
QQN
 
QQO
 
QQP
 
QQQ
 
QQR
 
QQS
 
QQT
 
QQU
 
QQV
 
QQW
 
QQX
 
QQY
 
QQZ

QRA
 
QRB
 
QRC
 
QRD
 
QRE
 
QRF
 
QRG
 
QRH
 
QRI
 
QRJ
 
QRK
 
QRL
 
QRM
 
QRN
 
QRO
 
QRP
 
QRQ
 
QRR
 
QRS
 
QRT
 
QRU
 
QRV
 
QRW
 
QRX
 
QRY
 
QRZ

QSA
 
QSB
 
QSC
 
QSD
 
QSE
 
QSF
 
QSG
 
QSH
 
QSI
 
QSJ
 
QSK
 
QSL
 
QSM
 
QSN
 
QSO
 
QSP
 
QSQ
 
QSR
 
QSS
 
QST
 
QSU
 
QSV
 
QSW
 
QSX
 
QSY
 
QSZ

QTA
 
QTB
 
QTC
 
QTD
 
QTE
 
QTF
 
QTG
 
QTH
 
QTI
 
QTJ
 
QTK
 
QTL
 
QTM
 
QTN
 
QTO
 
QTP
 
QTQ
 
QTR
 
QTS
 
QTT
 
QTU
 
QTV
 
QTW
 
QTX
 
QTY
 
QTZ

QUA
 
QUB
 
QUC
 
QUD
 
QUE
 
QUF
 
QUG
 
QUH
 
QUI
 
QUJ
 
QUK
 
QUL
 
QUM
 
QUN
 
QUO
 
QUP
 
QUQ
 
QUR
 
QUS
 
QUT
 
QUU
 
QUV
 
QUW
 
QUX
 
QUY
 
QUZ

QVA
 
QVB
 
QVC
 
QVD
 
QVE
 
QVF
 
QVG
 
QVH
 
QVI
 
QVJ
 
QVK
 
QVL
 
QVM
 
QVN
 
QVO
 
QVP
 
QVQ
 
QVR
 
QVS
 
QVT
 
QVU
 
QVV
 
QVW
 
QVX
 
QVY
 
QVZ

QWA
 
QWB
 
QWC
 
QWD
 
QWE
 
QWF
 
QWG
 
QWH
 
QWI
 
QWJ
 
QWK
 
QWL
 
QWM
 
QWN
 
QWO
 
QWP
 
QWQ
 
QWR
 
QWS
 
QWT
 
QWU
 
QWV
 
QWW
 
QWX
 
QWY
 
QWZ

QXA
 
QXB
 
QXC
 
QXD
 
QXE
 
QXF
 
QXG
 
QXH
 
QXI
 
QXJ
 
QXK
 
QXL
 
QXM
 
QXN
 
QXO
 
QXP
 
QXQ
 
QXR
 
QXS
 
QXT
 
QXU
 
QXV
 
QXW
 
QXX
 
QXY
 
QXZ

QYA
 
QYB
 
QYC
 
QYD
 
QYE
 
QYF
 
QYG
 
QYH
 
QYI
 
QYJ
 
QYK
 
QYL
 
QYM
 
QYN
 
QYO
 
QYP
 
QYQ
 
QYR
 
QYS
 
QYT
 
QYU
 
QYV
 
QYW
 
QYX
 
QYY
 
QYZ

QZA
 
QZB
 
QZC
 
QZD
 
QZE
 
QZF
 
QZG
 
QZH
 
QZI
 
QZJ
 
QZK
 
QZL
 
QZM
 
QZN
 
QZO
 
QZP
 
QZQ
 
QZR
 
QZS
 
QZT
 
QZU
 
QZV
 
QZW
 
QZX
 
QZY
 
QZZ
```

## R
```
RAA
 
RAB
 
RAC
 
RAD
 
RAE
 
RAF
 
RAG
 
RAH
 
RAI
 
RAJ
 
RAK
 
RAL
 
RAM
 
RAN
 
RAO
 
RAP
 
RAQ
 
RAR
 
RAS
 
RAT
 
RAU
 
RAV
 
RAW
 
RAX
 
RAY
 
RAZ

RBA
 
RBB
 
RBC
 
RBD
 
RBE
 
RBF
 
RBG
 
RBH
 
RBI
 
RBJ
 
RBK
 
RBL
 
RBM
 
RBN
 
RBO
 
RBP
 
RBQ
 
RBR
 
RBS
 
RBT
 
RBU
 
RBV
 
RBW
 
RBX
 
RBY
 
RBZ

RCA
 
RCB
 
RCC
 
RCD
 
RCE
 
RCF
 
RCG
 
RCH
 
RCI
 
RCJ
 
RCK
 
RCL
 
RCM
 
RCN
 
RCO
 
RCP
 
RCQ
 
RCR
 
RCS
 
RCT
 
RCU
 
RCV
 
RCW
 
RCX
 
RCY
 
RCZ

RDA
 
RDB
 
RDC
 
RDD
 
RDE
 
RDF
 
RDG
 
RDH
 
RDI
 
RDJ
 
RDK
 
RDL
 
RDM
 
RDN
 
RDO
 
RDP
 
RDQ
 
RDR
 
RDS
 
RDT
 
RDU
 
RDV
 
RDW
 
RDX
 
RDY
 
RDZ

REA
 
REB
 
REC
 
RED
 
REE
 
REF
 
REG
 
REH
 
REI
 
REJ
 
REK
 
REL
 
REM
 
REN
 
REO
 
REP
 
REQ
 
RER
 
RES
 
RET
 
REU
 
REV
 
REW
 
REX
 
REY
 
REZ

RFA
 
RFB
 
RFC
 
RFD
 
RFE
 
RFF
 
RFG
 
RFH
 
RFI
 
RFJ
 
RFK
 
RFL
 
RFM
 
RFN
 
RFO
 
RFP
 
RFQ
 
RFR
 
RFS
 
RFT
 
RFU
 
RFV
 
RFW
 
RFX
 
RFY
 
RFZ

RGA
 
RGB
 
RGC
 
RGD
 
RGE
 
RGF
 
RGG
 
RGH
 
RGI
 
RGJ
 
RGK
 
RGL
 
RGM
 
RGN
 
RGO
 
RGP
 
RGQ
 
RGR
 
RGS
 
RGT
 
RGU
 
RGV
 
RGW
 
RGX
 
RGY
 
RGZ

RHA
 
RHB
 
RHC
 
RHD
 
RHE
 
RHF
 
RHG
 
RHH
 
RHI
 
RHJ
 
RHK
 
RHL
 
RHM
 
RHN
 
RHO
 
RHP
 
RHQ
 
RHR
 
RHS
 
RHT
 
RHU
 
RHV
 
RHW
 
RHX
 
RHY
 
RHZ

RIA
 
RIB
 
RIC
 
RID
 
RIE
 
RIF
 
RIG
 
RIH
 
RII
 
RIJ
 
RIK
 
RIL
 
RIM
 
RIN
 
RIO
 
RIP
 
RIQ
 
RIR
 
RIS
 
RIT
 
RIU
 
RIV
 
RIW
 
RIX
 
RIY
 
RIZ

RJA
 
RJB
 
RJC
 
RJD
 
RJE
 
RJF
 
RJG
 
RJH
 
RJI
 
RJJ
 
RJK
 
RJL
 
RJM
 
RJN
 
RJO
 
RJP
 
RJQ
 
RJR
 
RJS
 
RJT
 
RJU
 
RJV
 
RJW
 
RJX
 
RJY
 
RJZ

RKA
 
RKB
 
RKC
 
RKD
 
RKE
 
RKF
 
RKG
 
RKH
 
RKI
 
RKJ
 
RKK
 
RKL
 
RKM
 
RKN
 
RKO
 
RKP
 
RKQ
 
RKR
 
RKS
 
RKT
 
RKU
 
RKV
 
RKW
 
RKX
 
RKY
 
RKZ

RLA
 
RLB
 
RLC
 
RLD
 
RLE
 
RLF
 
RLG
 
RLH
 
RLI
 
RLJ
 
RLK
 
RLL
 
RLM
 
RLN
 
RLO
 
RLP
 
RLQ
 
RLR
 
RLS
 
RLT
 
RLU
 
RLV
 
RLW
 
RLX
 
RLY
 
RLZ

RMA
 
RMB
 
RMC
 
RMD
 
RME
 
RMF
 
RMG
 
RMH
 
RMI
 
RMJ
 
RMK
 
RML
 
RMM
 
RMN
 
RMO
 
RMP
 
RMQ
 
RMR
 
RMS
 
RMT
 
RMU
 
RMV
 
RMW
 
RMX
 
RMY
 
RMZ

RNA
 
RNB
 
RNC
 
RND
 
RNE
 
RNF
 
RNG
 
RNH
 
RNI
 
RNJ
 
RNK
 
RNL
 
RNM
 
RNN
 
RNO
 
RNP
 
RNQ
 
RNR
 
RNS
 
RNT
 
RNU
 
RNV
 
RNW
 
RNX
 
RNY
 
RNZ

ROA
 
ROB
 
ROC
 
ROD
 
ROE
 
ROF
 
ROG
 
ROH
 
ROI
 
ROJ
 
ROK
 
ROL
 
ROM
 
RON
 
ROO
 
ROP
 
ROQ
 
ROR
 
ROS
 
ROT
 
ROU
 
ROV
 
ROW
 
ROX
 
ROY
 
ROZ

RPA
 
RPB
 
RPC
 
RPD
 
RPE
 
RPF
 
RPG
 
RPH
 
RPI
 
RPJ
 
RPK
 
RPL
 
RPM
 
RPN
 
RPO
 
RPP
 
RPQ
 
RPR
 
RPS
 
RPT
 
RPU
 
RPV
 
RPW
 
RPX
 
RPY
 
RPZ

RQA
 
RQB
 
RQC
 
RQD
 
RQE
 
RQF
 
RQG
 
RQH
 
RQI
 
RQJ
 
RQK
 
RQL
 
RQM
 
RQN
 
RQO
 
RQP
 
RQQ
 
RQR
 
RQS
 
RQT
 
RQU
 
RQV
 
RQW
 
RQX
 
RQY
 
RQZ

RRA
 
RRB
 
RRC
 
RRD
 
RRE
 
RRF
 
RRG
 
RRH
 
RRI
 
RRJ
 
RRK
 
RRL
 
RRM
 
RRN
 
RRO
 
RRP
 
RRQ
 
RRR
 
RRS
 
RRT
 
RRU
 
RRV
 
RRW
 
RRX
 
RRY
 
RRZ

RSA
 
RSB
 
RSC
 
RSD
 
RSE
 
RSF
 
RSG
 
RSH
 
RSI
 
RSJ
 
RSK
 
RSL
 
RSM
 
RSN
 
RSO
 
RSP
 
RSQ
 
RSR
 
RSS
 
RST
 
RSU
 
RSV
 
RSW
 
RSX
 
RSY
 
RSZ

RTA
 
RTB
 
RTC
 
RTD
 
RTE
 
RTF
 
RTG
 
RTH
 
RTI
 
RTJ
 
RTK
 
RTL
 
RTM
 
RTN
 
RTO
 
RTP
 
RTQ
 
RTR
 
RTS
 
RTT
 
RTU
 
RTV
 
RTW
 
RTX
 
RTY
 
RTZ

RUA
 
RUB
 
RUC
 
RUD
 
RUE
 
RUF
 
RUG
 
RUH
 
RUI
 
RUJ
 
RUK
 
RUL
 
RUM
 
RUN
 
RUO
 
RUP
 
RUQ
 
RUR
 
RUS
 
RUT
 
RUU
 
RUV
 
RUW
 
RUX
 
RUY
 
RUZ

RVA
 
RVB
 
RVC
 
RVD
 
RVE
 
RVF
 
RVG
 
RVH
 
RVI
 
RVJ
 
RVK
 
RVL
 
RVM
 
RVN
 
RVO
 
RVP
 
RVQ
 
RVR
 
RVS
 
RVT
 
RVU
 
RVV
 
RVW
 
RVX
 
RVY
 
RVZ

RWA
 
RWB
 
RWC
 
RWD
 
RWE
 
RWF
 
RWG
 
RWH
 
RWI
 
RWJ
 
RWK
 
RWL
 
RWM
 
RWN
 
RWO
 
RWP
 
RWQ
 
RWR
 
RWS
 
RWT
 
RWU
 
RWV
 
RWW
 
RWX
 
RWY
 
RWZ

RXA
 
RXB
 
RXC
 
RXD
 
RXE
 
RXF
 
RXG
 
RXH
 
RXI
 
RXJ
 
RXK
 
RXL
 
RXM
 
RXN
 
RXO
 
RXP
 
RXQ
 
RXR
 
RXS
 
RXT
 
RXU
 
RXV
 
RXW
 
RXX
 
RXY
 
RXZ

RYA
 
RYB
 
RYC
 
RYD
 
RYE
 
RYF
 
RYG
 
RYH
 
RYI
 
RYJ
 
RYK
 
RYL
 
RYM
 
RYN
 
RYO
 
RYP
 
RYQ
 
RYR
 
RYS
 
RYT
 
RYU
 
RYV
 
RYW
 
RYX
 
RYY
 
RYZ

RZA
 
RZB
 
RZC
 
RZD
 
RZE
 
RZF
 
RZG
 
RZH
 
RZI
 
RZJ
 
RZK
 
RZL
 
RZM
 
RZN
 
RZO
 
RZP
 
RZQ
 
RZR
 
RZS
 
RZT
 
RZU
 
RZV
 
RZW
 
RZX
 
RZY
 
RZZ
```

## S
```
SAA
 
SAB
 
SAC
 
SAD
 
SAE
 
SAF
 
SAG
 
SAH
 
SAI
 
SAJ
 
SAK
 
SAL
 
SAM
 
SAN
 
SAO
 
SAP
 
SAQ
 
SAR
 
SAS
 
SAT
 
SAU
 
SAV
 
SAW
 
SAX
 
SAY
 
SAZ

SBA
 
SBB
 
SBC
 
SBD
 
SBE
 
SBF
 
SBG
 
SBH
 
SBI
 
SBJ
 
SBK
 
SBL
 
SBM
 
SBN
 
SBO
 
SBP
 
SBQ
 
SBR
 
SBS
 
SBT
 
SBU
 
SBV
 
SBW
 
SBX
 
SBY
 
SBZ

SCA
 
SCB
 
SCC
 
SCD
 
SCE
 
SCF
 
SCG
 
SCH
 
SCI
 
SCJ
 
SCK
 
SCL
 
SCM
 
SCN
 
SCO
 
SCP
 
SCQ
 
SCR
 
SCS
 
SCT
 
SCU
 
SCV
 
SCW
 
SCX
 
SCY
 
SCZ

SDA
 
SDB
 
SDC
 
SDD
 
SDE
 
SDF
 
SDG
 
SDH
 
SDI
 
SDJ
 
SDK
 
SDL
 
SDM
 
SDN
 
SDO
 
SDP
 
SDQ
 
SDR
 
SDS
 
SDT
 
SDU
 
SDV
 
SDW
 
SDX
 
SDY
 
SDZ

SEA
 
SEB
 
SEC
 
SED
 
SEE
 
SEF
 
SEG
 
SEH
 
SEI
 
SEJ
 
SEK
 
SEL
 
SEM
 
SEN
 
SEO
 
SEP
 
SEQ
 
SER
 
SES
 
SET
 
SEU
 
SEV
 
SEW
 
SEX
 
SEY
 
SEZ

SFA
 
SFB
 
SFC
 
SFD
 
SFE
 
SFF
 
SFG
 
SFH
 
SFI
 
SFJ
 
SFK
 
SFL
 
SFM
 
SFN
 
SFO
 
SFP
 
SFQ
 
SFR
 
SFS
 
SFT
 
SFU
 
SFV
 
SFW
 
SFX
 
SFY
 
SFZ

SGA
 
SGB
 
SGC
 
SGD
 
SGE
 
SGF
 
SGG
 
SGH
 
SGI
 
SGJ
 
SGK
 
SGL
 
SGM
 
SGN
 
SGO
 
SGP
 
SGQ
 
SGR
 
SGS
 
SGT
 
SGU
 
SGV
 
SGW
 
SGX
 
SGY
 
SGZ

SHA
 
SHB
 
SHC
 
SHD
 
SHE
 
SHF
 
SHG
 
SHH
 
SHI
 
SHJ
 
SHK
 
SHL
 
SHM
 
SHN
 
SHO
 
SHP
 
SHQ
 
SHR
 
SHS
 
SHT
 
SHU
 
SHV
 
SHW
 
SHX
 
SHY
 
SHZ

SIA
 
SIB
 
SIC
 
SID
 
SIE
 
SIF
 
SIG
 
SIH
 
SII
 
SIJ
 
SIK
 
SIL
 
SIM
 
SIN
 
SIO
 
SIP
 
SIQ
 
SIR
 
SIS
 
SIT
 
SIU
 
SIV
 
SIW
 
SIX
 
SIY
 
SIZ

SJA
 
SJB
 
SJC
 
SJD
 
SJE
 
SJF
 
SJG
 
SJH
 
SJI
 
SJJ
 
SJK
 
SJL
 
SJM
 
SJN
 
SJO
 
SJP
 
SJQ
 
SJR
 
SJS
 
SJT
 
SJU
 
SJV
 
SJW
 
SJX
 
SJY
 
SJZ

SKA
 
SKB
 
SKC
 
SKD
 
SKE
 
SKF
 
SKG
 
SKH
 
SKI
 
SKJ
 
SKK
 
SKL
 
SKM
 
SKN
 
SKO
 
SKP
 
SKQ
 
SKR
 
SKS
 
SKT
 
SKU
 
SKV
 
SKW
 
SKX
 
SKY
 
SKZ

SLA
 
SLB
 
SLC
 
SLD
 
SLE
 
SLF
 
SLG
 
SLH
 
SLI
 
SLJ
 
SLK
 
SLL
 
SLM
 
SLN
 
SLO
 
SLP
 
SLQ
 
SLR
 
SLS
 
SLT
 
SLU
 
SLV
 
SLW
 
SLX
 
SLY
 
SLZ

SMA
 
SMB
 
SMC
 
SMD
 
SME
 
SMF
 
SMG
 
SMH
 
SMI
 
SMJ
 
SMK
 
SML
 
SMM
 
SMN
 
SMO
 
SMP
 
SMQ
 
SMR
 
SMS
 
SMT
 
SMU
 
SMV
 
SMW
 
SMX
 
SMY
 
SMZ

SNA
 
SNB
 
SNC
 
SND
 
SNE
 
SNF
 
SNG
 
SNH
 
SNI
 
SNJ
 
SNK
 
SNL
 
SNM
 
SNN
 
SNO
 
SNP
 
SNQ
 
SNR
 
SNS
 
SNT
 
SNU
 
SNV
 
SNW
 
SNX
 
SNY
 
SNZ

SOA
 
SOB
 
SOC
 
SOD
 
SOE
 
SOF
 
SOG
 
SOH
 
SOI
 
SOJ
 
SOK
 
SOL
 
SOM
 
SON
 
SOO
 
SOP
 
SOQ
 
SOR
 
SOS
 
SOT
 
SOU
 
SOV
 
SOW
 
SOX
 
SOY
 
SOZ

SPA
 
SPB
 
SPC
 
SPD
 
SPE
 
SPF
 
SPG
 
SPH
 
SPI
 
SPJ
 
SPK
 
SPL
 
SPM
 
SPN
 
SPO
 
SPP
 
SPQ
 
SPR
 
SPS
 
SPT
 
SPU
 
SPV
 
SPW
 
SPX
 
SPY
 
SPZ

SQA
 
SQB
 
SQC
 
SQD
 
SQE
 
SQF
 
SQG
 
SQH
 
SQI
 
SQJ
 
SQK
 
SQL
 
SQM
 
SQN
 
SQO
 
SQP
 
SQQ
 
SQR
 
SQS
 
SQT
 
SQU
 
SQV
 
SQW
 
SQX
 
SQY
 
SQZ

SRA
 
SRB
 
SRC
 
SRD
 
SRE
 
SRF
 
SRG
 
SRH
 
SRI
 
SRJ
 
SRK
 
SRL
 
SRM
 
SRN
 
SRO
 
SRP
 
SRQ
 
SRR
 
SRS
 
SRT
 
SRU
 
SRV
 
SRW
 
SRX
 
SRY
 
SRZ

SSA
 
SSB
 
SSC
 
SSD
 
SSE
 
SSF
 
SSG
 
SSH
 
SSI
 
SSJ
 
SSK
 
SSL
 
SSM
 
SSN
 
SSO
 
SSP
 
SSQ
 
SSR
 
SSS
 
SST
 
SSU
 
SSV
 
SSW
 
SSX
 
SSY
 
SSZ

STA
 
STB
 
STC
 
STD
 
STE
 
STF
 
STG
 
STH
 
STI
 
STJ
 
STK
 
STL
 
STM
 
STN
 
STO
 
STP
 
STQ
 
STR
 
STS
 
STT
 
STU
 
STV
 
STW
 
STX
 
STY
 
STZ

SUA
 
SUB
 
SUC
 
SUD
 
SUE
 
SUF
 
SUG
 
SUH
 
SUI
 
SUJ
 
SUK
 
SUL
 
SUM
 
SUN
 
SUO
 
SUP
 
SUQ
 
SUR
 
SUS
 
SUT
 
SUU
 
SUV
 
SUW
 
SUX
 
SUY
 
SUZ

SVA
 
SVB
 
SVC
 
SVD
 
SVE
 
SVF
 
SVG
 
SVH
 
SVI
 
SVJ
 
SVK
 
SVL
 
SVM
 
SVN
 
SVO
 
SVP
 
SVQ
 
SVR
 
SVS
 
SVT
 
SVU
 
SVV
 
SVW
 
SVX
 
SVY
 
SVZ

SWA
 
SWB
 
SWC
 
SWD
 
SWE
 
SWF
 
SWG
 
SWH
 
SWI
 
SWJ
 
SWK
 
SWL
 
SWM
 
SWN
 
SWO
 
SWP
 
SWQ
 
SWR
 
SWS
 
SWT
 
SWU
 
SWV
 
SWW
 
SWX
 
SWY
 
SWZ

SXA
 
SXB
 
SXC
 
SXD
 
SXE
 
SXF
 
SXG
 
SXH
 
SXI
 
SXJ
 
SXK
 
SXL
 
SXM
 
SXN
 
SXO
 
SXP
 
SXQ
 
SXR
 
SXS
 
SXT
 
SXU
 
SXV
 
SXW
 
SXX
 
SXY
 
SXZ

SYA
 
SYB
 
SYC
 
SYD
 
SYE
 
SYF
 
SYG
 
SYH
 
SYI
 
SYJ
 
SYK
 
SYL
 
SYM
 
SYN
 
SYO
 
SYP
 
SYQ
 
SYR
 
SYS
 
SYT
 
SYU
 
SYV
 
SYW
 
SYX
 
SYY
 
SYZ

SZA
 
SZB
 
SZC
 
SZD
 
SZE
 
SZF
 
SZG
 
SZH
 
SZI
 
SZJ
 
SZK
 
SZL
 
SZM
 
SZN
 
SZO
 
SZP
 
SZQ
 
SZR
 
SZS
 
SZT
 
SZU
 
SZV
 
SZW
 
SZX
 
SZY
 
SZZ
```

## T
```
TAA
 
TAB
 
TAC
 
TAD
 
TAE
 
TAF
 
TAG
 
TAH
 
TAI
 
TAJ
 
TAK
 
TAL
 
TAM
 
TAN
 
TAO
 
TAP
 
TAQ
 
TAR
 
TAS
 
TAT
 
TAU
 
TAV
 
TAW
 
TAX
 
TAY
 
TAZ

TBA
 
TBB
 
TBC
 
TBD
 
TBE
 
TBF
 
TBG
 
TBH
 
TBI
 
TBJ
 
TBK
 
TBL
 
TBM
 
TBN
 
TBO
 
TBP
 
TBQ
 
TBR
 
TBS
 
TBT
 
TBU
 
TBV
 
TBW
 
TBX
 
TBY
 
TBZ

TCA
 
TCB
 
TCC
 
TCD
 
TCE
 
TCF
 
TCG
 
TCH
 
TCI
 
TCJ
 
TCK
 
TCL
 
TCM
 
TCN
 
TCO
 
TCP
 
TCQ
 
TCR
 
TCS
 
TCT
 
TCU
 
TCV
 
TCW
 
TCX
 
TCY
 
TCZ

TDA
 
TDB
 
TDC
 
TDD
 
TDE
 
TDF
 
TDG
 
TDH
 
TDI
 
TDJ
 
TDK
 
TDL
 
TDM
 
TDN
 
TDO
 
TDP
 
TDQ
 
TDR
 
TDS
 
TDT
 
TDU
 
TDV
 
TDW
 
TDX
 
TDY
 
TDZ

TEA
 
TEB
 
TEC
 
TED
 
TEE
 
TEF
 
TEG
 
TEH
 
TEI
 
TEJ
 
TEK
 
TEL
 
TEM
 
TEN
 
TEO
 
TEP
 
TEQ
 
TER
 
TES
 
TET
 
TEU
 
TEV
 
TEW
 
TEX
 
TEY
 
TEZ

TFA
 
TFB
 
TFC
 
TFD
 
TFE
 
TFF
 
TFG
 
TFH
 
TFI
 
TFJ
 
TFK
 
TFL
 
TFM
 
TFN
 
TFO
 
TFP
 
TFQ
 
TFR
 
TFS
 
TFT
 
TFU
 
TFV
 
TFW
 
TFX
 
TFY
 
TFZ

TGA
 
TGB
 
TGC
 
TGD
 
TGE
 
TGF
 
TGG
 
TGH
 
TGI
 
TGJ
 
TGK
 
TGL
 
TGM
 
TGN
 
TGO
 
TGP
 
TGQ
 
TGR
 
TGS
 
TGT
 
TGU
 
TGV
 
TGW
 
TGX
 
TGY
 
TGZ

THA
 
THB
 
THC
 
THD
 
THE
 
THF
 
THG
 
THH
 
THI
 
THJ
 
THK
 
THL
 
THM
 
THN
 
THO
 
THP
 
THQ
 
THR
 
THS
 
THT
 
THU
 
THV
 
THW
 
THX
 
THY
 
THZ

TIA
 
TIB
 
TIC
 
TID
 
TIE
 
TIF
 
TIG
 
TIH
 
TII
 
TIJ
 
TIK
 
TIL
 
TIM
 
TIN
 
TIO
 
TIP
 
TIQ
 
TIR
 
TIS
 
TIT
 
TIU
 
TIV
 
TIW
 
TIX
 
TIY
 
TIZ

TJA
 
TJB
 
TJC
 
TJD
 
TJE
 
TJF
 
TJG
 
TJH
 
TJI
 
TJJ
 
TJK
 
TJL
 
TJM
 
TJN
 
TJO
 
TJP
 
TJQ
 
TJR
 
TJS
 
TJT
 
TJU
 
TJV
 
TJW
 
TJX
 
TJY
 
TJZ

TKA
 
TKB
 
TKC
 
TKD
 
TKE
 
TKF
 
TKG
 
TKH
 
TKI
 
TKJ
 
TKK
 
TKL
 
TKM
 
TKN
 
TKO
 
TKP
 
TKQ
 
TKR
 
TKS
 
TKT
 
TKU
 
TKV
 
TKW
 
TKX
 
TKY
 
TKZ

TLA
 
TLB
 
TLC
 
TLD
 
TLE
 
TLF
 
TLG
 
TLH
 
TLI
 
TLJ
 
TLK
 
TLL
 
TLM
 
TLN
 
TLO
 
TLP
 
TLQ
 
TLR
 
TLS
 
TLT
 
TLU
 
TLV
 
TLW
 
TLX
 
TLY
 
TLZ

TMA
 
TMB
 
TMC
 
TMD
 
TME
 
TMF
 
TMG
 
TMH
 
TMI
 
TMJ
 
TMK
 
TML
 
TMM
 
TMN
 
TMO
 
TMP
 
TMQ
 
TMR
 
TMS
 
TMT
 
TMU
 
TMV
 
TMW
 
TMX
 
TMY
 
TMZ

TNA
 
TNB
 
TNC
 
TND
 
TNE
 
TNF
 
TNG
 
TNH
 
TNI
 
TNJ
 
TNK
 
TNL
 
TNM
 
TNN
 
TNO
 
TNP
 
TNQ
 
TNR
 
TNS
 
TNT
 
TNU
 
TNV
 
TNW
 
TNX
 
TNY
 
TNZ

TOA
 
TOB
 
TOC
 
TOD
 
TOE
 
TOF
 
TOG
 
TOH
 
TOI
 
TOJ
 
TOK
 
TOL
 
TOM
 
TON
 
TOO
 
TOP
 
TOQ
 
TOR
 
TOS
 
TOT
 
TOU
 
TOV
 
TOW
 
TOX
 
TOY
 
TOZ

TPA
 
TPB
 
TPC
 
TPD
 
TPE
 
TPF
 
TPG
 
TPH
 
TPI
 
TPJ
 
TPK
 
TPL
 
TPM
 
TPN
 
TPO
 
TPP
 
TPQ
 
TPR
 
TPS
 
TPT
 
TPU
 
TPV
 
TPW
 
TPX
 
TPY
 
TPZ

TQA
 
TQB
 
TQC
 
TQD
 
TQE
 
TQF
 
TQG
 
TQH
 
TQI
 
TQJ
 
TQK
 
TQL
 
TQM
 
TQN
 
TQO
 
TQP
 
TQQ
 
TQR
 
TQS
 
TQT
 
TQU
 
TQV
 
TQW
 
TQX
 
TQY
 
TQZ

TRA
 
TRB
 
TRC
 
TRD
 
TRE
 
TRF
 
TRG
 
TRH
 
TRI
 
TRJ
 
TRK
 
TRL
 
TRM
 
TRN
 
TRO
 
TRP
 
TRQ
 
TRR
 
TRS
 
TRT
 
TRU
 
TRV
 
TRW
 
TRX
 
TRY
 
TRZ

TSA
 
TSB
 
TSC
 
TSD
 
TSE
 
TSF
 
TSG
 
TSH
 
TSI
 
TSJ
 
TSK
 
TSL
 
TSM
 
TSN
 
TSO
 
TSP
 
TSQ
 
TSR
 
TSS
 
TST
 
TSU
 
TSV
 
TSW
 
TSX
 
TSY
 
TSZ

TTA
 
TTB
 
TTC
 
TTD
 
TTE
 
TTF
 
TTG
 
TTH
 
TTI
 
TTJ
 
TTK
 
TTL
 
TTM
 
TTN
 
TTO
 
TTP
 
TTQ
 
TTR
 
TTS
 
TTT
 
TTU
 
TTV
 
TTW
 
TTX
 
TTY
 
TTZ

TUA
 
TUB
 
TUC
 
TUD
 
TUE
 
TUF
 
TUG
 
TUH
 
TUI
 
TUJ
 
TUK
 
TUL
 
TUM
 
TUN
 
TUO
 
TUP
 
TUQ
 
TUR
 
TUS
 
TUT
 
TUU
 
TUV
 
TUW
 
TUX
 
TUY
 
TUZ

TVA
 
TVB
 
TVC
 
TVD
 
TVE
 
TVF
 
TVG
 
TVH
 
TVI
 
TVJ
 
TVK
 
TVL
 
TVM
 
TVN
 
TVO
 
TVP
 
TVQ
 
TVR
 
TVS
 
TVT
 
TVU
 
TVV
 
TVW
 
TVX
 
TVY
 
TVZ

TWA
 
TWB
 
TWC
 
TWD
 
TWE
 
TWF
 
TWG
 
TWH
 
TWI
 
TWJ
 
TWK
 
TWL
 
TWM
 
TWN
 
TWO
 
TWP
 
TWQ
 
TWR
 
TWS
 
TWT
 
TWU
 
TWV
 
TWW
 
TWX
 
TWY
 
TWZ

TXA
 
TXB
 
TXC
 
TXD
 
TXE
 
TXF
 
TXG
 
TXH
 
TXI
 
TXJ
 
TXK
 
TXL
 
TXM
 
TXN
 
TXO
 
TXP
 
TXQ
 
TXR
 
TXS
 
TXT
 
TXU
 
TXV
 
TXW
 
TXX
 
TXY
 
TXZ

TYA
 
TYB
 
TYC
 
TYD
 
TYE
 
TYF
 
TYG
 
TYH
 
TYI
 
TYJ
 
TYK
 
TYL
 
TYM
 
TYN
 
TYO
 
TYP
 
TYQ
 
TYR
 
TYS
 
TYT
 
TYU
 
TYV
 
TYW
 
TYX
 
TYY
 
TYZ

TZA
 
TZB
 
TZC
 
TZD
 
TZE
 
TZF
 
TZG
 
TZH
 
TZI
 
TZJ
 
TZK
 
TZL
 
TZM
 
TZN
 
TZO
 
TZP
 
TZQ
 
TZR
 
TZS
 
TZT
 
TZU
 
TZV
 
TZW
 
TZX
 
TZY
 
TZZ
```

## U
```
UAA
 
UAB
 
UAC
 
UAD
 
UAE
 
UAF
 
UAG
 
UAH
 
UAI
 
UAJ
 
UAK
 
UAL
 
UAM
 
UAN
 
UAO
 
UAP
 
UAQ
 
UAR
 
UAS
 
UAT
 
UAU
 
UAV
 
UAW
 
UAX
 
UAY
 
UAZ

UBA
 
UBB
 
UBC
 
UBD
 
UBE
 
UBF
 
UBG
 
UBH
 
UBI
 
UBJ
 
UBK
 
UBL
 
UBM
 
UBN
 
UBO
 
UBP
 
UBQ
 
UBR
 
UBS
 
UBT
 
UBU
 
UBV
 
UBW
 
UBX
 
UBY
 
UBZ

UCA
 
UCB
 
UCC
 
UCD
 
UCE
 
UCF
 
UCG
 
UCH
 
UCI
 
UCJ
 
UCK
 
UCL
 
UCM
 
UCN
 
UCO
 
UCP
 
UCQ
 
UCR
 
UCS
 
UCT
 
UCU
 
UCV
 
UCW
 
UCX
 
UCY
 
UCZ

UDA
 
UDB
 
UDC
 
UDD
 
UDE
 
UDF
 
UDG
 
UDH
 
UDI
 
UDJ
 
UDK
 
UDL
 
UDM
 
UDN
 
UDO
 
UDP
 
UDQ
 
UDR
 
UDS
 
UDT
 
UDU
 
UDV
 
UDW
 
UDX
 
UDY
 
UDZ

UEA
 
UEB
 
UEC
 
UED
 
UEE
 
UEF
 
UEG
 
UEH
 
UEI
 
UEJ
 
UEK
 
UEL
 
UEM
 
UEN
 
UEO
 
UEP
 
UEQ
 
UER
 
UES
 
UET
 
UEU
 
UEV
 
UEW
 
UEX
 
UEY
 
UEZ

UFA
 
UFB
 
UFC
 
UFD
 
UFE
 
UFF
 
UFG
 
UFH
 
UFI
 
UFJ
 
UFK
 
UFL
 
UFM
 
UFN
 
UFO
 
UFP
 
UFQ
 
UFR
 
UFS
 
UFT
 
UFU
 
UFV
 
UFW
 
UFX
 
UFY
 
UFZ

UGA
 
UGB
 
UGC
 
UGD
 
UGE
 
UGF
 
UGG
 
UGH
 
UGI
 
UGJ
 
UGK
 
UGL
 
UGM
 
UGN
 
UGO
 
UGP
 
UGQ
 
UGR
 
UGS
 
UGT
 
UGU
 
UGV
 
UGW
 
UGX
 
UGY
 
UGZ

UHA
 
UHB
 
UHC
 
UHD
 
UHE
 
UHF
 
UHG
 
UHH
 
UHI
 
UHJ
 
UHK
 
UHL
 
UHM
 
UHN
 
UHO
 
UHP
 
UHQ
 
UHR
 
UHS
 
UHT
 
UHU
 
UHV
 
UHW
 
UHX
 
UHY
 
UHZ

UIA
 
UIB
 
UIC
 
UID
 
UIE
 
UIF
 
UIG
 
UIH
 
UII
 
UIJ
 
UIK
 
UIL
 
UIM
 
UIN
 
UIO
 
UIP
 
UIQ
 
UIR
 
UIS
 
UIT
 
UIU
 
UIV
 
UIW
 
UIX
 
UIY
 
UIZ

UJA
 
UJB
 
UJC
 
UJD
 
UJE
 
UJF
 
UJG
 
UJH
 
UJI
 
UJJ
 
UJK
 
UJL
 
UJM
 
UJN
 
UJO
 
UJP
 
UJQ
 
UJR
 
UJS
 
UJT
 
UJU
 
UJV
 
UJW
 
UJX
 
UJY
 
UJZ

UKA
 
UKB
 
UKC
 
UKD
 
UKE
 
UKF
 
UKG
 
UKH
 
UKI
 
UKJ
 
UKK
 
UKL
 
UKM
 
UKN
 
UKO
 
UKP
 
UKQ
 
UKR
 
UKS
 
UKT
 
UKU
 
UKV
 
UKW
 
UKX
 
UKY
 
UKZ

ULA
 
ULB
 
ULC
 
ULD
 
ULE
 
ULF
 
ULG
 
ULH
 
ULI
 
ULJ
 
ULK
 
ULL
 
ULM
 
ULN
 
ULO
 
ULP
 
ULQ
 
ULR
 
ULS
 
ULT
 
ULU
 
ULV
 
ULW
 
ULX
 
ULY
 
ULZ

UMA
 
UMB
 
UMC
 
UMD
 
UME
 
UMF
 
UMG
 
UMH
 
UMI
 
UMJ
 
UMK
 
UML
 
UMM
 
UMN
 
UMO
 
UMP
 
UMQ
 
UMR
 
UMS
 
UMT
 
UMU
 
UMV
 
UMW
 
UMX
 
UMY
 
UMZ

UNA
 
UNB
 
UNC
 
UND
 
UNE
 
UNF
 
UNG
 
UNH
 
UNI
 
UNJ
 
UNK
 
UNL
 
UNM
 
UNN
 
UNO
 
UNP
 
UNQ
 
UNR
 
UNS
 
UNT
 
UNU
 
UNV
 
UNW
 
UNX
 
UNY
 
UNZ

UOA
 
UOB
 
UOC
 
UOD
 
UOE
 
UOF
 
UOG
 
UOH
 
UOI
 
UOJ
 
UOK
 
UOL
 
UOM
 
UON
 
UOO
 
UOP
 
UOQ
 
UOR
 
UOS
 
UOT
 
UOU
 
UOV
 
UOW
 
UOX
 
UOY
 
UOZ

UPA
 
UPB
 
UPC
 
UPD
 
UPE
 
UPF
 
UPG
 
UPH
 
UPI
 
UPJ
 
UPK
 
UPL
 
UPM
 
UPN
 
UPO
 
UPP
 
UPQ
 
UPR
 
UPS
 
UPT
 
UPU
 
UPV
 
UPW
 
UPX
 
UPY
 
UPZ

UQA
 
UQB
 
UQC
 
UQD
 
UQE
 
UQF
 
UQG
 
UQH
 
UQI
 
UQJ
 
UQK
 
UQL
 
UQM
 
UQN
 
UQO
 
UQP
 
UQQ
 
UQR
 
UQS
 
UQT
 
UQU
 
UQV
 
UQW
 
UQX
 
UQY
 
UQZ

URA
 
URB
 
URC
 
URD
 
URE
 
URF
 
URG
 
URH
 
URI
 
URJ
 
URK
 
URL
 
URM
 
URN
 
URO
 
URP
 
URQ
 
URR
 
URS
 
URT
 
URU
 
URV
 
URW
 
URX
 
URY
 
URZ

EUA
 
USB
 
USC
 
USD
 
USE
 
USF
 
USG
 
USH
 
USI
 
USJ
 
USK
 
USL
 
USM
 
USN
 
USO
 
USP
 
USQ
 
USR
 
USS
 
UST
 
USU
 
USV
 
USW
 
USX
 
USY
 
USZ

UTA
 
UTB
 
UTC
 
UTD
 
UTE
 
UTF
 
UTG
 
UTH
 
UTI
 
UTJ
 
UTK
 
UTL
 
UTM
 
UTN
 
UTO
 
UTP
 
UTQ
 
UTR
 
UTS
 
UTT
 
UTU
 
UTV
 
UTW
 
UTX
 
UTY
 
UTZ

UUA
 
UUB
 
UUC
 
UUD
 
UUE
 
UUF
 
UUG
 
UUH
 
UUI
 
UUJ
 
UUK
 
UUL
 
UUM
 
UUN
 
UUO
 
UUP
 
UUQ
 
UUR
 
UUS
 
UUT
 
UUU
 
UUV
 
UUW
 
UUX
 
UUY
 
UUZ

UVA
 
UVB
 
UVC
 
UVD
 
UVE
 
UVF
 
UVG
 
UVH
 
UVI
 
UVJ
 
UVK
 
UVL
 
UVM
 
UVN
 
UVO
 
UVP
 
UVQ
 
UVR
 
UVS
 
UVT
 
UVU
 
UVV
 
UVW
 
UVX
 
UVY
 
UVZ

UWA
 
UWB
 
UWC
 
UWD
 
UWE
 
UWF
 
UWG
 
UWH
 
UWI
 
UWJ
 
UWK
 
UWL
 
UWM
 
UWN
 
UWO
 
UWP
 
UWQ
 
UWR
 
UWS
 
UWT
 
UWU
 
UWV
 
UWW
 
UWX
 
UWY
 
UWZ

UXA
 
UXB
 
UXC
 
UXD
 
UXE
 
UXF
 
UXG
 
UXH
 
UXI
 
UXJ
 
UXK
 
UXL
 
UXM
 
UXN
 
UXO
 
UXP
 
UXQ
 
UXR
 
UXS
 
UXT
 
UXU
 
UXV
 
UXW
 
UXX
 
UXY
 
UXZ

UYA
 
UYB
 
UYC
 
UYD
 
UYE
 
UYF
 
UYG
 
UYH
 
UYI
 
UYJ
 
UYK
 
UYL
 
UYM
 
UYN
 
UYO
 
UYP
 
UYQ
 
UYR
 
UYS
 
UYT
 
UYU
 
UYV
 
UYW
 
UYX
 
UYY
 
UYZ

UZA
 
UZB
 
UZC
 
UZD
 
UZE
 
UZF
 
UZG
 
UZH
 
UZI
 
UZJ
 
UZK
 
UZL
 
UZM
 
UZN
 
UZO
 
UZP
 
UZQ
 
UZR
 
UZS
 
UZT
 
UZU
 
UZV
 
UZW
 
UZX
 
UZY
 
UZZ
```

## V
```
VAA
 
VAB
 
VAC
 
VAD
 
VAE
 
VAF
 
VAG
 
VAH
 
VAI
 
VAJ
 
VAK
 
VAL
 
VAM
 
VAN
 
VAO
 
VAP
 
VAQ
 
VAR
 
VAS
 
VAT
 
VAU
 
VAV
 
VAW
 
VAX
 
VAY
 
VAZ

VBA
 
VBB
 
VBC
 
VBD
 
VBE
 
VBF
 
VBG
 
VBH
 
VBI
 
VBJ
 
VBK
 
VBL
 
VBM
 
VBN
 
VBO
 
VBP
 
VBQ
 
VBR
 
VBS
 
VBT
 
VBU
 
VBV
 
VBW
 
VBX
 
VBY
 
VBZ

VCA
 
VCB
 
VCC
 
VCD
 
VCE
 
VCF
 
VCG
 
VCH
 
VCI
 
VCJ
 
VCK
 
VCL
 
VCM
 
VCN
 
VCO
 
VCP
 
VCQ
 
VCR
 
VCS
 
VCT
 
VCU
 
VCV
 
VCW
 
VCX
 
VCY
 
VCZ

VDA
 
VDB
 
VDC
 
VDD
 
VDE
 
VDF
 
VDG
 
VDH
 
VDI
 
VDJ
 
VDK
 
VDL
 
VDM
 
VDN
 
VDO
 
VDP
 
VDQ
 
VDR
 
VDS
 
VDT
 
VDU
 
VDV
 
VDW
 
VDX
 
VDY
 
VDZ

VEA
 
VEB
 
VEC
 
VED
 
VEE
 
VEF
 
VEG
 
VEH
 
VEI
 
VEJ
 
VEK
 
VEL
 
VEM
 
VEN
 
VEO
 
VEP
 
VEQ
 
VER
 
VES
 
VET
 
VEU
 
VEV
 
VEW
 
VEX
 
VEY
 
VEZ

VFA
 
VFB
 
VFC
 
VFD
 
VFE
 
VFF
 
VFG
 
VFH
 
VFI
 
VFJ
 
VFK
 
VFL
 
VFM
 
VFN
 
VFO
 
VFP
 
VFQ
 
VFR
 
VFS
 
VFT
 
VFU
 
VFV
 
VFW
 
VFX
 
VFY
 
VFZ

VGA
 
VGB
 
VGC
 
VGD
 
VGE
 
VGF
 
VGG
 
VGH
 
VGI
 
VGJ
 
VGK
 
VGL
 
VGM
 
VGN
 
VGO
 
VGP
 
VGQ
 
VGR
 
VGS
 
VGT
 
VGU
 
VGV
 
VGW
 
VGX
 
VGY
 
VGZ

VHA
 
VHB
 
VHC
 
VHD
 
VHE
 
VHF
 
VHG
 
VHH
 
VHI
 
VHJ
 
VHK
 
VHL
 
VHM
 
VHN
 
VHO
 
VHP
 
VHQ
 
VHR
 
VHS
 
VHT
 
VHU
 
VHV
 
VHW
 
VHX
 
VHY
 
VHZ

VIA
 
VIB
 
VIC
 
VID
 
VIE
 
VIF
 
VIG
 
VIH
 
VII
 
VIJ
 
VIK
 
VIL
 
VIM
 
VIN
 
VIO
 
VIP
 
VIQ
 
VIR
 
VIS
 
VIT
 
VIU
 
VIV
 
VIW
 
VIX
 
VIY
 
VIZ

VJA
 
VJB
 
VJC
 
VJD
 
VJE
 
VJF
 
VJG
 
VJH
 
VJI
 
VJJ
 
VJK
 
VJL
 
VJM
 
VJN
 
VJO
 
VJP
 
VJQ
 
VJR
 
VJS
 
VJT
 
VJU
 
VJV
 
VJW
 
VJX
 
VJY
 
VJZ

VKA
 
VKB
 
VKC
 
VKD
 
VKE
 
VKF
 
VKG
 
VKH
 
VKI
 
VKJ
 
VKK
 
VKL
 
VKM
 
VKN
 
VKO
 
VKP
 
VKQ
 
VKR
 
VKS
 
VKT
 
VKU
 
VKV
 
VKW
 
VKX
 
VKY
 
VKZ

VLA
 
VLB
 
VLC
 
VLD
 
VLE
 
VLF
 
VLG
 
VLH
 
VLI
 
VLJ
 
VLK
 
VLL
 
VLM
 
VLN
 
VLO
 
VLP
 
VLQ
 
VLR
 
VLS
 
VLT
 
VLU
 
VLV
 
VLW
 
VLX
 
VLY
 
VLZ

VMA
 
VMB
 
VMC
 
VMD
 
VME
 
VMF
 
VMG
 
VMH
 
VMI
 
VMJ
 
VMK
 
VML
 
VMM
 
VMN
 
VMO
 
VMP
 
VMQ
 
VMR
 
VMS
 
VMT
 
VMU
 
VMV
 
VMW
 
VMX
 
VMY
 
VMZ

VNA
 
VNB
 
VNC
 
VND
 
VNE
 
VNF
 
VNG
 
VNH
 
VNI
 
VNJ
 
VNK
 
VNL
 
VNM
 
VNN
 
VNO
 
VNP
 
VNQ
 
VNR
 
VNS
 
VNT
 
VNU
 
VNV
 
VNW
 
VNX
 
VNY
 
VNZ

VOA
 
VOB
 
VOC
 
VOD
 
VOE
 
VOF
 
VOG
 
VOH
 
VOI
 
VOJ
 
VOK
 
VOL
 
VOM
 
VON
 
VOO
 
VOP
 
VOQ
 
VOR
 
VOS
 
VOT
 
VOU
 
VOV
 
VOW
 
VOX
 
VOY
 
VOZ

VPA
 
VPB
 
VPC
 
VPD
 
VPE
 
VPF
 
VPG
 
VPH
 
VPI
 
VPJ
 
VPK
 
VPL
 
VPM
 
VPN
 
VPO
 
VPP
 
VPQ
 
VPR
 
VPS
 
VPT
 
VPU
 
VPV
 
VPW
 
VPX
 
VPY
 
VPZ

VQA
 
VQB
 
VQC
 
VQD
 
VQE
 
VQF
 
VQG
 
VQH
 
VQI
 
VQJ
 
VQK
 
VQL
 
VQM
 
VQN
 
VQO
 
VQP
 
VQQ
 
VQR
 
VQS
 
VQT
 
VQU
 
VQV
 
VQW
 
VQX
 
VQY
 
VQZ

VRA
 
VRB
 
VRC
 
VRD
 
VRE
 
VRF
 
VRG
 
VRH
 
VRI
 
VRJ
 
VRK
 
VRL
 
VRM
 
VRN
 
VRO
 
VRP
 
VRQ
 
VRR
 
VRS
 
VRT
 
VRU
 
VRV
 
VRW
 
VRX
 
VRY
 
VRZ

VSA
 
VSB
 
VSC
 
VSD
 
VSE
 
VSF
 
VSG
 
VSH
 
VSI
 
VSJ
 
VSK
 
VSL
 
VSM
 
VSN
 
VSO
 
VSP
 
VSQ
 
VSR
 
VSS
 
VST
 
VSU
 
VSV
 
VSW
 
VSX
 
VSY
 
VSZ

VTA
 
VTB
 
VTC
 
VTD
 
VTE
 
VTF
 
VTG
 
VTH
 
VTI
 
VTJ
 
VTK
 
VTL
 
VTM
 
VTN
 
VTO
 
VTP
 
VTQ
 
VTR
 
VTS
 
VTT
 
VTU
 
VTV
 
VTW
 
VTX
 
VTY
 
VTZ

VUA
 
VUB
 
VUC
 
VUD
 
VUE
 
VUF
 
VUG
 
VUH
 
VUI
 
VUJ
 
VUK
 
VUL
 
VUM
 
VUN
 
VUO
 
VUP
 
VUQ
 
VUR
 
VUS
 
VUT
 
VUU
 
VUV
 
VUW
 
VUX
 
VUY
 
VUZ

VVA
 
VVB
 
VVC
 
VVD
 
VVE
 
VVF
 
VVG
 
VVH
 
VVI
 
VVJ
 
VVK
 
VVL
 
VVM
 
VVN
 
VVO
 
VVP
 
VVQ
 
VVR
 
VVS
 
VVT
 
VVU
 
VVV
 
VVW
 
VVX
 
VVY
 
VVZ

VWA
 
VWB
 
VWC
 
VWD
 
VWE
 
VWF
 
VWG
 
VWH
 
VWI
 
VWJ
 
VWK
 
VWL
 
VWM
 
VWN
 
VWO
 
VWP
 
VWQ
 
VWR
 
VWS
 
VWT
 
VWU
 
VWV
 
VWW
 
VWX
 
VWY
 
VWZ

VXA
 
VXB
 
VXC
 
VXD
 
VXE
 
VXF
 
VXG
 
VXH
 
VXI
 
VXJ
 
VXK
 
VXL
 
VXM
 
VXN
 
VXO
 
VXP
 
VXQ
 
VXR
 
VXS
 
VXT
 
VXU
 
VXV
 
VXW
 
VXX
 
VXY
 
VXZ

VYA
 
VYB
 
VYC
 
VYD
 
VYE
 
VYF
 
VYG
 
VYH
 
VYI
 
VYJ
 
VYK
 
VYL
 
VYM
 
VYN
 
VYO
 
VYP
 
VYQ
 
VYR
 
VYS
 
VYT
 
VYU
 
VYV
 
VYW
 
VYX
 
VYY
 
VYZ

VZA
 
VZB
 
VZC
 
VZD
 
VZE
 
VZF
 
VZG
 
VZH
 
VZI
 
VZJ
 
VZK
 
VZL
 
VZM
 
VZN
 
VZO
 
VZP
 
VZQ
 
VZR
 
VZS
 
VZT
 
VZU
 
VZV
 
VZW
 
VZX
 
VZY
 
VZZ
```

## W
```
WAA
 
WAB
 
WAC
 
WAD
 
WAE
 
WAF
 
WAG
 
WAH
 
WAI
 
WAJ
 
WAK
 
WAL
 
WAM
 
WAN
 
WAO
 
WAP
 
WAQ
 
WAR
 
WAS
 
WAT
 
WAU
 
WAV
 
WAW
 
WAX
 
WAY
 
WAZ

WBA
 
WBB
 
WBC
 
WBD
 
WBE
 
WBF
 
WBG
 
WBH
 
WBI
 
WBJ
 
WBK
 
WBL
 
WBM
 
WBN
 
WBO
 
WBP
 
WBQ
 
WBR
 
WBS
 
WBT
 
WBU
 
WBV
 
WBW
 
WBX
 
WBY
 
WBZ

WCA
 
WCB
 
WCC
 
WCD
 
WCE
 
WCF
 
WCG
 
WCH
 
WCI
 
WCJ
 
WCK
 
WCL
 
WCM
 
WCN
 
WCO
 
WCP
 
WCQ
 
WCR
 
WCS
 
WCT
 
WCU
 
WCV
 
WCW
 
WCX
 
WCY
 
WCZ

WDA
 
WDB
 
WDC
 
WDD
 
WDE
 
WDF
 
WDG
 
WDH
 
WDI
 
WDJ
 
WDK
 
WDL
 
WDM
 
WDN
 
WDO
 
WDP
 
WDQ
 
WDR
 
WDS
 
WDT
 
WDU
 
WDV
 
WDW
 
WDX
 
WDY
 
WDZ

WEA
 
WEB
 
WEC
 
WED
 
WEE
 
WEF
 
WEG
 
WEH
 
WEI
 
WEJ
 
WEK
 
WEL
 
WEM
 
WEN
 
WEO
 
WEP
 
WEQ
 
WER
 
WES
 
WET
 
WEU
 
WEV
 
WEW
 
WEX
 
WEY
 
WEZ

WFA
 
WFB
 
WFC
 
WFD
 
WFE
 
WFF
 
WFG
 
WFH
 
WFI
 
WFJ
 
WFK
 
WFL
 
WFM
 
WFN
 
WFO
 
WFP
 
WFQ
 
WFR
 
WFS
 
WFT
 
WFU
 
WFV
 
WFW
 
WFX
 
WFY
 
WFZ

WGA
 
WGB
 
WGC
 
WGD
 
WGE
 
WGF
 
WGG
 
WGH
 
WGI
 
WGJ
 
WGK
 
WGL
 
WGM
 
WGN
 
WGO
 
WGP
 
WGQ
 
WGR
 
WGS
 
WGT
 
WGU
 
WGV
 
WGW
 
WGX
 
WGY
 
WGZ

WHA
 
WHB
 
WHC
 
WHD
 
WHE
 
WHF
 
WHG
 
WHH
 
WHI
 
WHJ
 
WHK
 
WHL
 
WHM
 
WHN
 
WHO
 
WHP
 
WHQ
 
WHR
 
WHS
 
WHT
 
WHU
 
WHV
 
WHW
 
WHX
 
WHY
 
WHZ

WIA
 
WIB
 
WIC
 
WID
 
WIE
 
WIF
 
WIG
 
WIH
 
WII
 
WIJ
 
WIK
 
WIL
 
WIM
 
WIN
 
WIO
 
WIP
 
WIQ
 
WIR
 
WIS
 
WIT
 
WIU
 
WIV
 
WIW
 
WIX
 
WIY
 
WIZ

WJA
 
WJB
 
WJC
 
WJD
 
WJE
 
WJF
 
WJG
 
WJH
 
WJI
 
WJJ
 
WJK
 
WJL
 
WJM
 
WJN
 
WJO
 
WJP
 
WJQ
 
WJR
 
WJS
 
WJT
 
WJU
 
WJV
 
WJW
 
WJX
 
WJY
 
WJZ

WKA
 
WKB
 
WKC
 
WKD
 
WKE
 
WKF
 
WKG
 
WKH
 
WKI
 
WKJ
 
WKK
 
WKL
 
WKM
 
WKN
 
WKO
 
WKP
 
WKQ
 
WKR
 
WKS
 
WKT
 
WKU
 
WKV
 
WKW
 
WKX
 
WKY
 
WKZ

WLA
 
WLB
 
WLC
 
WLD
 
WLE
 
WLF
 
WLG
 
WLH
 
WLI
 
WLJ
 
WLK
 
WLL
 
WLM
 
WLN
 
WLO
 
WLP
 
WLQ
 
WLR
 
WLS
 
WLT
 
WLU
 
WLV
 
WLW
 
WLX
 
WLY
 
WLZ

WMA
 
WMB
 
WMC
 
WMD
 
WME
 
WMF
 
WMG
 
WMH
 
WMI
 
WMJ
 
WMK
 
WML
 
WMM
 
WMN
 
WMO
 
WMP
 
WMQ
 
WMR
 
WMS
 
WMT
 
WMU
 
WMV
 
WMW
 
WMX
 
WMY
 
WMZ

WNA
 
WNB
 
WNC
 
WND
 
WNE
 
WNF
 
WNG
 
WNH
 
WNI
 
WNJ
 
WNK
 
WNL
 
WNM
 
WNN
 
WNO
 
WNP
 
WNQ
 
WNR
 
WNS
 
WNT
 
WNU
 
WNV
 
WNW
 
WNX
 
WNY
 
WNZ

WOA
 
WOB
 
WOC
 
WOD
 
WOE
 
WOF
 
WOG
 
WOH
 
WOI
 
WOJ
 
WOK
 
WOL
 
WOM
 
WON
 
WOO
 
WOP
 
WOQ
 
WOR
 
WOS
 
WOT
 
WOU
 
WOV
 
WOW
 
WOX
 
WOY
 
WOZ

WPA
 
WPB
 
WPC
 
WPD
 
WPE
 
WPF
 
WPG
 
WPH
 
WPI
 
WPJ
 
WPK
 
WPL
 
WPM
 
WPN
 
WPO
 
WPP
 
WPQ
 
WPR
 
WPS
 
WPT
 
WPU
 
WPV
 
WPW
 
WPX
 
WPY
 
WPZ

WQA
 
WQB
 
WQC
 
WQD
 
WQE
 
WQF
 
WQG
 
WQH
 
WQI
 
WQJ
 
WQK
 
WQL
 
WQM
 
WQN
 
WQO
 
WQP
 
WQQ
 
WQR
 
WQS
 
WQT
 
WQU
 
WQV
 
WQW
 
WQX
 
WQY
 
WQZ

WRA
 
WRB
 
WRC
 
WRD
 
WRE
 
WRF
 
WRG
 
WRH
 
WRI
 
WRJ
 
WRK
 
WRL
 
WRM
 
WRN
 
WRO
 
WRP
 
WRQ
 
WRR
 
WRS
 
WRT
 
WRU
 
WRV
 
WRW
 
WRX
 
WRY
 
WRZ

WSA
 
WSB
 
WSC
 
WSD
 
WSE
 
WSF
 
WSG
 
WSH
 
WSI
 
WSJ
 
WSK
 
WSL
 
WSM
 
WSN
 
WSO
 
WSP
 
WSQ
 
WSR
 
WSS
 
WST
 
WSU
 
WSV
 
WSW
 
WSX
 
WSY
 
WSZ

WTA
 
WTB
 
WTC
 
WTD
 
WTE
 
WTF
 
WTG
 
WTH
 
WTI
 
WTJ
 
WTK
 
WTL
 
WTM
 
WTN
 
WTO
 
WTP
 
WTQ
 
WTR
 
WTS
 
WTT
 
WTU
 
WTV
 
WTW
 
WTX
 
WTY
 
WTZ

WUA
 
WUB
 
WUC
 
WUD
 
WUE
 
WUF
 
WUG
 
WUH
 
WUI
 
WUJ
 
WUK
 
WUL
 
WUM
 
WUN
 
WUO
 
WUP
 
WUQ
 
WUR
 
WUS
 
WUT
 
WUU
 
WUV
 
WUW
 
WUX
 
WUY
 
WUZ

WVA
 
WVB
 
WVC
 
WVD
 
WVE
 
WVF
 
WVG
 
WVH
 
WVI
 
WVJ
 
WVK
 
WVL
 
WVM
 
WVN
 
WVO
 
WVP
 
WVQ
 
WVR
 
WVS
 
WVT
 
WVU
 
WVV
 
WVW
 
WVX
 
WVY
 
WVZ

WWA
 
WWB
 
WWC
 
WWD
 
WWE
 
WWF
 
WWG
 
WWH
 
WWI
 
WWJ
 
WWK
 
WWL
 
WWM
 
WWN
 
WWO
 
WWP
 
WWQ
 
WWR
 
WWS
 
WWT
 
WWU
 
WWV
 
WWW
 
WWX
 
WWY
 
WWZ

WXA
 
WXB
 
WXC
 
WXD
 
WXE
 
WXF
 
WXG
 
WXH
 
WXI
 
WXJ
 
WXK
 
WXL
 
WXM
 
WXN
 
WXO
 
WXP
 
WXQ
 
WXR
 
WXS
 
WXT
 
WXU
 
WXV
 
WXW
 
WXX
 
WXY
 
WXZ

WYA
 
WYB
 
WYC
 
WYD
 
WYE
 
WYF
 
WYG
 
WYH
 
WYI
 
WYJ
 
WYK
 
WYL
 
WYM
 
WYN
 
WYO
 
WYP
 
WYQ
 
WYR
 
WYS
 
WYT
 
WYU
 
WYV
 
WYW
 
WYX
 
WYY
 
WYZ

WZA
 
WZB
 
WZC
 
WZD
 
WZE
 
WZF
 
WZG
 
WZH
 
WZI
 
WZJ
 
WZK
 
WZL
 
WZM
 
WZN
 
WZO
 
WZP
 
WZQ
 
WZR
 
WZS
 
WZT
 
WZU
 
WZV
 
WZW
 
WZX
 
WZY
 
WZZ
```

## X
```
XAA
 
XAB
 
XAC
 
XAD
 
XAE
 
XAF
 
XAG
 
XAH
 
XAI
 
XAJ
 
XAK
 
XAL
 
XAM
 
XAN
 
XAO
 
XAP
 
XAQ
 
XAR
 
XAS
 
XAT
 
XAU
 
XAV
 
XAW
 
XAX
 
XAY
 
XAZ

XBA
 
XBB
 
XBC
 
XBD
 
XBE
 
XBF
 
XBG
 
XBH
 
XBI
 
XBJ
 
XBK
 
XBL
 
XBM
 
XBN
 
XBO
 
XBP
 
XBQ
 
XBR
 
XBS
 
XBT
 
XBU
 
XBV
 
XBW
 
XBX
 
XBY
 
XBZ

XCA
 
XCB
 
XCC
 
XCD
 
XCE
 
XCF
 
XCG
 
XCH
 
XCI
 
XCJ
 
XCK
 
XCL
 
XCM
 
XCN
 
XCO
 
XCP
 
XCQ
 
XCR
 
XCS
 
XCT
 
XCU
 
XCV
 
XCW
 
XCX
 
XCY
 
XCZ

XDA
 
XDB
 
XDC
 
XDD
 
XDE
 
XDF
 
XDG
 
XDH
 
XDI
 
XDJ
 
XDK
 
XDL
 
XDM
 
XDN
 
XDO
 
XDP
 
XDQ
 
XDR
 
XDS
 
XDT
 
XDU
 
XDV
 
XDW
 
XDX
 
XDY
 
XDZ

XEA
 
XEB
 
XEC
 
XED
 
XEE
 
XEF
 
XEG
 
XEH
 
XEI
 
XEJ
 
XEK
 
XEL
 
XEM
 
XEN
 
XEO
 
XEP
 
XEQ
 
XER
 
XES
 
XET
 
XEU
 
XEV
 
XEW
 
XEX
 
XEY
 
XEZ

XFA
 
XFB
 
XFC
 
XFD
 
XFE
 
XFF
 
XFG
 
XFH
 
XFI
 
XFJ
 
XFK
 
XFL
 
XFM
 
XFN
 
XFO
 
XFP
 
XFQ
 
XFR
 
XFS
 
XFT
 
XFU
 
XFV
 
XFW
 
XFX
 
XFY
 
XFZ

XGA
 
XGB
 
XGC
 
XGD
 
XGE
 
XGF
 
XGG
 
XGH
 
XGI
 
XGJ
 
XGK
 
XGL
 
XGM
 
XGN
 
XGO
 
XGP
 
XGQ
 
XGR
 
XGS
 
XGT
 
XGU
 
XGV
 
XGW
 
XGX
 
XGY
 
XGZ

XHA
 
XHB
 
XHC
 
XHD
 
XHE
 
XHF
 
XHG
 
XHH
 
XHI
 
XHJ
 
XHK
 
XHL
 
XHM
 
XHN
 
XHO
 
XHP
 
XHQ
 
XHR
 
XHS
 
XHT
 
XHU
 
XHV
 
XHW
 
XHX
 
XHY
 
XHZ

XIA
 
XIB
 
XIC
 
XID
 
XIE
 
XIF
 
XIG
 
XIH
 
XII
 
XIJ
 
XIK
 
XIL
 
XIM
 
XIN
 
XIO
 
XIP
 
XIQ
 
XIR
 
XIS
 
XIT
 
XIU
 
XIV
 
XIW
 
XIX
 
XIY
 
XIZ

XJA
 
XJB
 
XJC
 
XJD
 
XJE
 
XJF
 
XJG
 
XJH
 
XJI
 
XJJ
 
XJK
 
XJL
 
XJM
 
XJN
 
XJO
 
XJP
 
XJQ
 
XJR
 
XJS
 
XJT
 
XJU
 
XJV
 
XJW
 
XJX
 
XJY
 
XJZ

XKA
 
XKB
 
XKC
 
XKD
 
XKE
 
XKF
 
XKG
 
XKH
 
XKI
 
XKJ
 
XKK
 
XKL
 
XKM
 
XKN
 
XKO
 
XKP
 
XKQ
 
XKR
 
XKS
 
XKT
 
XKU
 
XKV
 
XKW
 
XKX
 
XKY
 
XKZ

XLA
 
XLB
 
XLC
 
XLD
 
XLE
 
XLF
 
XLG
 
XLH
 
XLI
 
XLJ
 
XLK
 
XLL
 
XLM
 
XLN
 
XLO
 
XLP
 
XLQ
 
XLR
 
XLS
 
XLT
 
XLU
 
XLV
 
XLW
 
XLX
 
XLY
 
XLZ

XMA
 
XMB
 
XMC
 
XMD
 
XME
 
XMF
 
XMG
 
XMH
 
XMI
 
XMJ
 
XMK
 
XML
 
XMM
 
XMN
 
XMO
 
XMP
 
XMQ
 
XMR
 
XMS
 
XMT
 
XMU
 
XMV
 
XMW
 
XMX
 
XMY
 
XMZ

XNA
 
XNB
 
XNC
 
XND
 
XNE
 
XNF
 
XNG
 
XNH
 
XNI
 
XNJ
 
XNK
 
XNL
 
XNM
 
XNN
 
XNO
 
XNP
 
XNQ
 
XNR
 
XNS
 
XNT
 
XNU
 
XNV
 
XNW
 
XNX
 
XNY
 
XNZ

XOA
 
XOB
 
XOC
 
XOD
 
XOE
 
XOF
 
XOG
 
XOH
 
XOI
 
XOJ
 
XOK
 
XOL
 
XOM
 
XON
 
XOO
 
XOP
 
XOQ
 
XOR
 
XOS
 
XOT
 
XOU
 
XOV
 
XOW
 
XOX
 
XOY
 
XOZ

XPA
 
XPB
 
XPC
 
XPD
 
XPE
 
XPF
 
XPG
 
XPH
 
XPI
 
XPJ
 
XPK
 
XPL
 
XPM
 
XPN
 
XPO
 
XPP
 
XPQ
 
XPR
 
XPS
 
XPT
 
XPU
 
XPV
 
XPW
 
XPX
 
XPY
 
XPZ

XQA
 
XQB
 
XQC
 
XQD
 
XQE
 
XQF
 
XQG
 
XQH
 
XQI
 
XQJ
 
XQK
 
XQL
 
XQM
 
XQN
 
XQO
 
XQP
 
XQQ
 
XQR
 
XQS
 
XQT
 
XQU
 
XQV
 
XQW
 
XQX
 
XQY
 
XQZ

XRA
 
XRB
 
XRC
 
XRD
 
XRE
 
XRF
 
XRG
 
XRH
 
XRI
 
XRJ
 
XRK
 
XRL
 
XRM
 
XRN
 
XRO
 
XRP
 
XRQ
 
XRR
 
XRS
 
XRT
 
XRU
 
XRV
 
XRW
 
XRX
 
XRY
 
XRZ

XSA
 
XSB
 
XSC
 
XSD
 
XSE
 
XSF
 
XSG
 
XSH
 
XSI
 
XSJ
 
XSK
 
XSL
 
XSM
 
XSN
 
XSO
 
XSP
 
XSQ
 
XSR
 
XSS
 
XST
 
XSU
 
XSV
 
XSW
 
XSX
 
XSY
 
XSZ

XTA
 
XTB
 
XTC
 
XTD
 
XTE
 
XTF
 
XTG
 
XTH
 
XTI
 
XTJ
 
XTK
 
XTL
 
XTM
 
XTN
 
XTO
 
XTP
 
XTQ
 
XTR
 
XTS
 
XTT
 
XTU
 
XTV
 
XTW
 
XTX
 
XTY
 
XTZ

XUA
 
XUB
 
XUC
 
XUD
 
XUE
 
XUF
 
XUG
 
XUH
 
XUI
 
XUJ
 
XUK
 
XUL
 
XUM
 
XUN
 
XUO
 
XUP
 
XUQ
 
XUR
 
XUS
 
XUT
 
XUU
 
XUV
 
XUW
 
XUX
 
XUY
 
XUZ

XVA
 
XVB
 
XVC
 
XVD
 
XVE
 
XVF
 
XVG
 
XVH
 
XVI
 
XVJ
 
XVK
 
XVL
 
XVM
 
XVN
 
XVO
 
XVP
 
XVQ
 
XVR
 
XVS
 
XVT
 
XVU
 
XVV
 
XVW
 
XVX
 
XVY
 
XVZ

XWA
 
XWB
 
XWC
 
XWD
 
XWE
 
XWF
 
XWG
 
XWH
 
XWI
 
XWJ
 
XWK
 
XWL
 
XWM
 
XWN
 
XWO
 
XWP
 
XWQ
 
XWR
 
XWS
 
XWT
 
XWU
 
XWV
 
XWW
 
XWX
 
XWY
 
XWZ

XXA
 
XXB
 
XXC
 
XXD
 
XXE
 
XXF
 
XXG
 
XXH
 
XXI
 
XXJ
 
XXK
 
XXL
 
XXM
 
XXN
 
XXO
 
XXP
 
XXQ
 
XXR
 
XXS
 
XXT
 
XXU
 
XXV
 
XXW
 
XXX
 
XXY
 
XXZ

XYA
 
XYB
 
XYC
 
XYD
 
XYE
 
XYF
 
XYG
 
XYH
 
XYI
 
XYJ
 
XYK
 
XYL
 
XYM
 
XYN
 
XYO
 
XYP
 
XYQ
 
XYR
 
XYS
 
XYT
 
XYU
 
XYV
 
XYW
 
XYX
 
XYY
 
XYZ

XZA
 
XZB
 
XZC
 
XZD
 
XZE
 
XZF
 
XZG
 
XZH
 
XZI
 
XZJ
 
XZK
 
XZL
 
XZM
 
XZN
 
XZO
 
XZP
 
XZQ
 
XZR
 
XZS
 
XZT
 
XZU
 
XZV
 
XZW
 
XZX
 
XZY
 
XZZ
```

## Y
```
YAA
 
YAB
 
YAC
 
YAD
 
YAE
 
YAF
 
YAG
 
YAH
 
YAI
 
YAJ
 
YAK
 
YAL
 
YAM
 
YAN
 
YAO
 
YAP
 
YAQ
 
YAR
 
YAS
 
YAT
 
YAU
 
YAV
 
YAW
 
YAX
 
YAY
 
YAZ

YBA
 
YBB
 
YBC
 
YBD
 
YBE
 
YBF
 
YBG
 
YBH
 
YBI
 
YBJ
 
YBK
 
YBL
 
YBM
 
YBN
 
YBO
 
YBP
 
YBQ
 
YBR
 
YBS
 
YBT
 
YBU
 
YBV
 
YBW
 
YBX
 
YBY
 
YBZ

YCA
 
YCB
 
YCC
 
YCD
 
YCE
 
YCF
 
YCG
 
YCH
 
YCI
 
YCJ
 
YCK
 
YCL
 
YCM
 
YCN
 
YCO
 
YCP
 
YCQ
 
YCR
 
YCS
 
YCT
 
YCU
 
YCV
 
YCW
 
YCX
 
YCY
 
YCZ

YDA
 
YDB
 
YDC
 
YDD
 
YDE
 
YDF
 
YDG
 
YDH
 
YDI
 
YDJ
 
YDK
 
YDL
 
YDM
 
YDN
 
YDO
 
YDP
 
YDQ
 
YDR
 
YDS
 
YDT
 
YDU
 
YDV
 
YDW
 
YDX
 
YDY
 
YDZ

YEA
 
YEB
 
YEC
 
YED
 
YEE
 
YEF
 
YEG
 
YEH
 
YEI
 
YEJ
 
YEK
 
YEL
 
YEM
 
YEN
 
YEO
 
YEP
 
YEQ
 
YER
 
YES
 
YET
 
YEU
 
YEV
 
YEW
 
YEX
 
YEY
 
YEZ

YFA
 
YFB
 
YFC
 
YFD
 
YFE
 
YFF
 
YFG
 
YFH
 
YFI
 
YFJ
 
YFK
 
YFL
 
YFM
 
YFN
 
YFO
 
YFP
 
YFQ
 
YFR
 
YFS
 
YFT
 
YFU
 
YFV
 
YFW
 
YFX
 
YFY
 
YFZ

YGA
 
YGB
 
YGC
 
YGD
 
YGE
 
YGF
 
YGG
 
YGH
 
YGI
 
YGJ
 
YGK
 
YGL
 
YGM
 
YGN
 
YGO
 
YGP
 
YGQ
 
YGR
 
YGS
 
YGT
 
YGU
 
YGV
 
YGW
 
YGX
 
YGY
 
YGZ

YHA
 
YHB
 
YHC
 
YHD
 
YHE
 
YHF
 
YHG
 
YHH
 
YHI
 
YHJ
 
YHK
 
YHL
 
YHM
 
YHN
 
YHO
 
YHP
 
YHQ
 
YHR
 
YHS
 
YHT
 
YHU
 
YHV
 
YHW
 
YHX
 
YHY
 
YHZ

YIA
 
YIB
 
YIC
 
YID
 
YIE
 
YIF
 
YIG
 
YIH
 
YII
 
YIJ
 
YIK
 
YIL
 
YIM
 
YIN
 
YIO
 
YIP
 
YIQ
 
YIR
 
YIS
 
YIT
 
YIU
 
YIV
 
YIW
 
YIX
 
YIY
 
YIZ

YJA
 
YJB
 
YJC
 
YJD
 
YJE
 
YJF
 
YJG
 
YJH
 
YJI
 
YJJ
 
YJK
 
YJL
 
YJM
 
YJN
 
YJO
 
YJP
 
YJQ
 
YJR
 
YJS
 
YJT
 
YJU
 
YJV
 
YJW
 
YJX
 
YJY
 
YJZ

YKA
 
YKB
 
YKC
 
YKD
 
YKE
 
YKF
 
YKG
 
YKH
 
YKI
 
YKJ
 
YKK
 
YKL
 
YKM
 
YKN
 
YKO
 
YKP
 
YKQ
 
YKR
 
YKS
 
YKT
 
YKU
 
YKV
 
YKW
 
YKX
 
YKY
 
YKZ

YLA
 
YLB
 
YLC
 
YLD
 
YLE
 
YLF
 
YLG
 
YLH
 
YLI
 
YLJ
 
YLK
 
YLL
 
YLM
 
YLN
 
YLO
 
YLP
 
YLQ
 
YLR
 
YLS
 
YLT
 
YLU
 
YLV
 
YLW
 
YLX
 
YLY
 
YLZ

YMA
 
YMB
 
YMC
 
YMD
 
YME
 
YMF
 
YMG
 
YMH
 
YMI
 
YMJ
 
YMK
 
YML
 
YMM
 
YMN
 
YMO
 
YMP
 
YMQ
 
YMR
 
YMS
 
YMT
 
YMU
 
YMV
 
YMW
 
YMX
 
YMY
 
YMZ

YNA
 
YNB
 
YNC
 
YND
 
YNE
 
YNF
 
YNG
 
YNH
 
YNI
 
YNJ
 
YNK
 
YNL
 
YNM
 
YNN
 
YNO
 
YNP
 
YNQ
 
YNR
 
YNS
 
YNT
 
YNU
 
YNV
 
YNW
 
YNX
 
YNY
 
YNZ

YOA
 
YOB
 
YOC
 
YOD
 
YOE
 
YOF
 
YOG
 
YOH
 
YOI
 
YOJ
 
YOK
 
YOL
 
YOM
 
YON
 
YOO
 
YOP
 
YOQ
 
YOR
 
YOS
 
YOT
 
YOU
 
YOV
 
YOW
 
YOX
 
YOY
 
YOZ

YPA
 
YPB
 
YPC
 
YPD
 
YPE
 
YPF
 
YPG
 
YPH
 
YPI
 
YPJ
 
YPK
 
YPL
 
YPM
 
YPN
 
YPO
 
YPP
 
YPQ
 
YPR
 
YPS
 
YPT
 
YPU
 
YPV
 
YPW
 
YPX
 
YPY
 
YPZ

YQA
 
YQB
 
YQC
 
YQD
 
YQE
 
YQF
 
YQG
 
YQH
 
YQI
 
YQJ
 
YQK
 
YQL
 
YQM
 
YQN
 
YQO
 
YQP
 
YQQ
 
YQR
 
YQS
 
YQT
 
YQU
 
YQV
 
YQW
 
YQX
 
YQY
 
YQZ

YRA
 
YRB
 
YRC
 
YRD
 
YRE
 
YRF
 
YRG
 
YRH
 
YRI
 
YRJ
 
YRK
 
YRL
 
YRM
 
YRN
 
YRO
 
YRP
 
YRQ
 
YRR
 
YRS
 
YRT
 
YRU
 
YRV
 
YRW
 
YRX
 
YRY
 
YRZ

YSA
 
YSB
 
YSC
 
YSD
 
YSE
 
YSF
 
YSG
 
YSH
 
YSI
 
YSJ
 
YSK
 
YSL
 
YSM
 
YSN
 
YSO
 
YSP
 
YSQ
 
YSR
 
YSS
 
YST
 
YSU
 
YSV
 
YSW
 
YSX
 
YSY
 
YSZ

YTA
 
YTB
 
YTC
 
YTD
 
YTE
 
YTF
 
YTG
 
YTH
 
YTI
 
YTJ
 
YTK
 
YTL
 
YTM
 
YTN
 
YTO
 
YTP
 
YTQ
 
YTR
 
YTS
 
YTT
 
YTU
 
YTV
 
YTW
 
YTX
 
YTY
 
YTZ

YUA
 
YUB
 
YUC
 
YUD
 
YUE
 
YUF
 
YUG
 
YUH
 
YUI
 
YUJ
 
YUK
 
YUL
 
YUM
 
YUN
 
YUO
 
YUP
 
YUQ
 
YUR
 
YUS
 
YUT
 
YUU
 
YUV
 
YUW
 
YUX
 
YUY
 
YUZ

YVA
 
YVB
 
YVC
 
YVD
 
YVE
 
YVF
 
YVG
 
YVH
 
YVI
 
YVJ
 
YVK
 
YVL
 
YVM
 
YVN
 
YVO
 
YVP
 
YVQ
 
YVR
 
YVS
 
YVT
 
YVU
 
YVV
 
YVW
 
YVX
 
YVY
 
YVZ

YWA
 
YWB
 
YWC
 
YWD
 
YWE
 
YWF
 
YWG
 
YWH
 
YWI
 
YWJ
 
YWK
 
YWL
 
YWM
 
YWN
 
YWO
 
YWP
 
YWQ
 
YWR
 
YWS
 
YWT
 
YWU
 
YWV
 
YWW
 
YWX
 
YWY
 
YWZ

YXA
 
YXB
 
YXC
 
YXD
 
YXE
 
YXF
 
YXG
 
YXH
 
YXI
 
YXJ
 
YXK
 
YXL
 
YXM
 
YXN
 
YXO
 
YXP
 
YXQ
 
YXR
 
YXS
 
YXT
 
YXU
 
YXV
 
YXW
 
YXX
 
YXY
 
YXZ

YYA
 
YYB
 
YYC
 
YYD
 
YYE
 
YYF
 
YYG
 
YYH
 
YYI
 
YYJ
 
YYK
 
YYL
 
YYM
 
YYN
 
YYO
 
YYP
 
YYQ
 
YYR
 
YYS
 
YYT
 
YYU
 
YYV
 
YYW
 
YYX
 
YYY
 
YYZ

YZA
 
YZB
 
YZC
 
YZD
 
YZE
 
YZF
 
YZG
 
YZH
 
YZI
 
YZJ
 
YZK
 
YZL
 
YZM
 
YZN
 
YZO
 
YZP
 
YZQ
 
YZR
 
YZS
 
YZT
 
YZU
 
YZV
 
YZW
 
YZX
 
YZY
 
YZZ
```

## Z
```
ZAA
 
ZAB
 
ZAC
 
ZAD
 
ZAE
 
ZAF
 
ZAG
 
ZAH
 
ZAI
 
ZAJ
 
ZAK
 
ZAL
 
ZAM
 
ZAN
 
ZAO
 
ZAP
 
ZAQ
 
ZAR
 
ZAS
 
ZAT
 
ZAU
 
ZAV
 
ZAW
 
ZAX
 
ZAY
 
ZAZ

ZBA
 
ZBB
 
ZBC
 
ZBD
 
ZBE
 
ZBF
 
ZBG
 
ZBH
 
ZBI
 
ZBJ
 
ZBK
 
ZBL
 
ZBM
 
ZBN
 
ZBO
 
ZBP
 
ZBQ
 
ZBR
 
ZBS
 
ZBT
 
ZBU
 
ZBV
 
ZBW
 
ZBX
 
ZBY
 
ZBZ

ZCA
 
ZCB
 
ZCC
 
ZCD
 
ZCE
 
ZCF
 
ZCG
 
ZCH
 
ZCI
 
ZCJ
 
ZCK
 
ZCL
 
ZCM
 
ZCN
 
ZCO
 
ZCP
 
ZCQ
 
ZCR
 
ZCS
 
ZCT
 
ZCU
 
ZCV
 
ZCW
 
ZCX
 
ZCY
 
ZCZ

ZDA
 
ZDB
 
ZDC
 
ZDD
 
ZDE
 
ZDF
 
ZDG
 
ZDH
 
ZDI
 
ZDJ
 
ZDK
 
ZDL
 
ZDM
 
ZDN
 
ZDO
 
ZDP
 
ZDQ
 
ZDR
 
ZDS
 
ZDT
 
ZDU
 
ZDV
 
ZDW
 
ZDX
 
ZDY
 
ZDZ

ZEA
 
ZEB
 
ZEC
 
ZED
 
ZEE
 
ZEF
 
ZEG
 
ZEH
 
ZEI
 
ZEJ
 
ZEK
 
ZEL
 
ZEM
 
ZEN
 
ZEO
 
ZEP
 
ZEQ
 
ZER
 
ZES
 
ZET
 
ZEU
 
ZEV
 
ZEW
 
ZEX
 
ZEY
 
ZEZ

ZFA
 
ZFB
 
ZFC
 
ZFD
 
ZFE
 
ZFF
 
ZFG
 
ZFH
 
ZFI
 
ZFJ
 
ZFK
 
ZFL
 
ZFM
 
ZFN
 
ZFO
 
ZFP
 
ZFQ
 
ZFR
 
ZFS
 
ZFT
 
ZFU
 
ZFV
 
ZFW
 
ZFX
 
ZFY
 
ZFZ

ZGA
 
ZGB
 
ZGC
 
ZGD
 
ZGE
 
ZGF
 
ZGG
 
ZGH
 
ZGI
 
ZGJ
 
ZGK
 
ZGL
 
ZGM
 
ZGN
 
ZGO
 
ZGP
 
ZGQ
 
ZGR
 
ZGS
 
ZGT
 
ZGU
 
ZGV
 
ZGW
 
ZGX
 
ZGY
 
ZGZ

ZHA
 
ZHB
 
ZHC
 
ZHD
 
ZHE
 
ZHF
 
ZHG
 
ZHH
 
ZHI
 
ZHJ
 
ZHK
 
ZHL
 
ZHM
 
ZHN
 
ZHO
 
ZHP
 
ZHQ
 
ZHR
 
ZHS
 
ZHT
 
ZHU
 
ZHV
 
ZHW
 
ZHX
 
ZHY
 
ZHZ

ZIA
 
ZIB
 
ZIC
 
ZID
 
ZIE
 
ZIF
 
ZIG
 
ZIH
 
ZII
 
ZIJ
 
ZIK
 
ZIL
 
ZIM
 
ZIN
 
ZIO
 
ZIP
 
ZIQ
 
ZIR
 
ZIS
 
ZIT
 
ZIU
 
ZIV
 
ZIW
 
ZIX
 
ZIY
 
ZIZ

ZJA
 
ZJB
 
ZJC
 
ZJD
 
ZJE
 
ZJF
 
ZJG
 
ZJH
 
ZJI
 
ZJJ
 
ZJK
 
ZJL
 
ZJM
 
ZJN
 
ZJO
 
ZJP
 
ZJQ
 
ZJR
 
ZJS
 
ZJT
 
ZJU
 
ZJV
 
ZJW
 
ZJX
 
ZJY
 
ZJZ

ZKA
 
ZKB
 
ZKC
 
ZKD
 
ZKE
 
ZKF
 
ZKG
 
ZKH
 
ZKI
 
ZKJ
 
ZKK
 
ZKL
 
ZKM
 
ZKN
 
ZKO
 
ZKP
 
ZKQ
 
ZKR
 
ZKS
 
ZKT
 
ZKU
 
ZKV
 
ZKW
 
ZKX
 
ZKY
 
ZKZ

ZLA
 
ZLB
 
ZLC
 
ZLD
 
ZLE
 
ZLF
 
ZLG
 
ZLH
 
ZLI
 
ZLJ
 
ZLK
 
ZLL
 
ZLM
 
ZLN
 
ZLO
 
ZLP
 
ZLQ
 
ZLR
 
ZLS
 
ZLT
 
ZLU
 
ZLV
 
ZLW
 
ZLX
 
ZLY
 
ZLZ

ZMA
 
ZMB
 
ZMC
 
ZMD
 
ZME
 
ZMF
 
ZMG
 
ZMH
 
ZMI
 
ZMJ
 
ZMK
 
ZML
 
ZMM
 
ZMN
 
ZMO
 
ZMP
 
ZMQ
 
ZMR
 
ZMS
 
ZMT
 
ZMU
 
ZMV
 
ZMW
 
ZMX
 
ZMY
 
ZMZ

ZNA
 
ZNB
 
ZNC
 
ZND
 
ZNE
 
ZNF
 
ZNG
 
ZNH
 
ZNI
 
ZNJ
 
ZNK
 
ZNL
 
ZNM
 
ZNN
 
ZNO
 
ZNP
 
ZNQ
 
ZNR
 
ZNS
 
ZNT
 
ZNU
 
ZNV
 
ZNW
 
ZNX
 
ZNY
 
ZNZ

ZOA
 
ZOB
 
ZOC
 
ZOD
 
ZOE
 
ZOF
 
ZOG
 
ZOH
 
ZOI
 
ZOJ
 
ZOK
 
ZOL
 
ZOM
 
ZON
 
ZOO
 
ZOP
 
ZOQ
 
ZOR
 
ZOS
 
ZOT
 
ZOU
 
ZOV
 
ZOW
 
ZOX
 
ZOY
 
ZOZ

ZPA
 
ZPB
 
ZPC
 
ZPD
 
ZPE
 
ZPF
 
ZPG
 
ZPH
 
ZPI
 
ZPJ
 
ZPK
 
ZPL
 
ZPM
 
ZPN
 
ZPO
 
ZPP
 
ZPQ
 
ZPR
 
ZPS
 
ZPT
 
ZPU
 
ZPV
 
ZPW
 
ZPX
 
ZPY
 
ZPZ

ZQA
 
ZQB
 
ZQC
 
ZQD
 
ZQE
 
ZQF
 
ZQG
 
ZQH
 
ZQI
 
ZQJ
 
ZQK
 
ZQL
 
ZQM
 
ZQN
 
ZQO
 
ZQP
 
ZQQ
 
ZQR
 
ZQS
 
ZQT
 
ZQU
 
ZQV
 
ZQW
 
ZQX
 
ZQY
 
ZQZ

ZRA
 
ZRB
 
ZRC
 
ZRD
 
ZRE
 
ZRF
 
ZRG
 
ZRH
 
ZRI
 
ZRJ
 
ZRK
 
ZRL
 
ZRM
 
ZRN
 
ZRO
 
ZRP
 
ZRQ
 
ZRR
 
ZRS
 
ZRT
 
ZRU
 
ZRV
 
ZRW
 
ZRX
 
ZRY
 
ZRZ

ZSA
 
ZSB
 
ZSC
 
ZSD
 
ZSE
 
ZSF
 
ZSG
 
ZSH
 
ZSI
 
ZSJ
 
ZSK
 
ZSL
 
ZSM
 
ZSN
 
ZSO
 
ZSP
 
ZSQ
 
ZSR
 
ZSS
 
ZST
 
ZSU
 
ZSV
 
ZSW
 
ZSX
 
ZSY
 
ZSZ

ZTA
 
ZTB
 
ZTC
 
ZTD
 
ZTE
 
ZTF
 
ZTG
 
ZTH
 
ZTI
 
ZTJ
 
ZTK
 
ZTL
 
ZTM
 
ZTN
 
ZTO
 
ZTP
 
ZTQ
 
ZTR
 
ZTS
 
ZTT
 
ZTU
 
ZTV
 
ZTW
 
ZTX
 
ZTY
 
ZTZ

ZUA
 
ZUB
 
ZUC
 
ZUD
 
ZUE
 
ZUF
 
ZUG
 
ZUH
 
ZUI
 
ZUJ
 
ZUK
 
ZUL
 
ZUM
 
ZUN
 
ZUO
 
ZUP
 
ZUQ
 
ZUR
 
ZUS
 
ZUT
 
ZUU
 
ZUV
 
ZUW
 
ZUX
 
ZUY
 
ZUZ

ZVA
 
ZVB
 
ZVC
 
ZVD
 
ZVE
 
ZVF
 
ZVG
 
ZVH
 
ZVI
 
ZVJ
 
ZVK
 
ZVL
 
ZVM
 
ZVN
 
ZVO
 
ZVP
 
ZVQ
 
ZVR
 
ZVS
 
ZVT
 
ZVU
 
ZVV
 
ZVW
 
ZVX
 
ZVY
 
ZVZ

ZWA
 
ZWB
 
ZWC
 
ZWD
 
ZWE
 
ZWF
 
ZWG
 
ZWH
 
ZWI
 
ZWJ
 
ZWK
 
ZWL
 
ZWM
 
ZWN
 
ZWO
 
ZWP
 
ZWQ
 
ZWR
 
ZWS
 
ZWT
 
ZWU
 
ZWV
 
ZWW
 
ZWX
 
ZWY
 
ZWZ

ZXA
 
ZXB
 
ZXC
 
ZXD
 
ZXE
 
ZXF
 
ZXG
 
ZXH
 
ZXI
 
ZXJ
 
ZXK
 
ZXL
 
ZXM
 
ZXN
 
ZXO
 
ZXP
 
ZXQ
 
ZXR
 
ZXS
 
ZXT
 
ZXU
 
ZXV
 
ZXW
 
ZXX
 
ZXY
 
ZXZ

ZYA
 
ZYB
 
ZYC
 
ZYD
 
ZYE
 
ZYF
 
ZYG
 
ZYH
 
ZYI
 
ZYJ
 
ZYK
 
ZYL
 
ZYM
 
ZYN
 
ZYO
 
ZYP
 
ZYQ
 
ZYR
 
ZYS
 
ZYT
 
ZYU
 
ZYV
 
ZYW
 
ZYX
 
ZYY
 
ZYZ

ZZA
 
ZZB
 
ZZC
 
ZZD
 
ZZE
 
ZZF
 
ZZG
 
ZZH
 
ZZI
 
ZZJ
 
ZZK
 
ZZL
 
ZZM
 
ZZN
 
ZZO
 
ZZP
 
ZZQ
 
ZZR
 
ZZS
 
ZZT
 
ZZU
 
ZZV
 
ZZW
 
ZZX
 
ZZY
 
ZZZ
```